# Mines de charbon de France

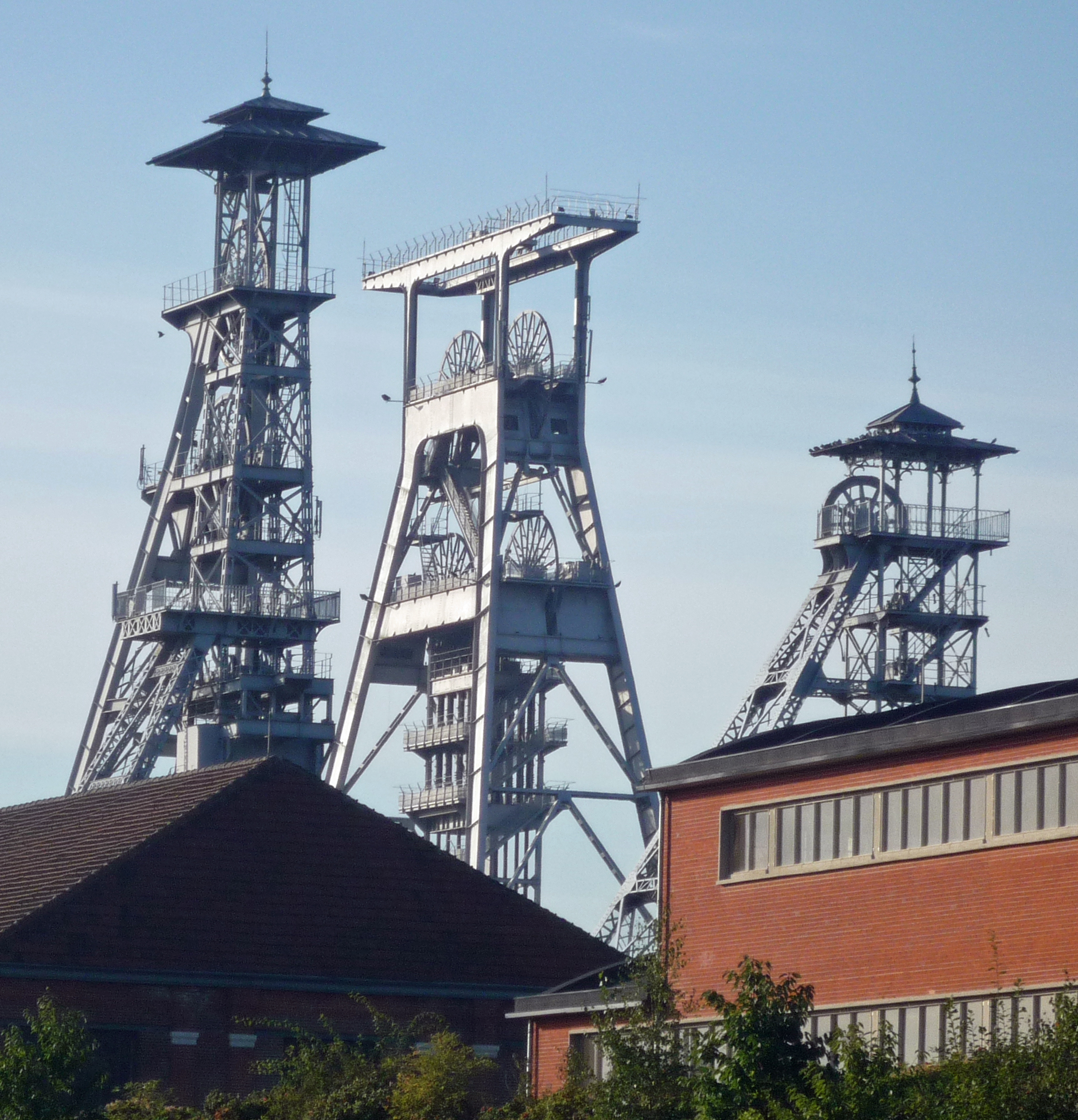
Les trois chevalements de la Fosse Arenberg (bassin minier du Nord-Pas-de-Calais) inscrits sur la liste du patrimoine mondial de l'Unesco en 2012.

Les mines de charbon en France sont l'ensemble des charbonnages situés en France. L'extraction du charbon de terre (par opposition au charbon de bois) est très ancienne et remonte au moins au Moyen Âge mais connaîtra un développement important à la fin du XVIIIe siècle et surtout pendant la révolution industrielle dans la seconde moitié du XIXe siècle. Notons que la France, malgré ses richesses, n'a jamais été auto-suffisante en charbon et que même au summum de la production dans les années 1960, elle a toujours importé du charbon étranger (venant du Royaume-Uni, d'Allemagne, de l’Union soviétique, de Pologne, etc.).
Les houillères ont été nationalisées par la loi no 46-1072 du 17 mai 1946 qui crée l'établissement public Charbonnages de France. Mais plus de 200 petites exploitations échappèrent à la nationalisation, dont les principales étaient les exploitations de Faymoreau (Vendée), les mines de Lavaveix (Creuse), Manosque et Bois d'Asson (Alpes-de-Haute-Provence), le bassin du Briançonnais (Hautes-Alpes), les houillères de Ronchamp, etc.
La dernière mine privée en France se situait à Cruéjouls, dans l’Aveyron. Elle a fermé ses portes en 1988. L'exploitation cesse sur le territoire national en 2004, avec la fermeture de La Houve dans le bassin houiller lorrain.

## Les bassins houillers
- Nord-Pas-de-Calais
- Lorraine
- Blanzy
- Auvergne
- Loire
- Dauphiné
- Midi-Pyrénées
- Provence
- Cévennes

Cartes des bassins houillers français et des charbonnages de France.

Le décret du 16 avril 1968 transfère les biens des différentes houillères du centre et du sud de la France (Auvergne, Loire, Provence, Dauphiné, Blanzy, Cévennes et Aquitaine) aux Houillères du Bassin du Centre et du Midi (HBCM) ; les Houillères de Bassin Nord-Pas-de-Calais (HBNPC) et de Lorraine (HBL) sont toutefois maintenues.

### Le bassin du Nord-Pas-de-Calais
Affleurant à la frontière franco-belge, le gisement s'enfonce progressivement vers l'ouest où il prend le nom de Sillon Sambre-et-Meuse, une fois la frontière traversée.
Son exploitation dans le département du Nord a débuté à Anzin au XVIIIe siècle. Mais les recherches en Artois étaient restées vaines, en raison d'un changement d'orientation des veines. C'est donc par hasard, en creusant un puits artésien qu'on en retrouvera la trace vers Oignies en 1841.
Cette découverte sera le point de départ d'une vaste campagne de prospection qui aboutira à la création de nombreuses compagnies minières.
L'exploitation du gisement déclinera à partir de 1960 et sera définitivement arrêtée en 1990.

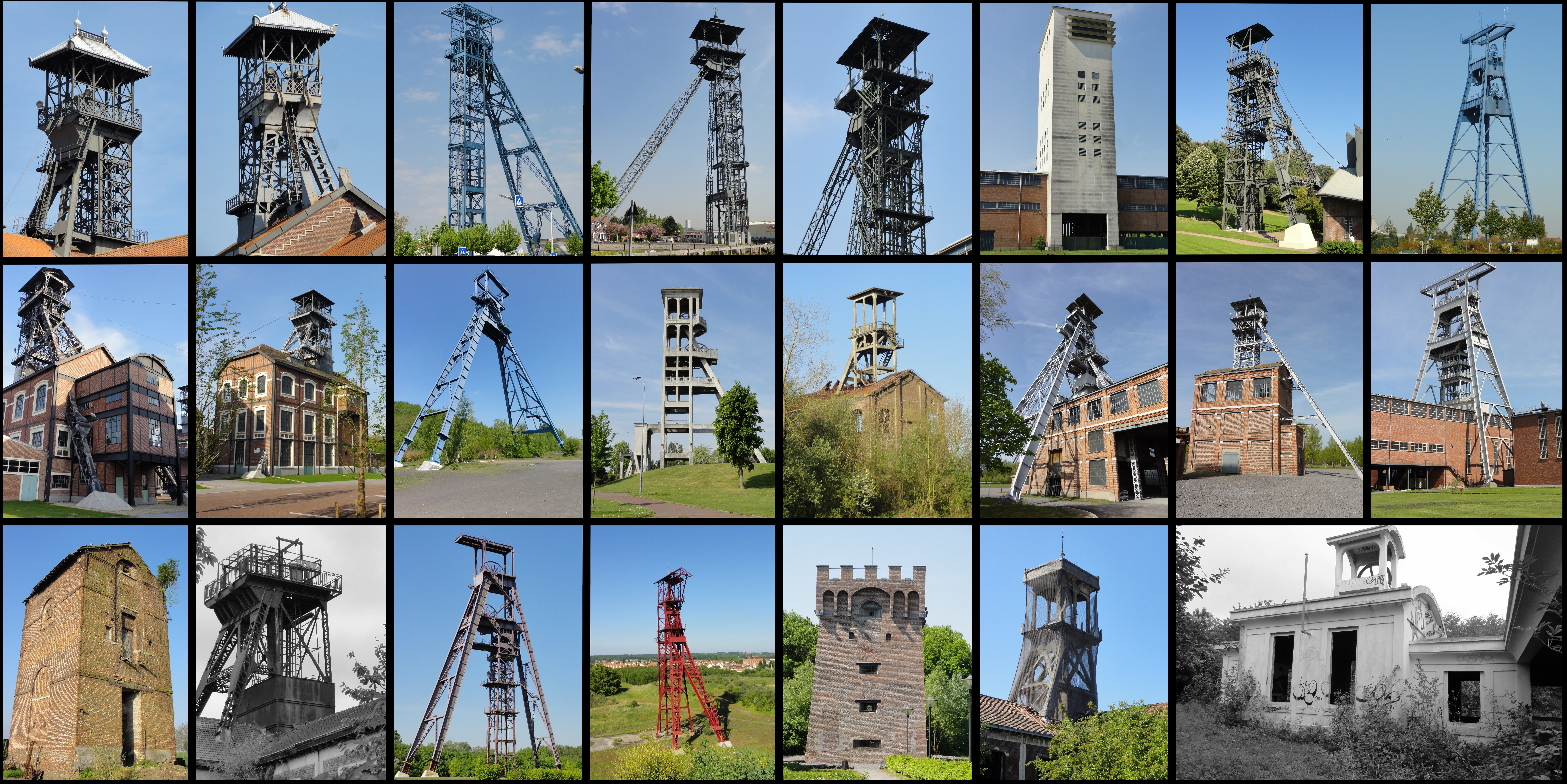
Vingt-trois des vingt-cinq chevalements subsistants dans le bassin du Nord-Pas-de-Calais : Delloye 1, Delloye 2, Liévin 1 bis, Lens 3 bis, Lens 11, Lens 19, Marles 2, Escarpelle 9 (au 1er rang), Dourges 9, Dourges 9 bis, Sabatier 2, Dutemple 2, Flines 2, Arenberg 1, Arenberg 2, Arenberg 3 - 4 (au 2e rang), Saint-Quentin, Meurchin 5, Ledoux 1, Dourges 8, Sarteau Extraction, Lens 6 et Lens 13 bis (au 3e rang).

### Le bassin de Lorraine
Le bassin houiller Lorrain est contigu avec le bassin houiller de la Sarre. L'activité a commencé au milieu du XIXe siècle et a totalement cessé en 2004. En 2006 a été inauguré le Musée de la mine du carreau Wendel.

Chevalements du bassin minier lorrain.
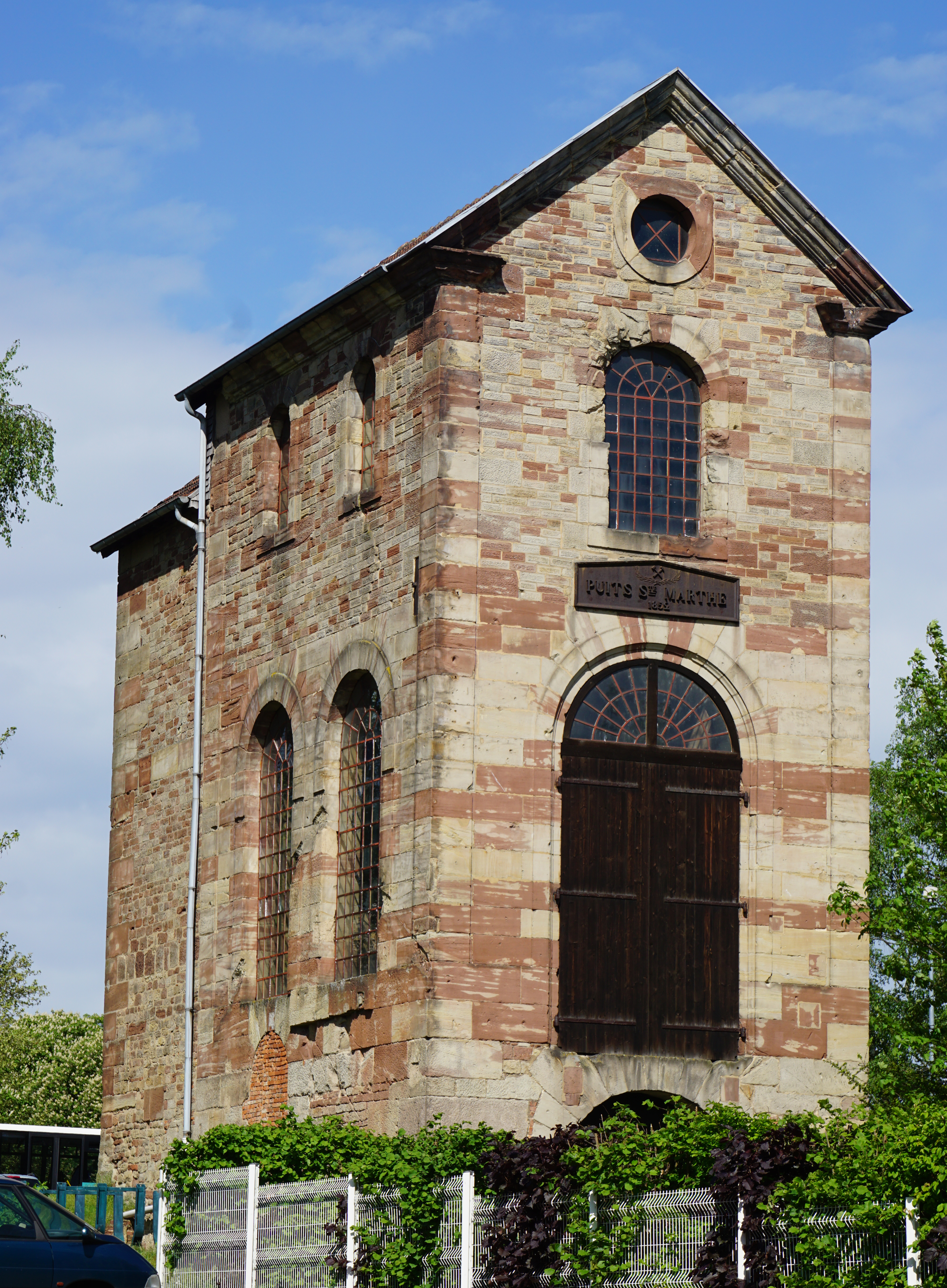
Le puits Sainte-Marthe no 1.
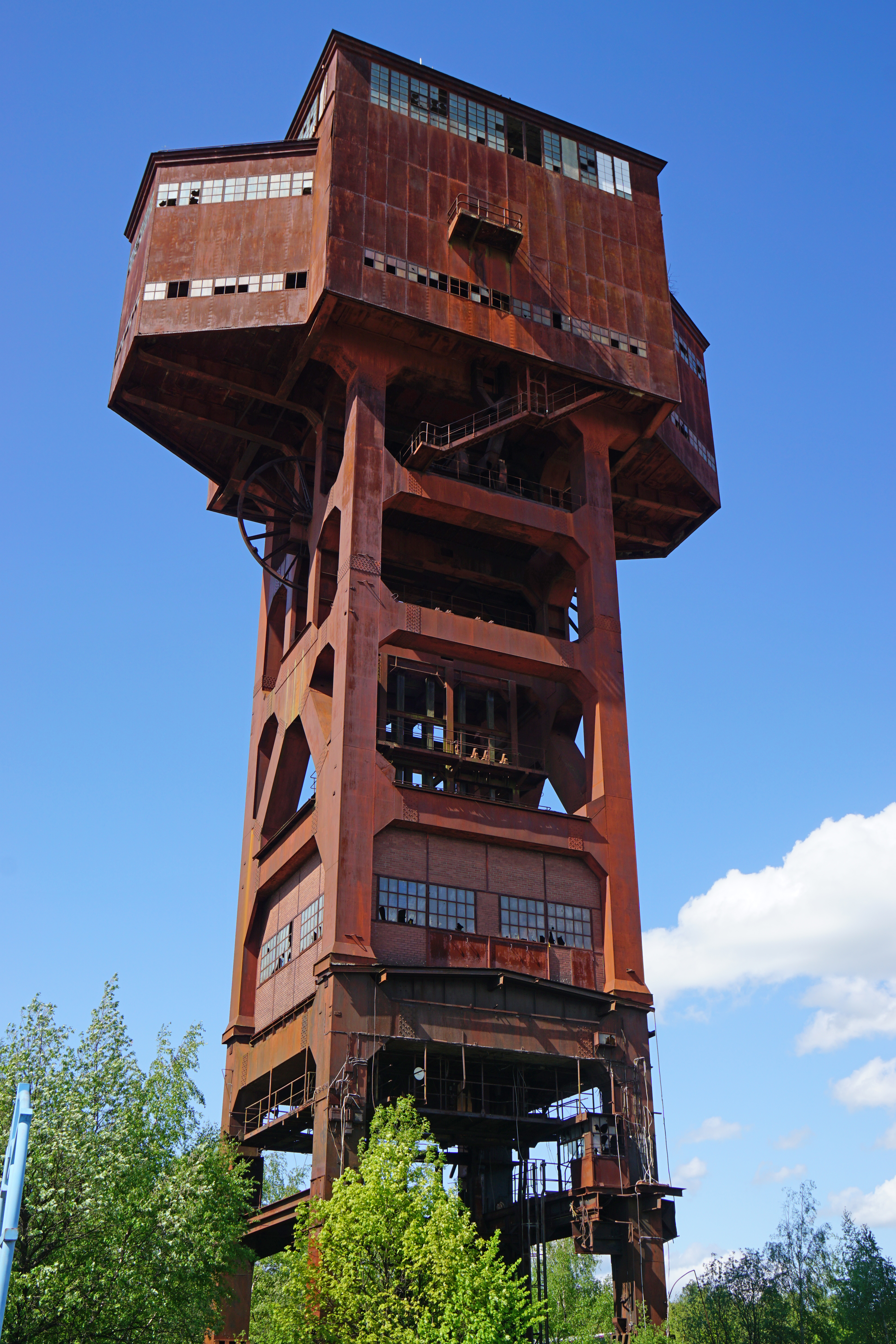
Puits Folschviller.
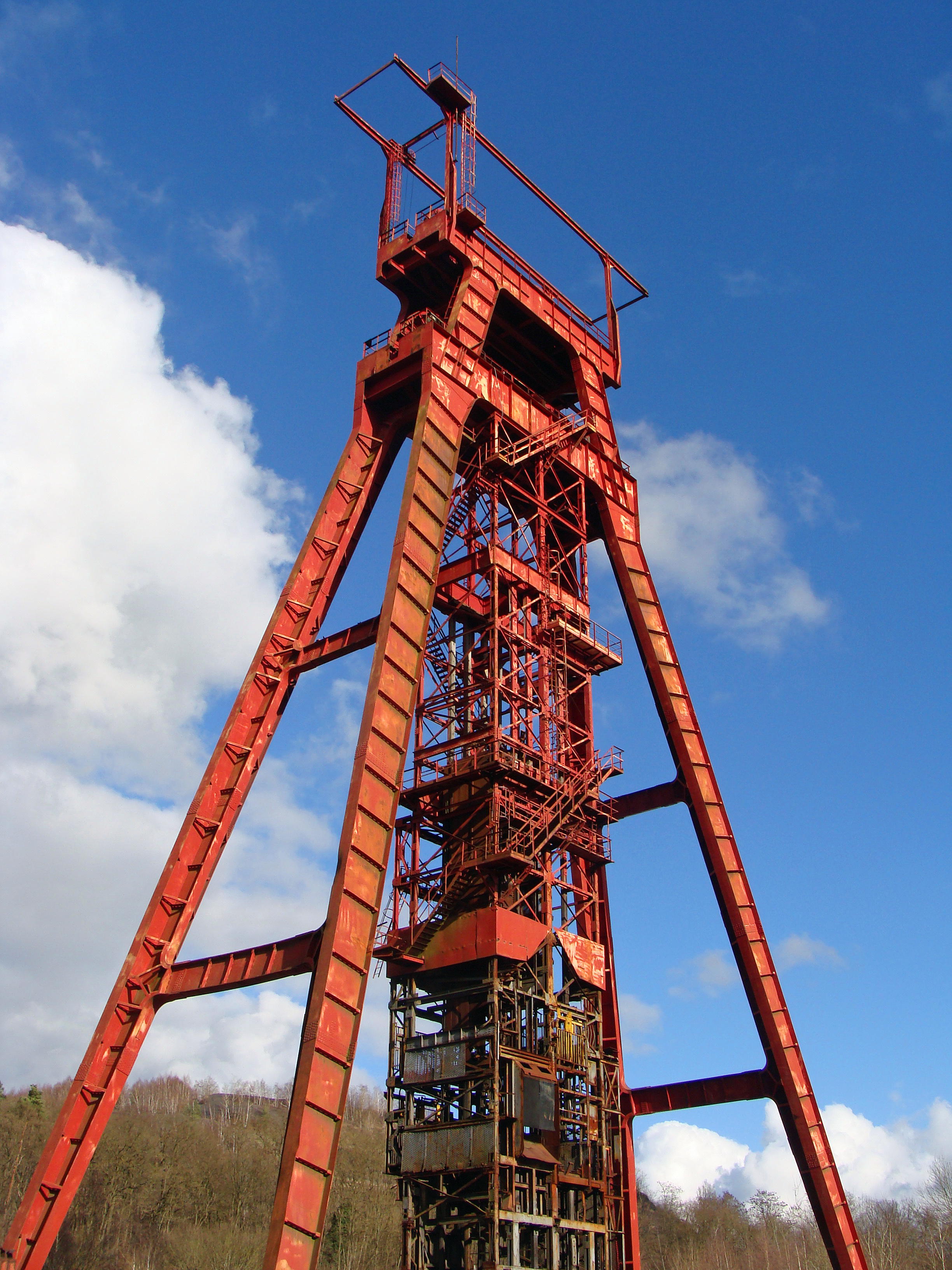
Carreau de Sainte-Fontaine.
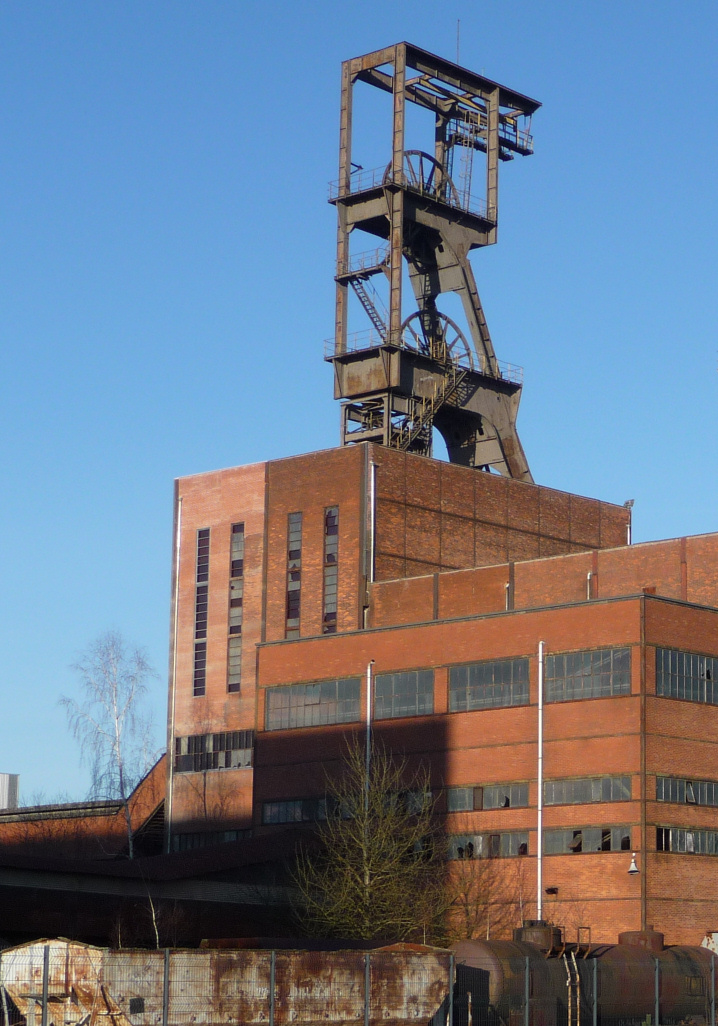
Puits Wendel no 2.
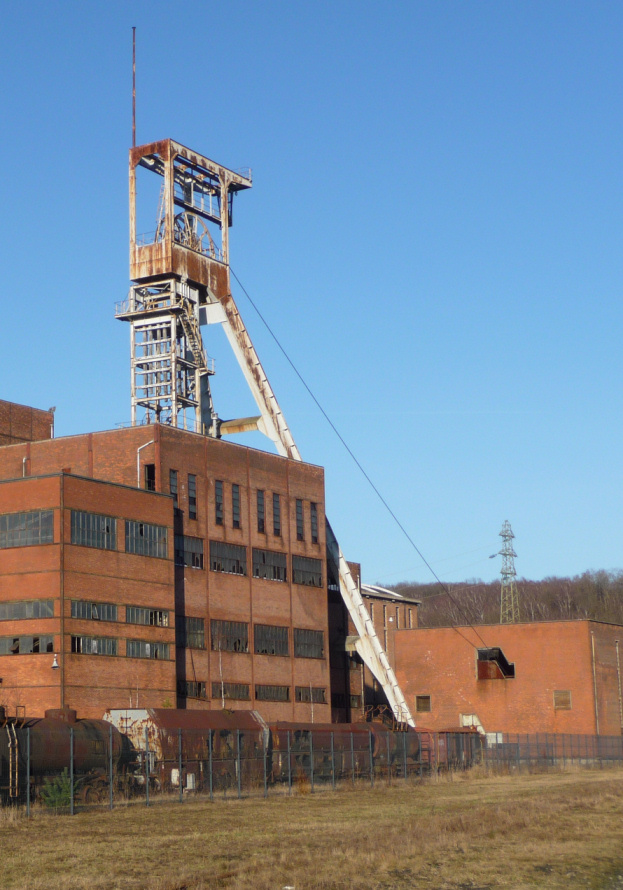
Puits Wendel no 1.
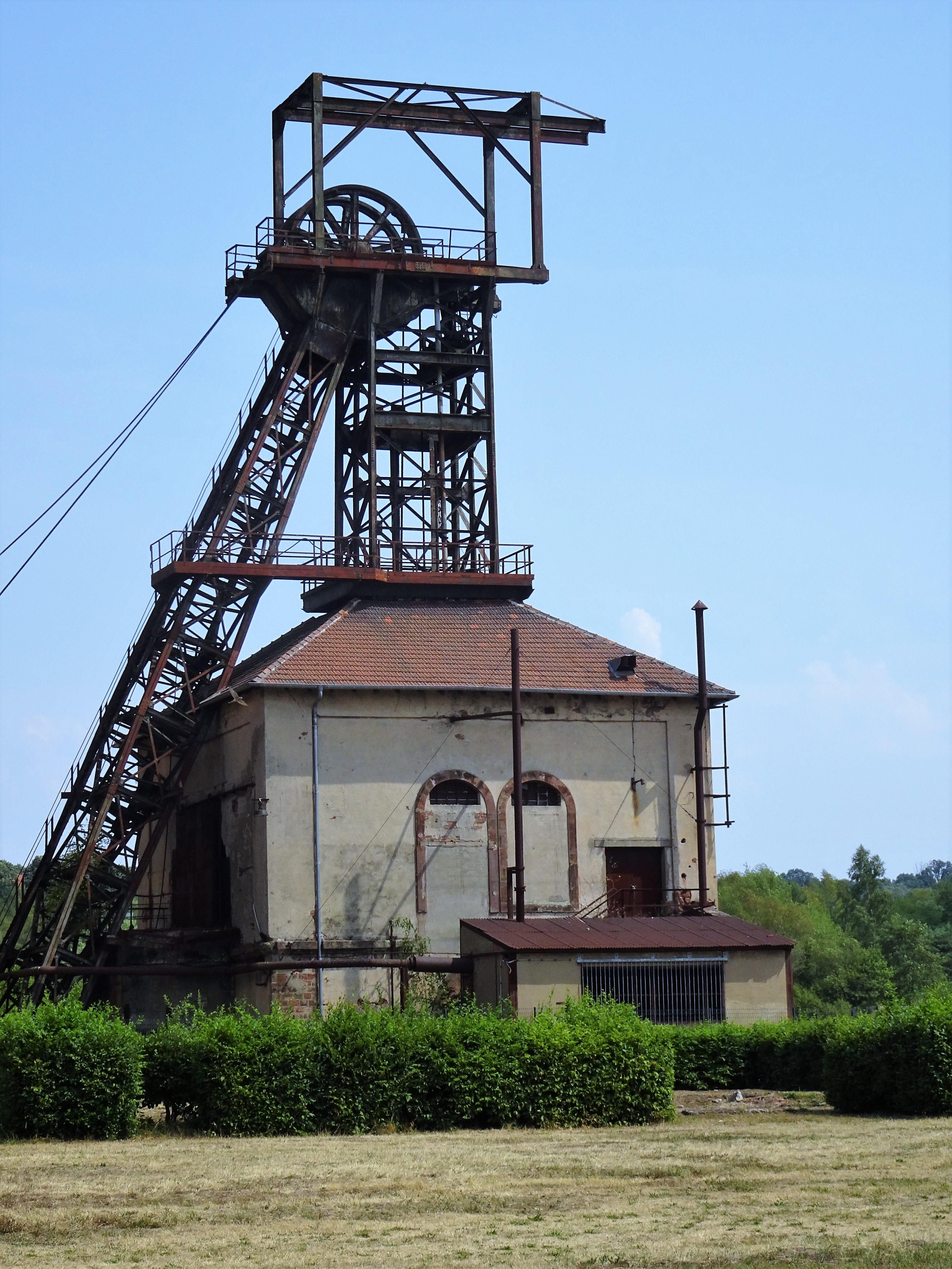
Puits Wendel.
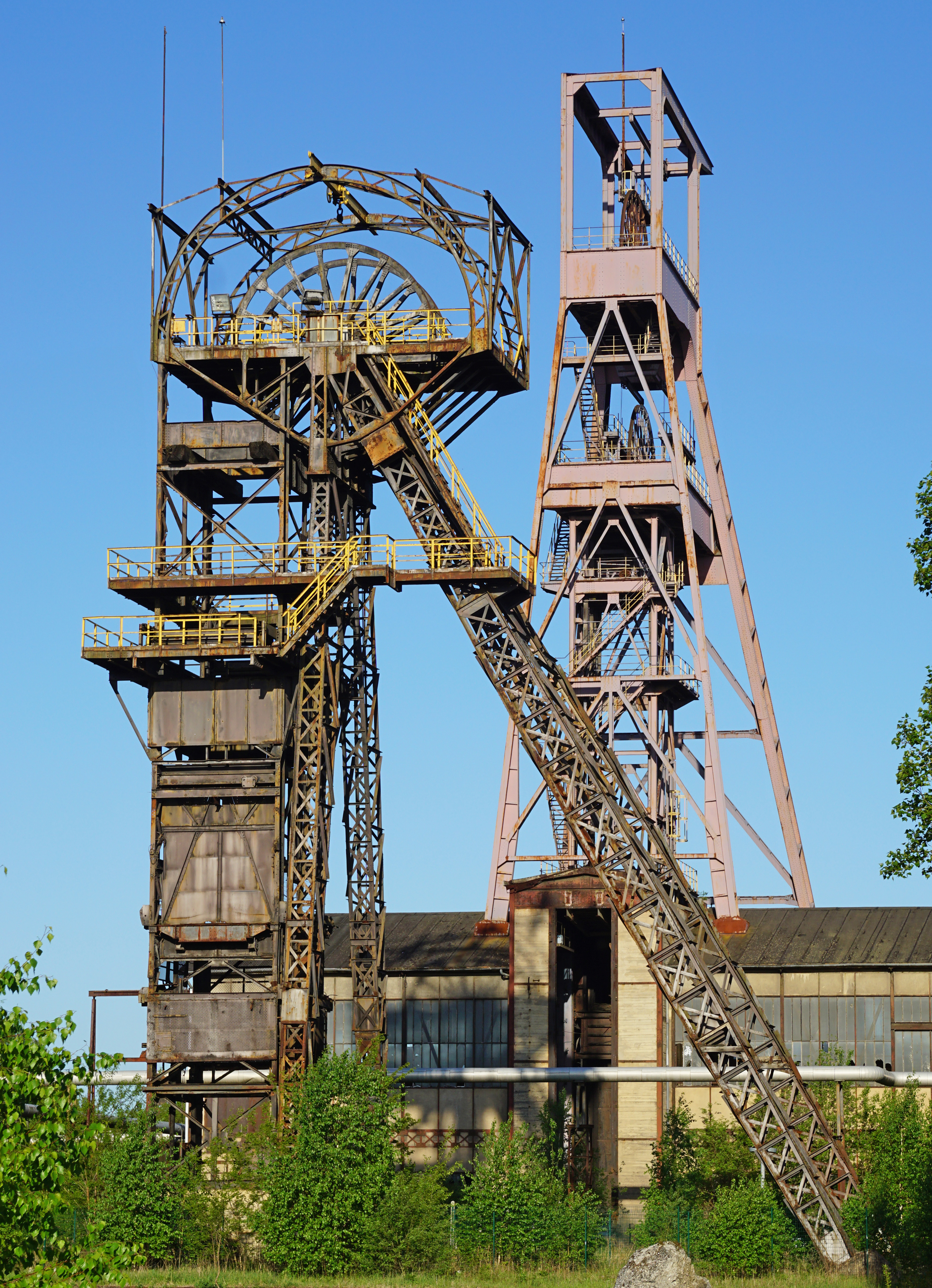
Puits Simon no 1 et no 2.
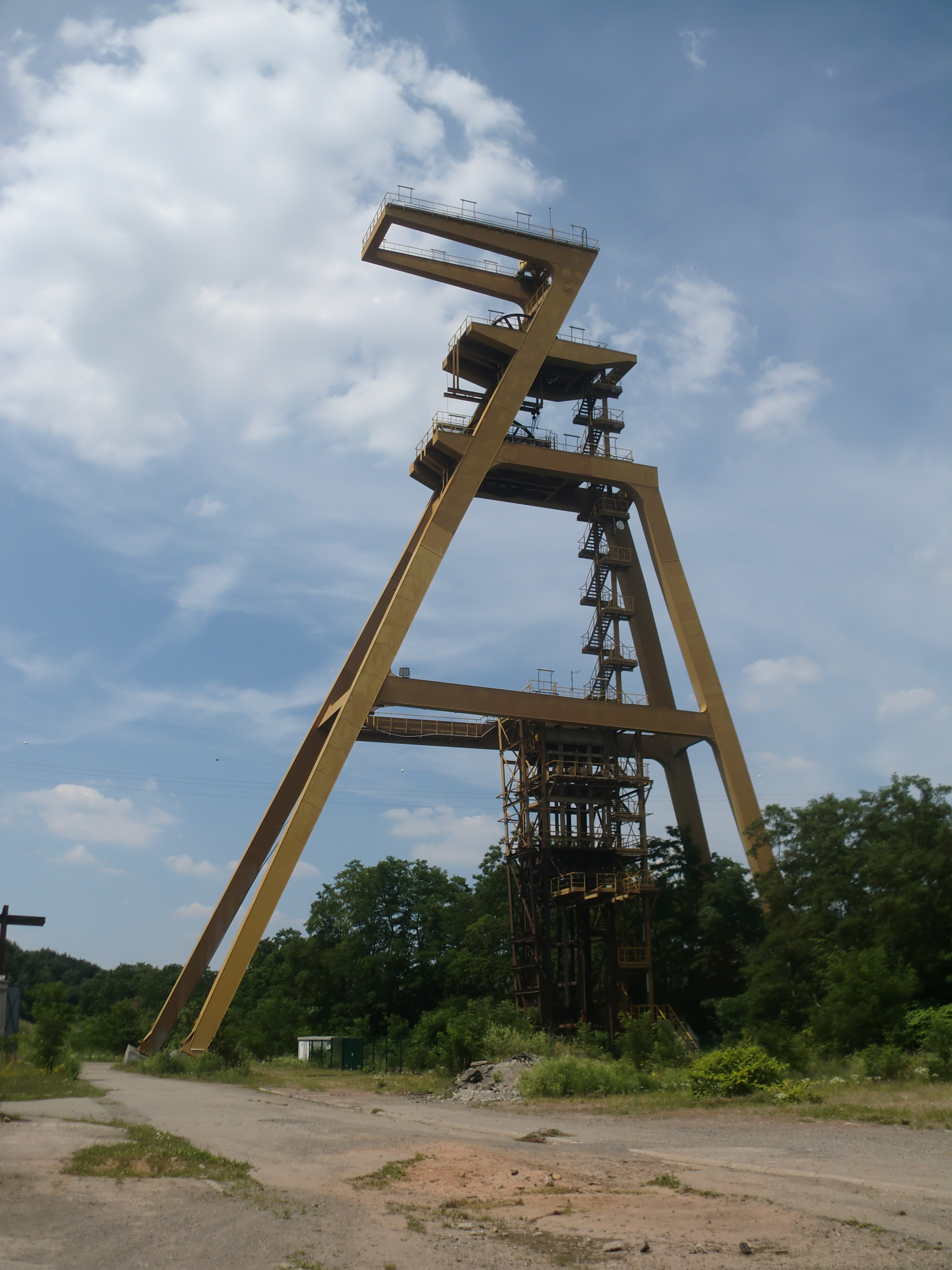
Puits Cuvelette Nord.
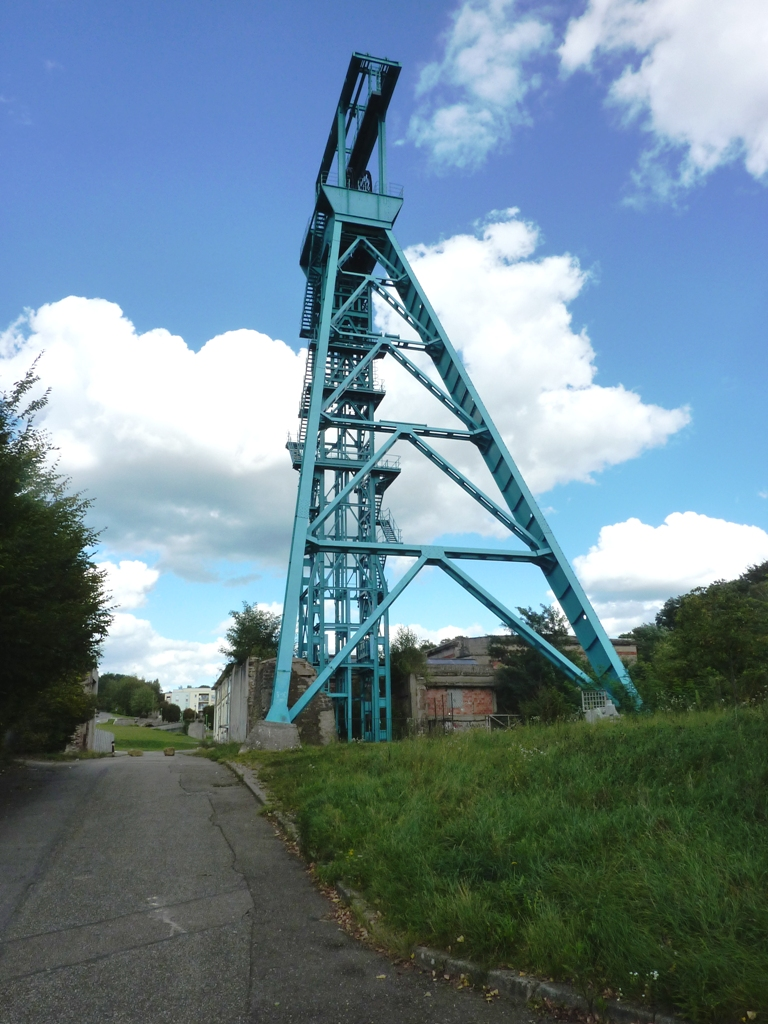
Puits Saint-Charles

### Le bassin de la Loire
Le bassin houiller de la Loire, avec ses nombreux affleurements, fut historiquement le premier à être exploité en France. Il fut le principal producteur national de charbon durant la première moitié du XIXe siècle. Vers 1860, il est définitivement rattrapé par le Nord-Pas-de-Calais, qu'il dépassa occasionnellement en période de guerre, lorsque les Allemands noient les mines nordistes en 1918, et qu'il faut plusieurs années pour les récupérer. L'appellation de " bassin houiller de la Loire " apparait début XIXe siècle à la suite des travaux cartographiques de l'ingénieur des mines Louis Antoine Beaunier.
C'est à Saint-Étienne qu'était installé le siège des H.B.C.M. (Houillères des Bassins du Centre et du Midi).

Bassin minier de la Loire.
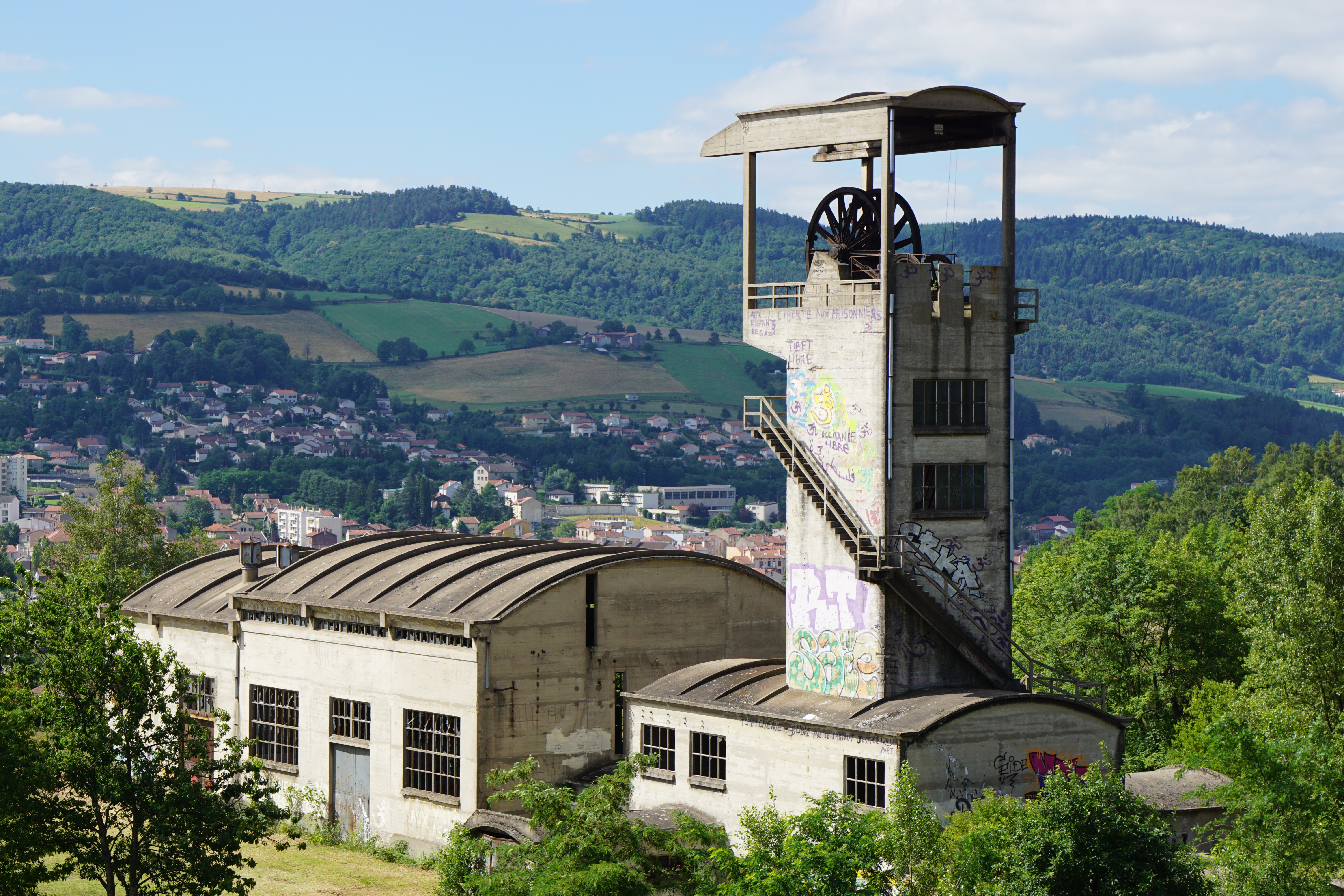
Puits des Combes.
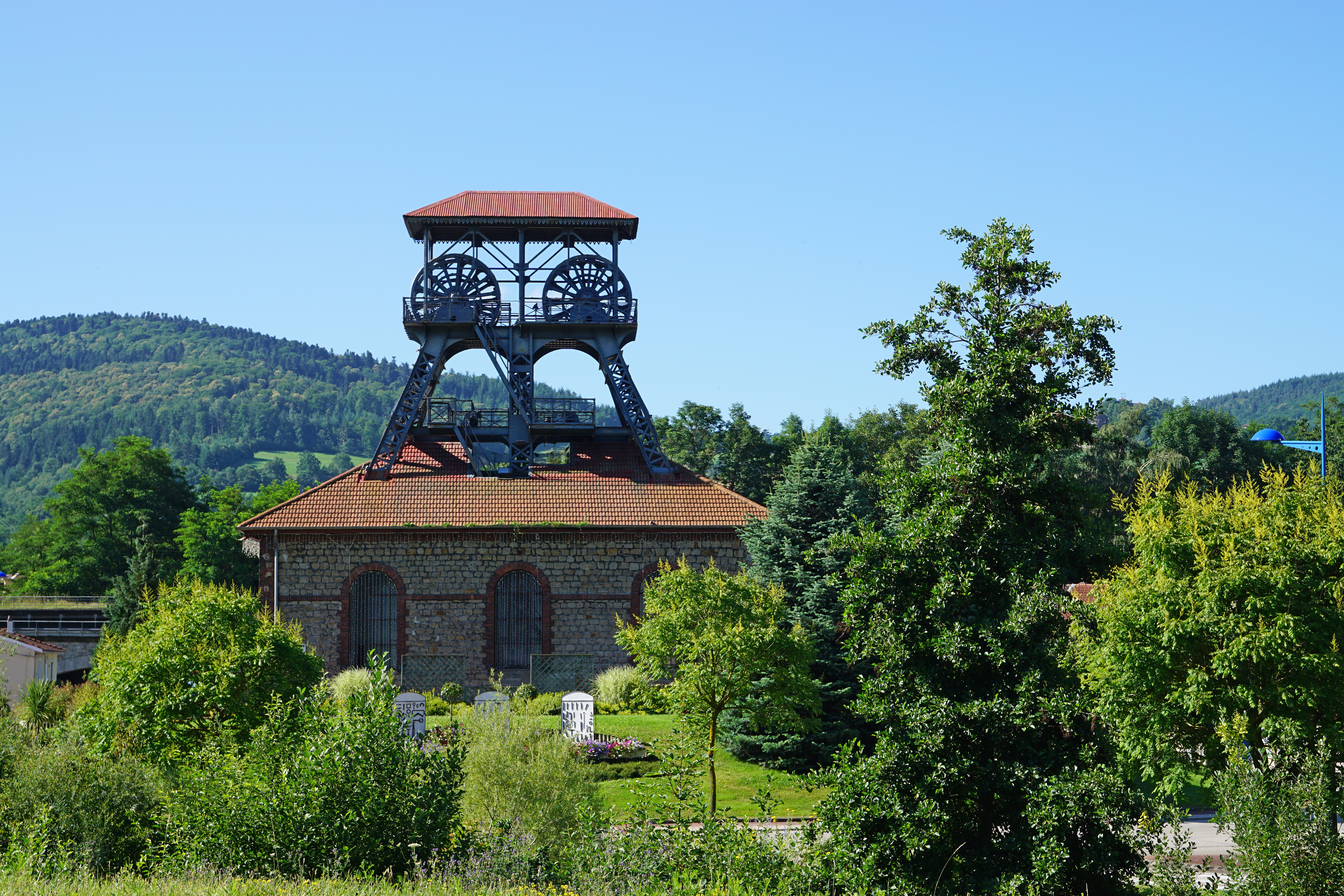
Puits du Marais.
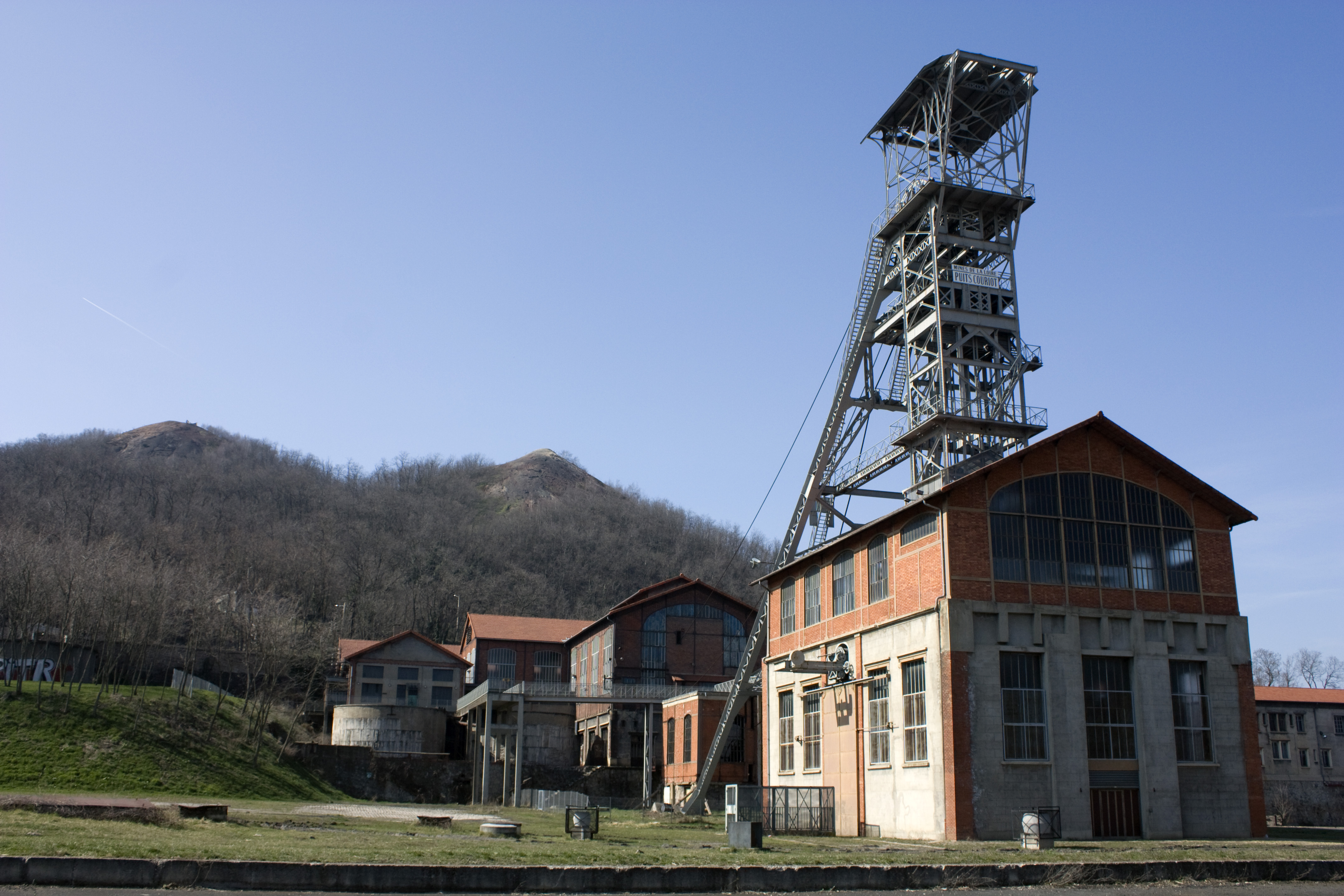
Puits Couriot.
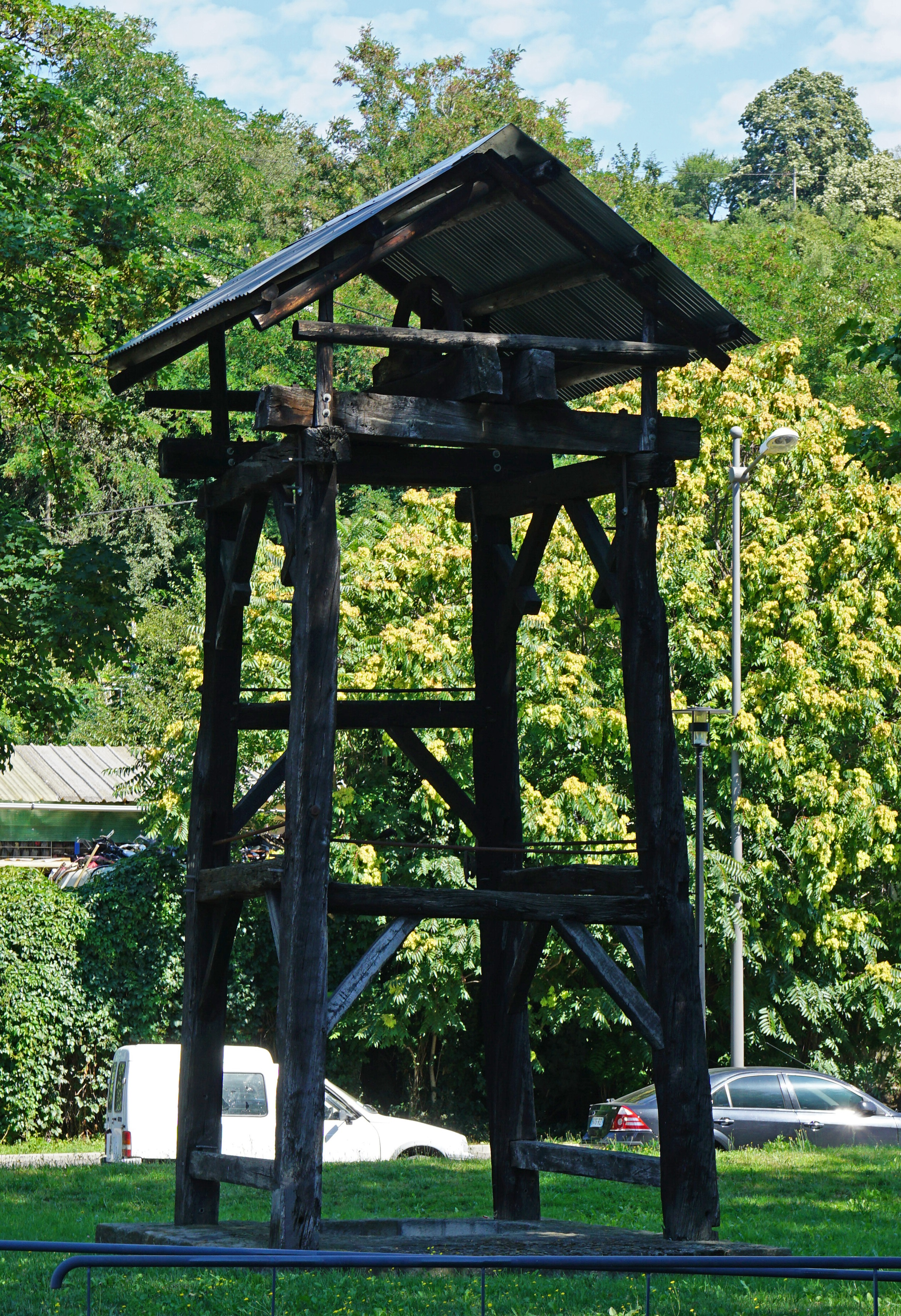
Puits Combélibert.

### Le bassin de Blanzy-Epinac-La Machine
Les houillères de Blanzy sont à la fois les mines historiques de la région de Blanzy et une division de Charbonnages de France créée lors de la nationalisation. Elle regroupe alors trois bassins miniers exploités en Bourgogne, mais sans lien géologique entre eux : Blanzy-Montceau-les-Mines-Le Creusot (Saône-et-Loire), Épinac (Saône-et-Loire) et Decize-La Machine (Nièvre).
Exploité dès le Moyen Age, mais de façon industrielle à partir du XIXe siècle et ce jusqu'en 1992 pour la mine souterraine et 2000 pour l'extraction à ciel ouvert, les houillères permettent l'essor de l'industrie sidérurgique et mécanique dans la région (notamment Schneider et Cie).

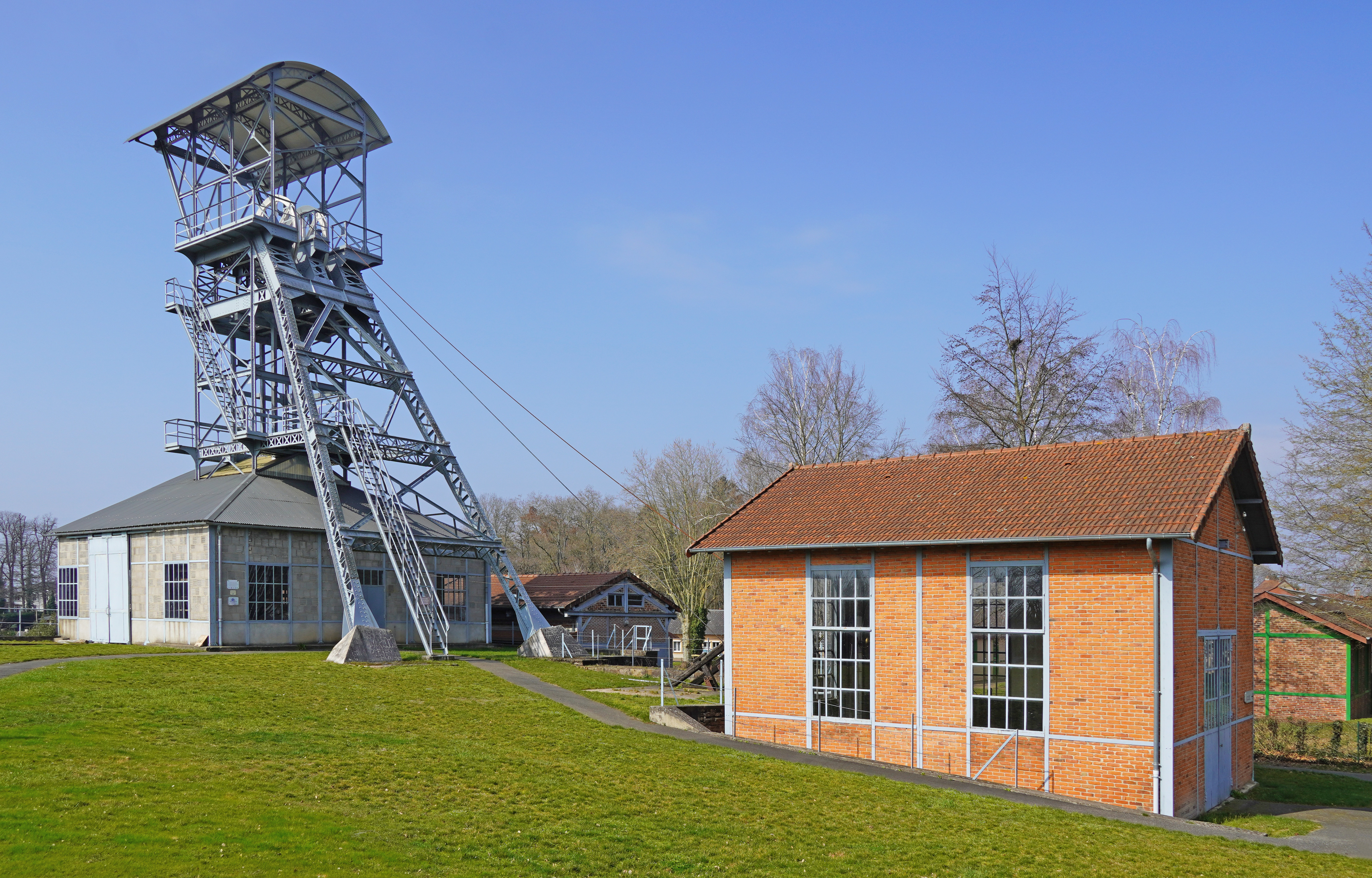
Musée de la mine de La Machine.
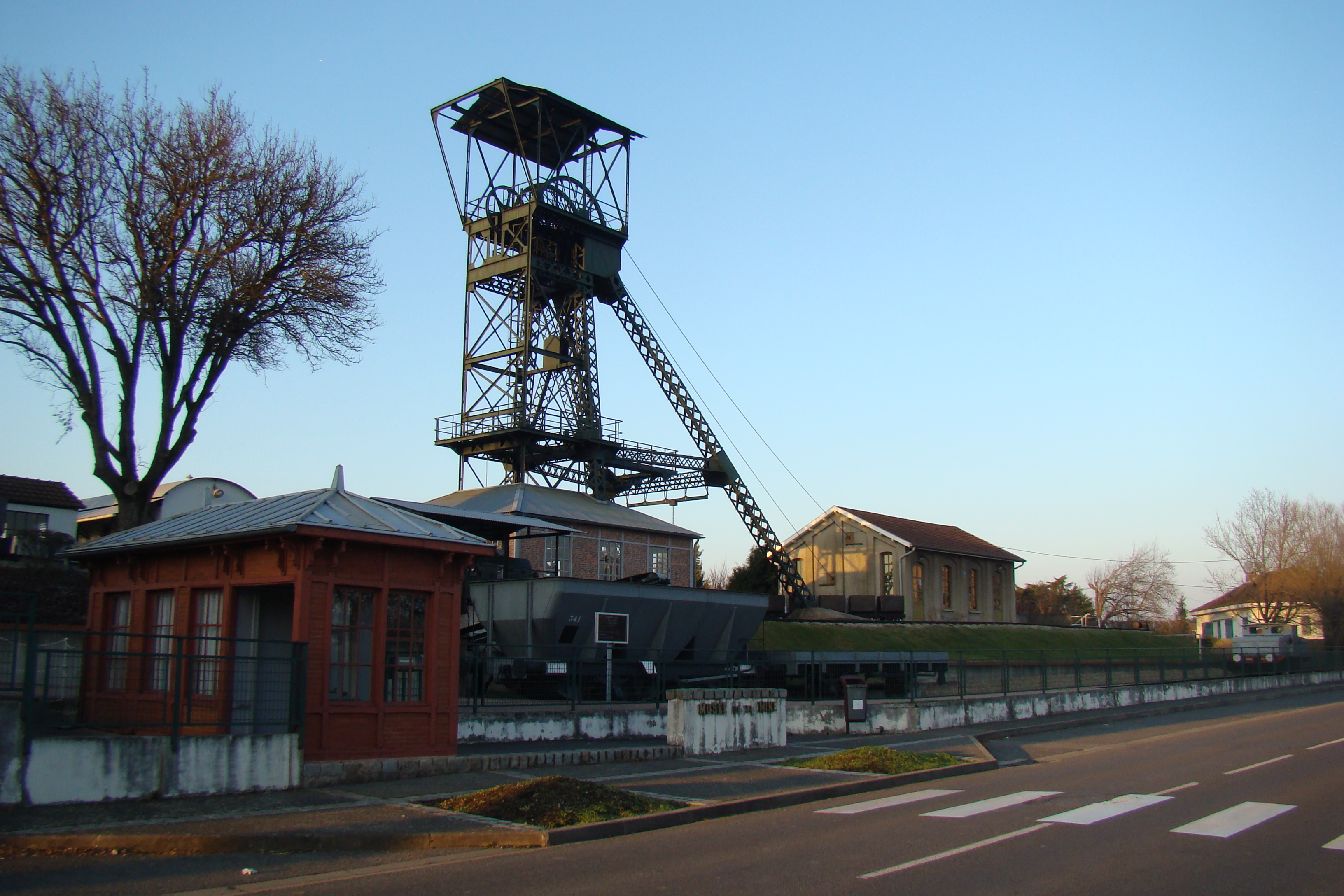
Musée de la mine de Blanzy.
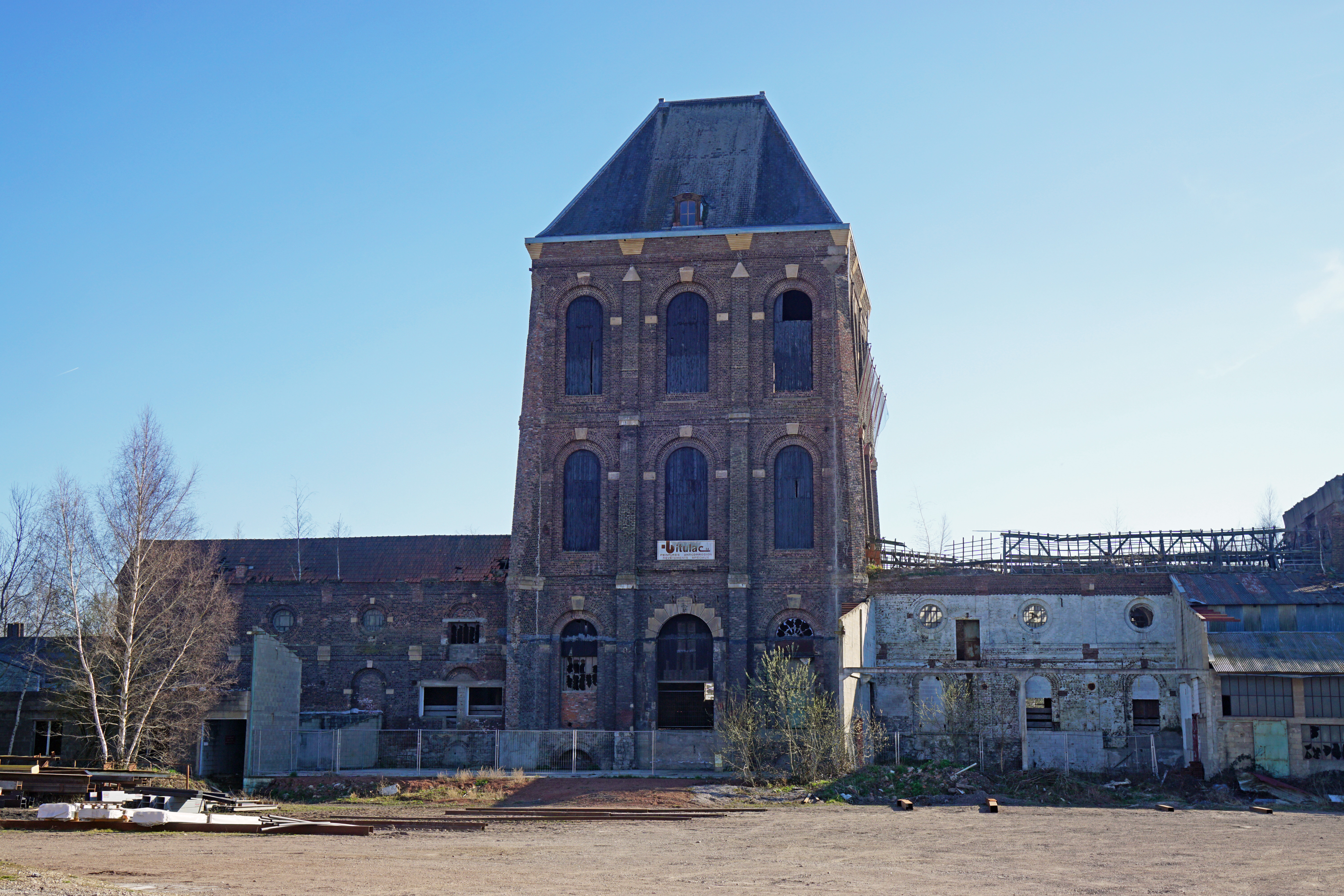
Puits Hottinguer (Épinac).
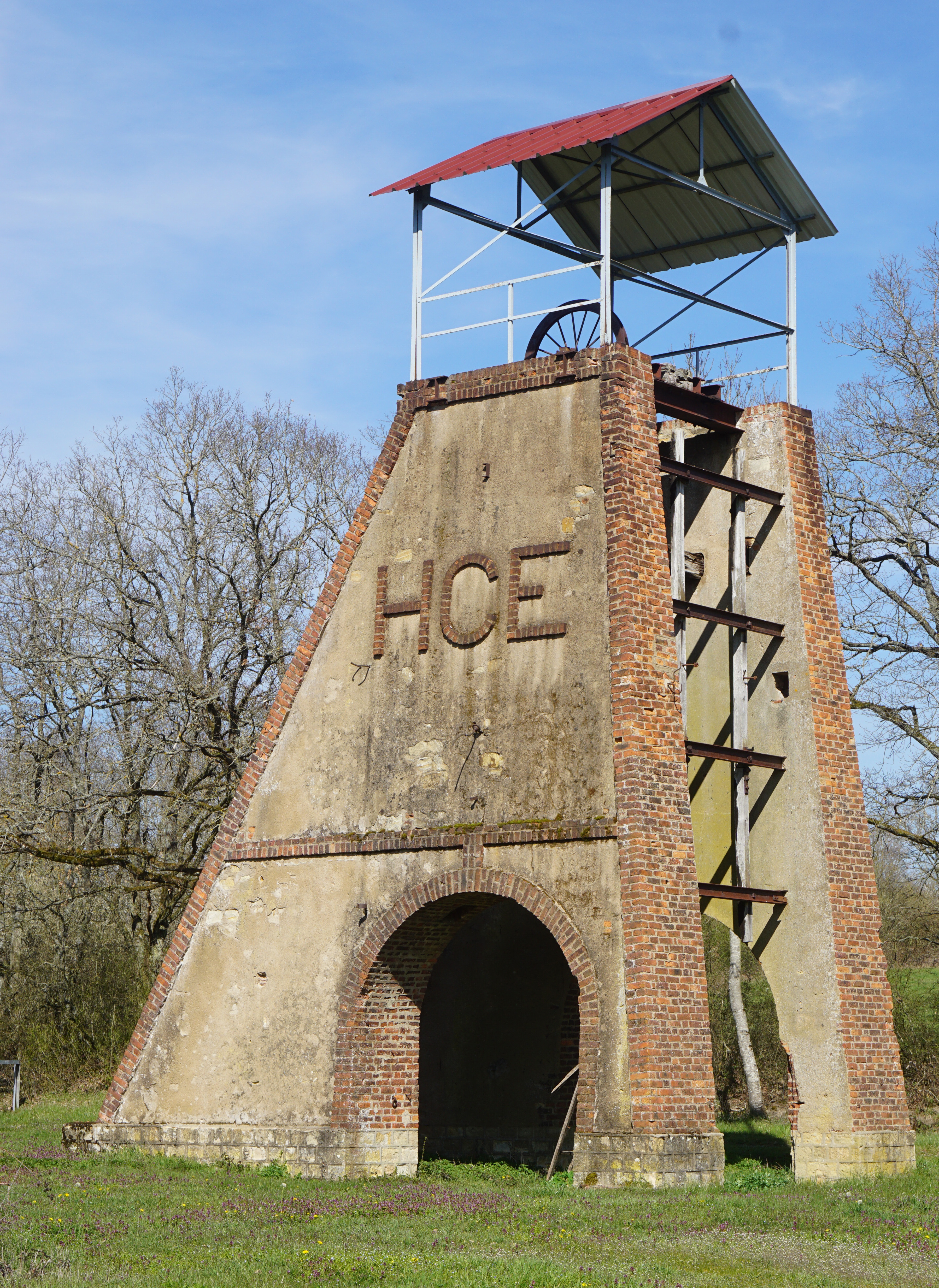
Puits des Fourneaux.

### Le bassin des Cévennes: Gard et Hérault
Le bassin houiller des Cévennes a la forme d'un triangle au nord d'Alès d'environ 200 km² autour du massif gneissique du Rouvergue. Il comprend trois bassins principaux : à l'Ouest la Grand'Combe (charbons maigres et anthraciteux), à l'est Bessèges (charbons gras) et au sud Rochebelle (charbons gras).
Le charbon des mines de charbon des Cévennes est extrait au moins depuis le milieu du XIIIe siècle comme l'attestent de nombreuses minières appartenant aux seigneurs ou aux communautés religieuses. L'exploitation artisanale se développe jusqu'au XVIllème. C'est au XIXe siècle que prirent forme les quatre principales compagnies minières : la compagnie des mines de la Grand' Combe créée à la suite d'une initiative prise en 1836 par le grand capitaine d'industrie français Paulin Talabot de regrouper différentes exploitations, la compagnie houillère de Bessèges qui reprend les concessions de madame de Suffren et la Cie des mines de Rochebelle créée par le maréchal Soult au début des années 1830 pour l'exploration du domaine de François Pierre de Tubœuf. Enfin la Cie des Mines de Portes et Sénéchas fut développée en 1854 par le financier Jules Mirès.
Le décret du 28 juin 1946 et les lois de nationalisation qui instituant les Houillères de Bassin des Cévennes organisent le transfert des biens des sociétés à l'État : compagnie des Houillères de Bessèges, Société des mines de Cessous, Compagnie des mines de La Grand-Combe, société des Houillères du Nord d'Alès (Mine de Ladrecht à Saint-Martin-de-Valgalgues), société des houillères de Rochebelle (Alès) ainsi que les houillères de Lalle (appartenant à M. Auguste Leydier) à Bessèges et les houillères de Trélys (au Martinet) et Palmasalade qui appartiennent à la compagnie des mines, fonderies et forges d'Alès. Le décret du 16 mai 1947 viendra y adjoindre quatre concessions appartenant à l'État : Olympie, Malataverne, Les Pinèdes (Gard) et Doulovy (Ardèche).
Le 16 avril 1968, les HBC sont intégrées dans les Houillères de Bassin du Centre-Midi et deviennent « Unité d'Exploitation (U.E.) du Gard ».
Dans l'Hérault les zones de Graissessac et Camplong furent exploités.

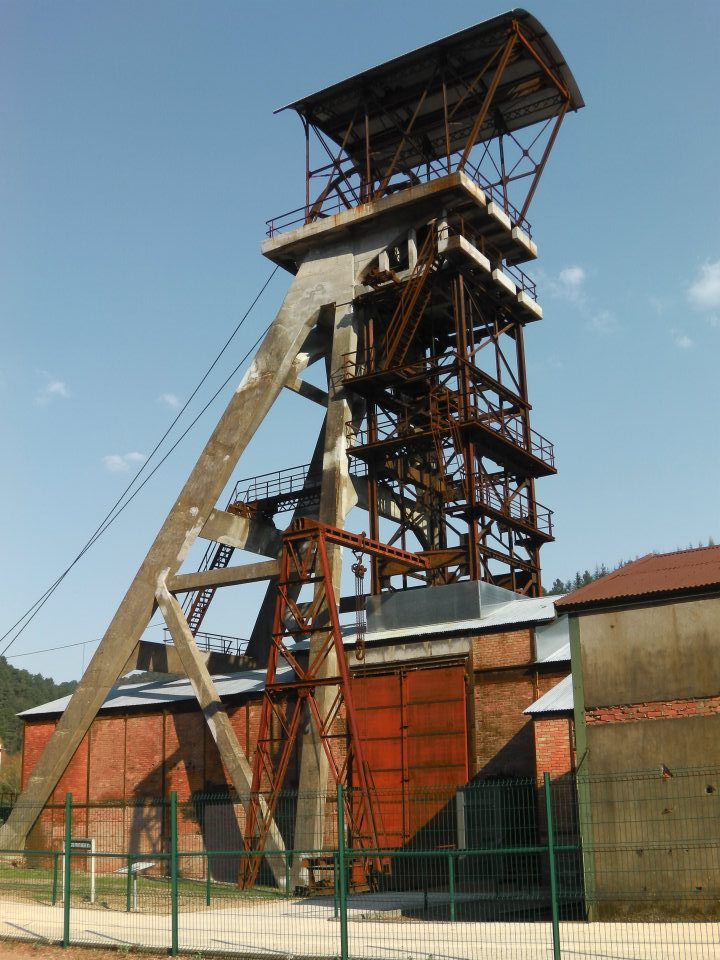
Puits Ricard à La Grand-Combe (Gard).
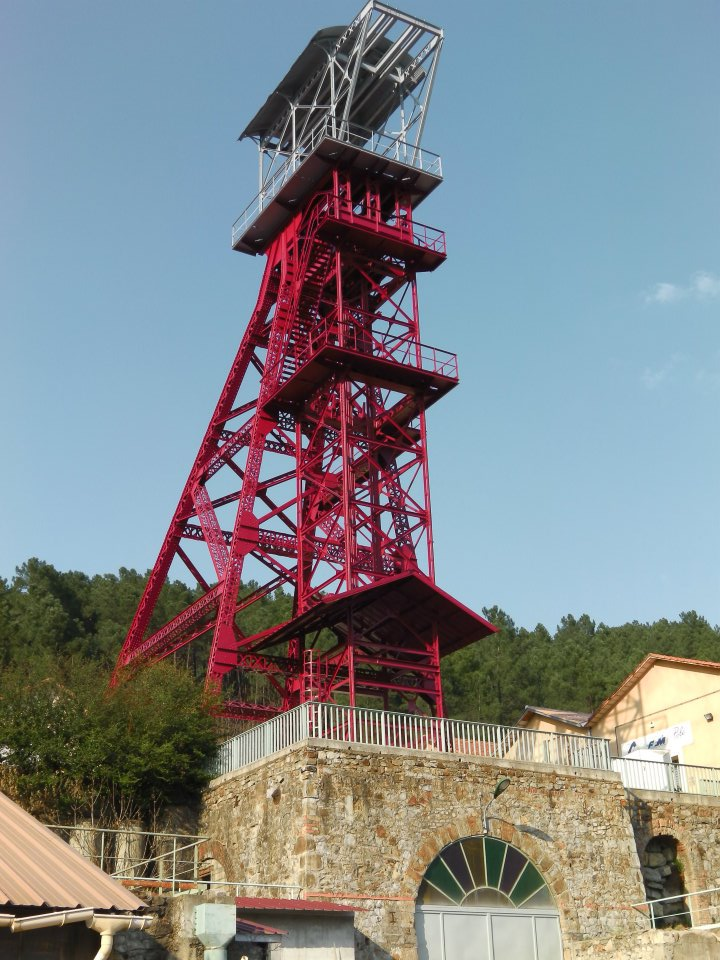
Puits Fontanes à Saint-Martin-de-Valgalgues.
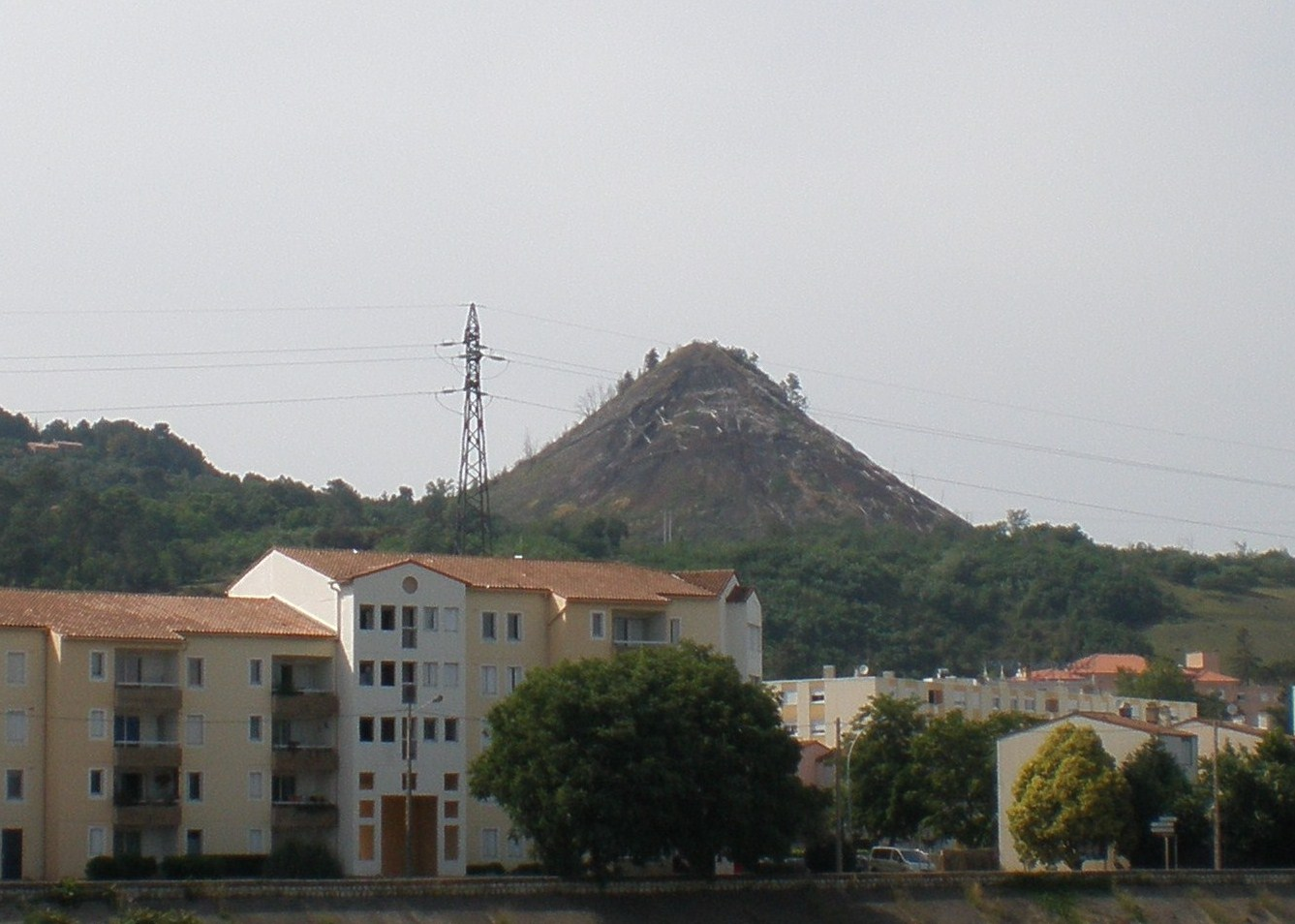
Le crassier du site de Rochebelle après sa combustion, en mai 2009.
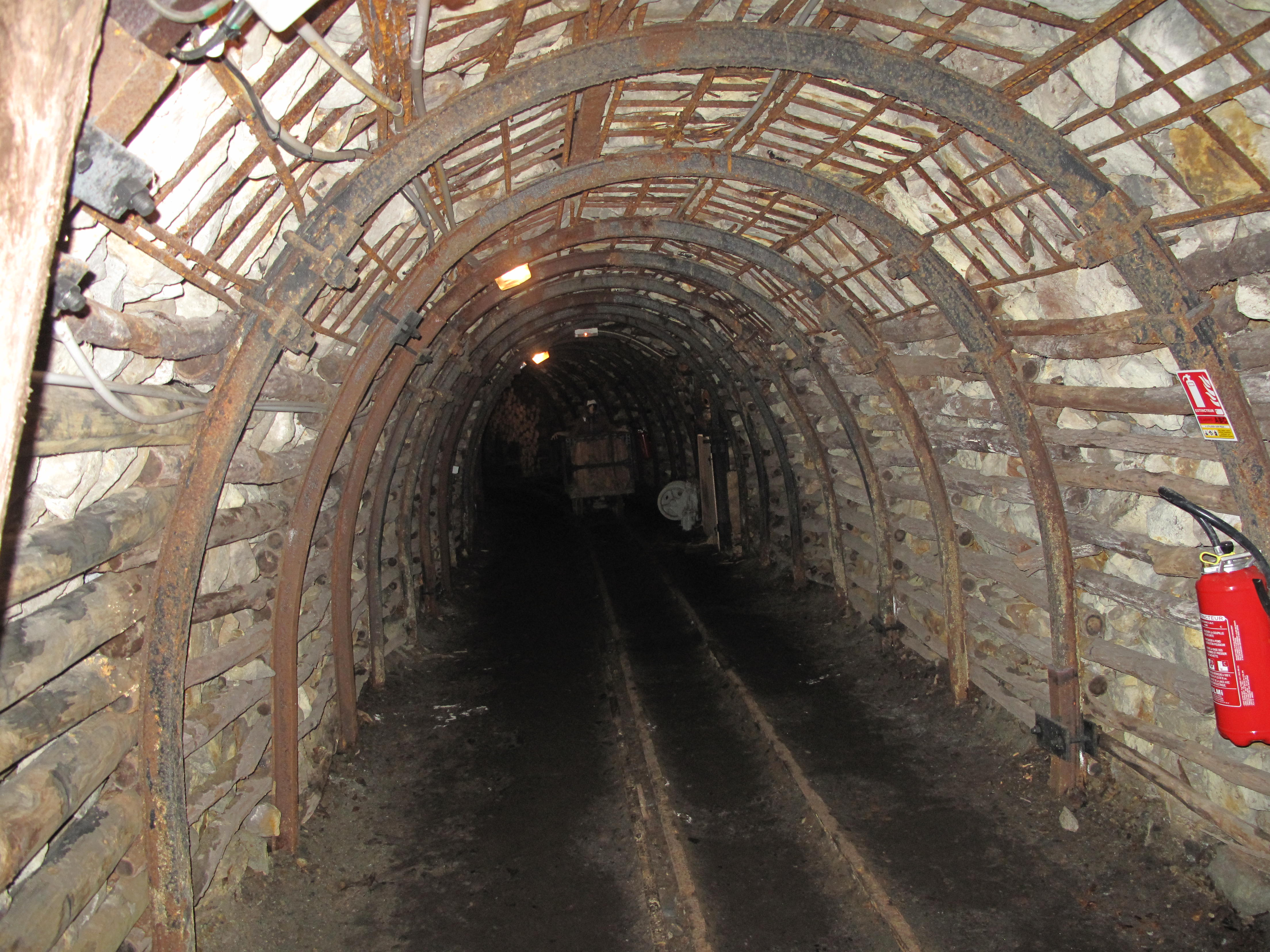
Mine témoins d'Alès.

### Les bassins d'Auvergne

Les chevalements d'Auvergne.
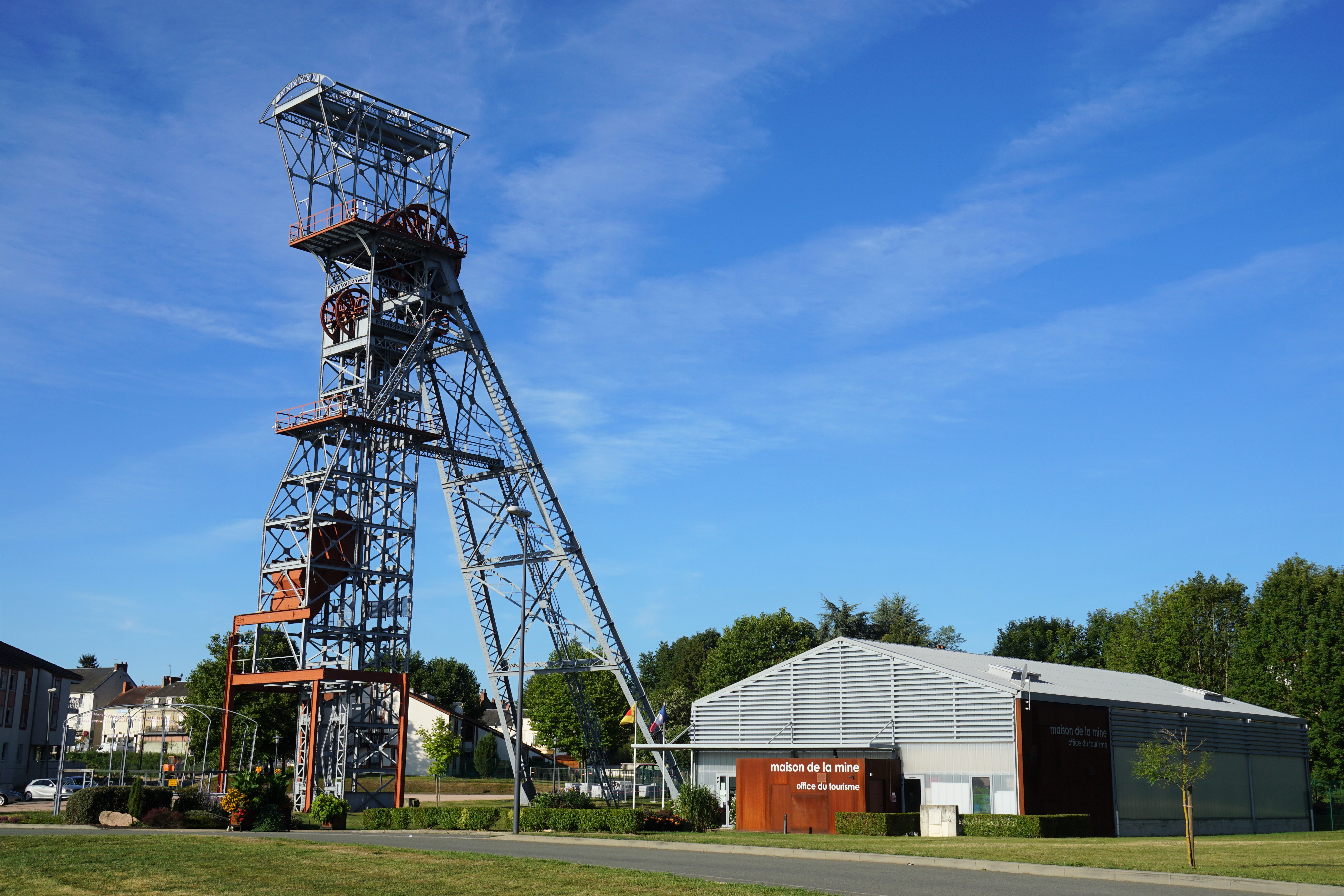
Le chevalement du puits Saint-Joseph (Saint-Éloy).
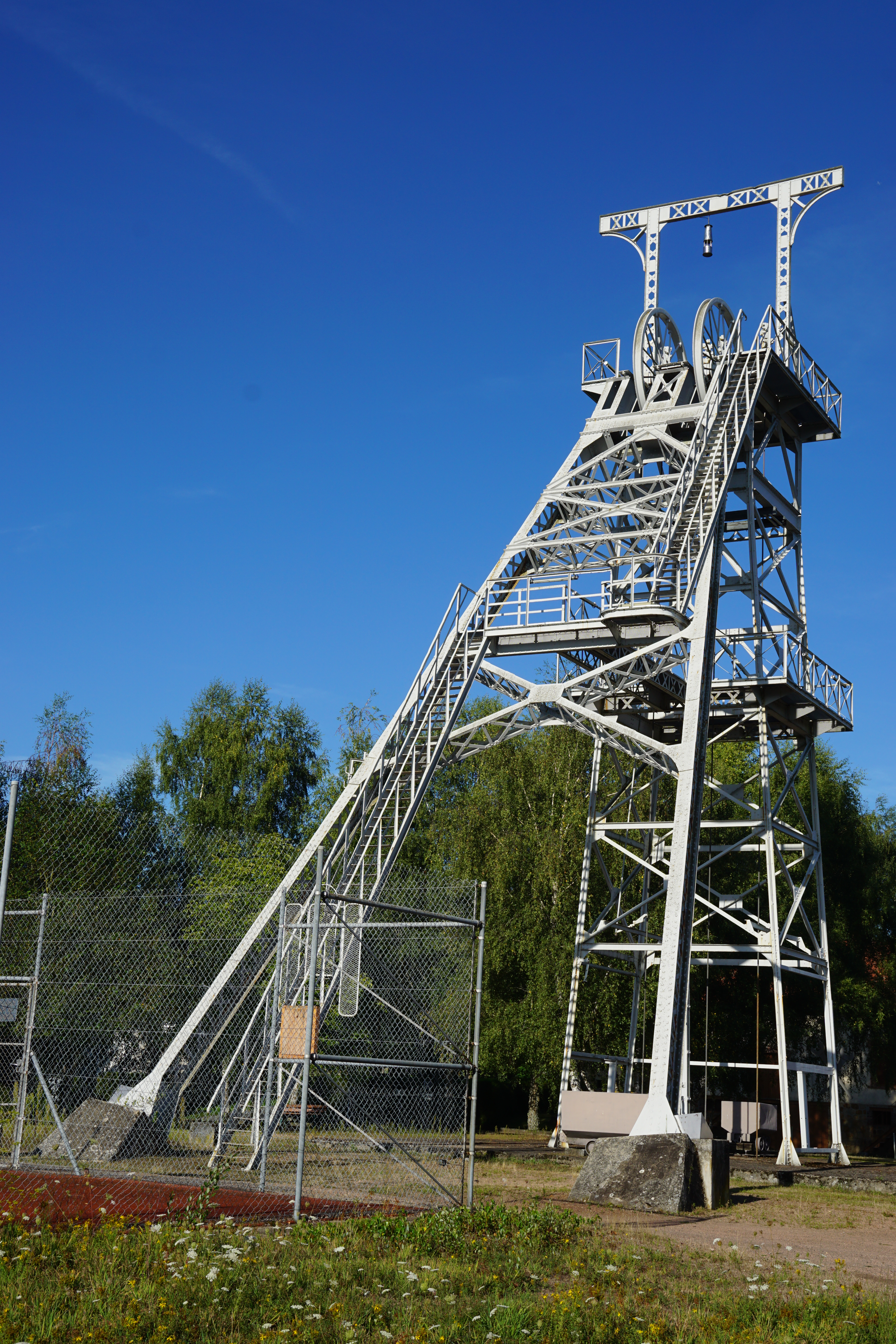
Puits II.
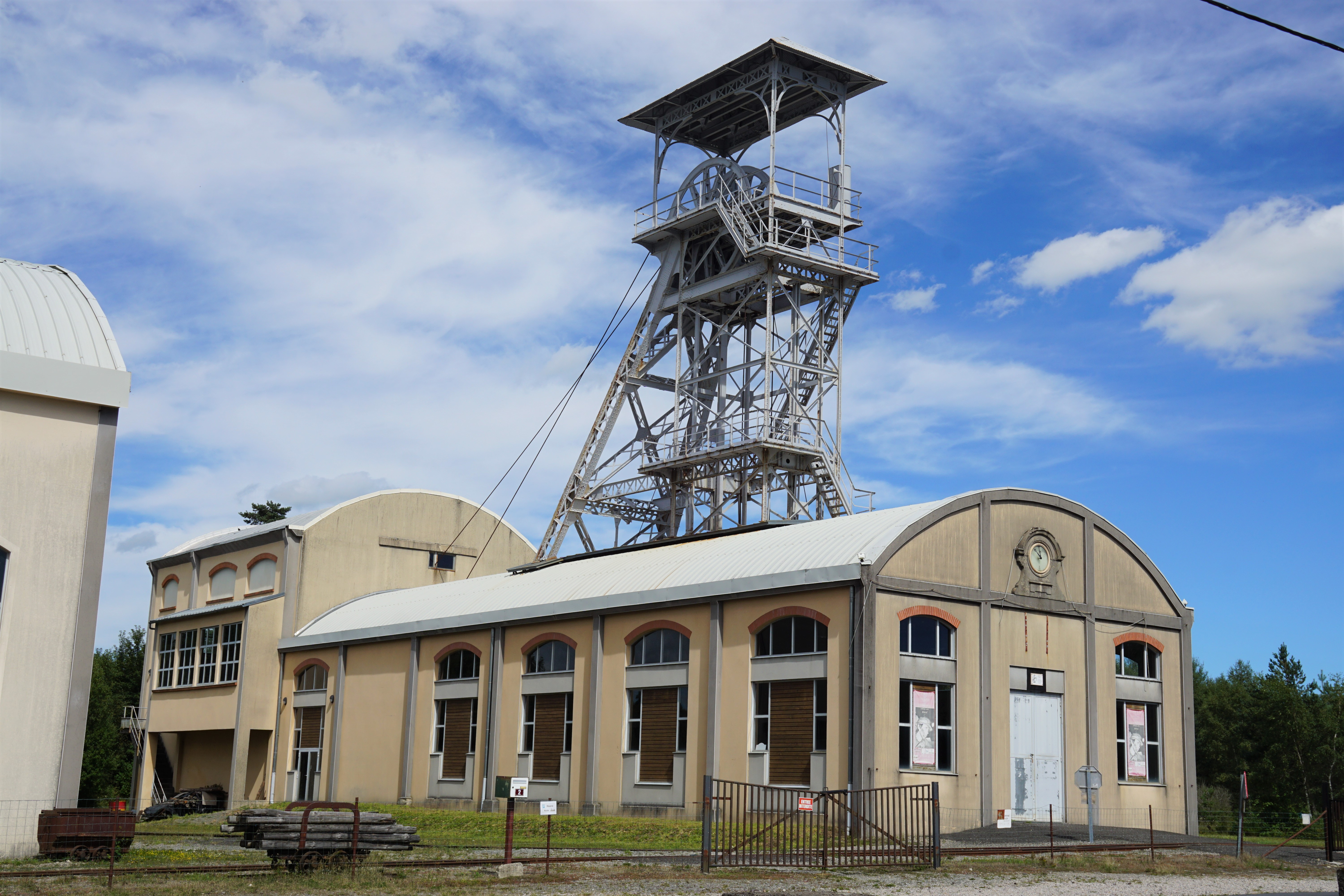
Puits Saint-Louis.
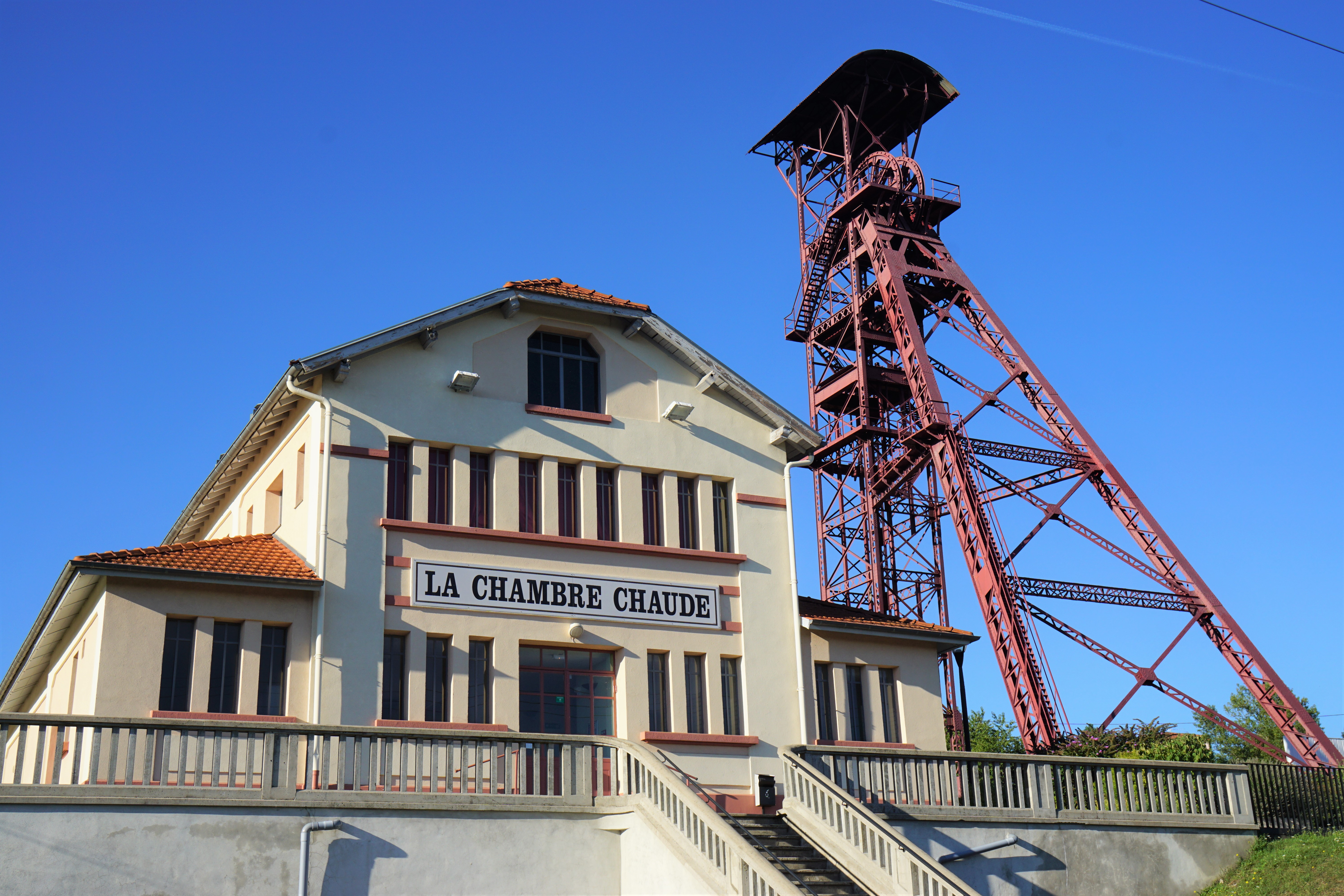
Puits des Graves (La Combelle).
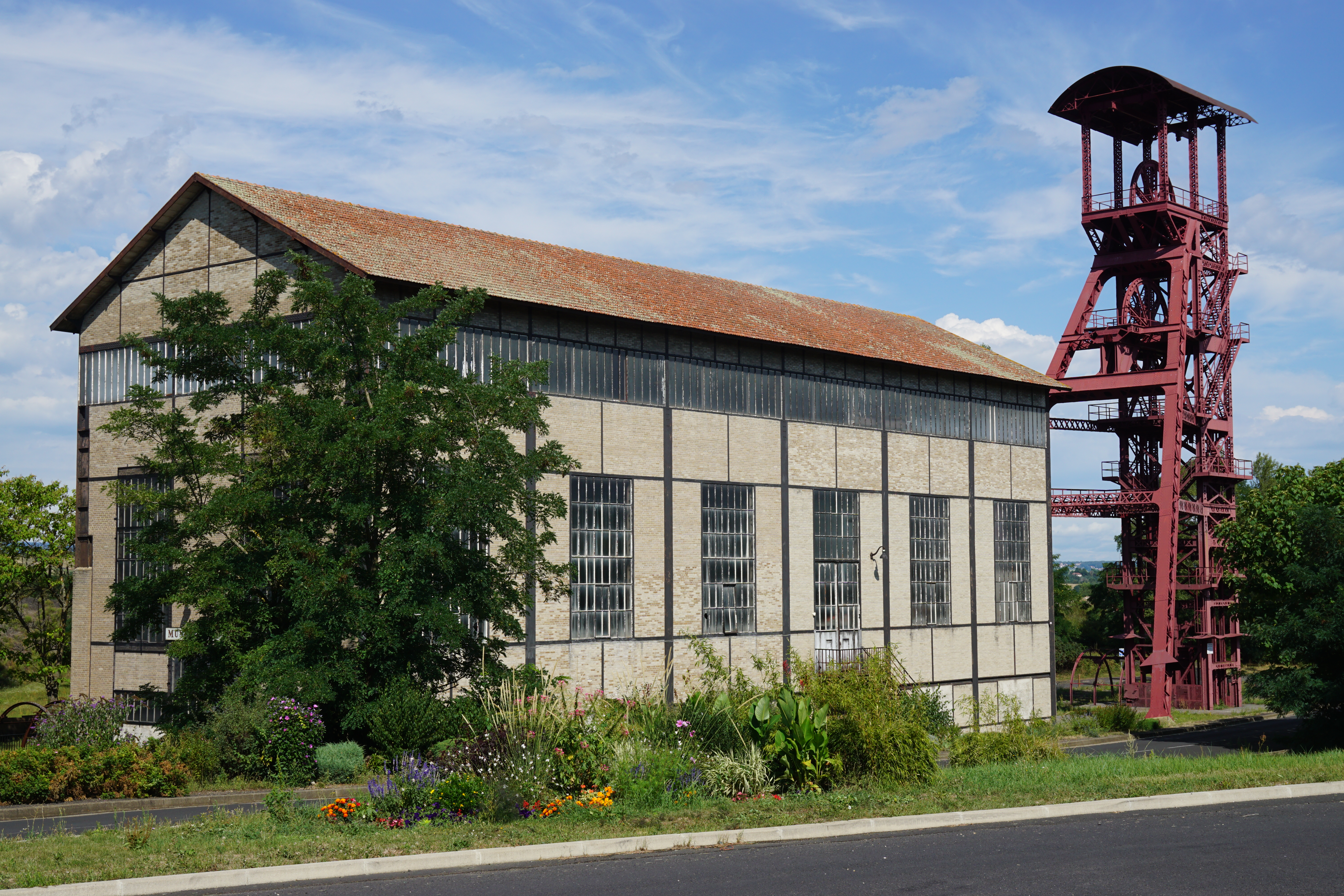
Puits Bayard (Brassac-les-Mines).
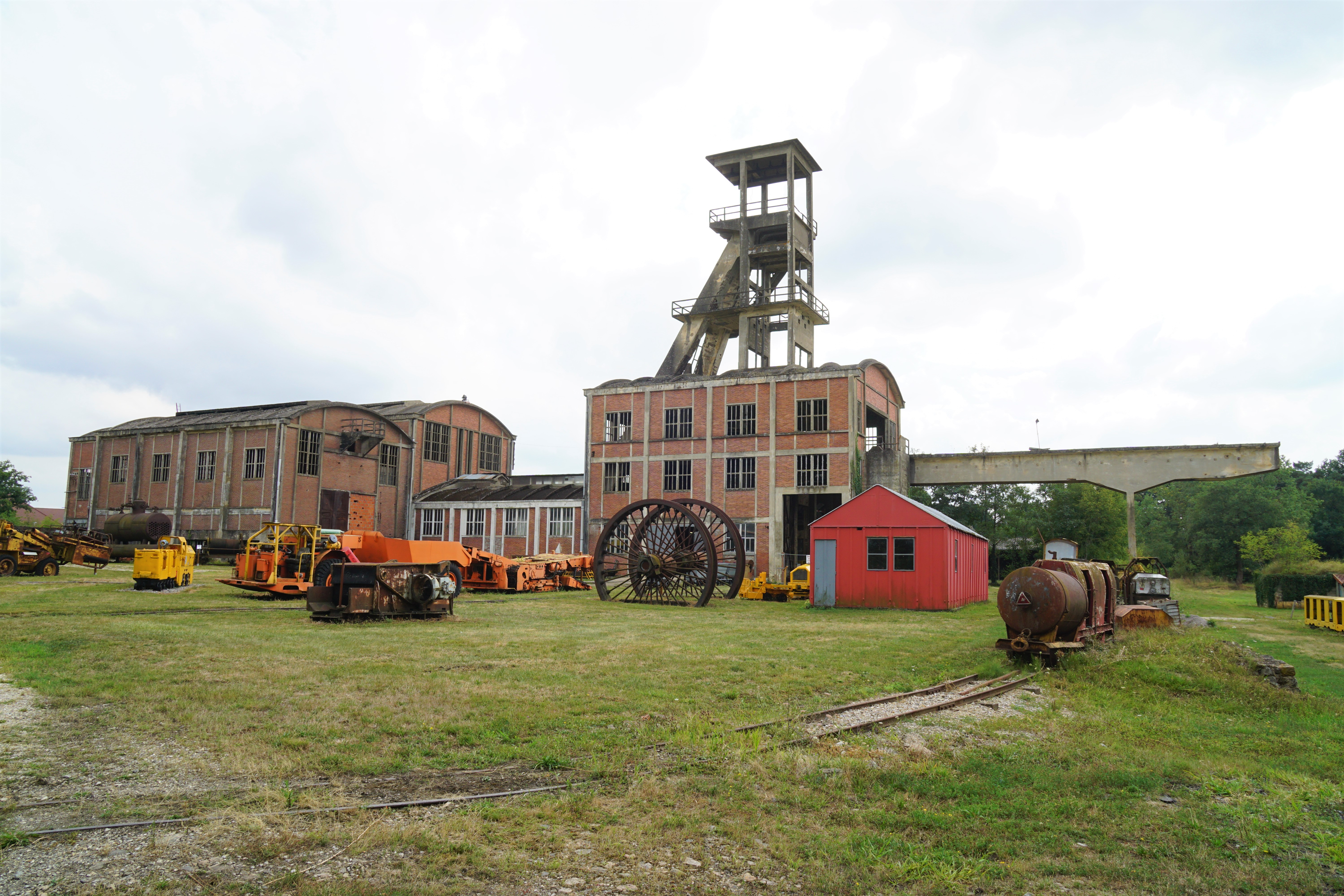
Le puits Central (musée de la mine de Noyant-d'Allier).

### Le Bassin du Dauphiné

Patrimoine minier du Dauphiné.
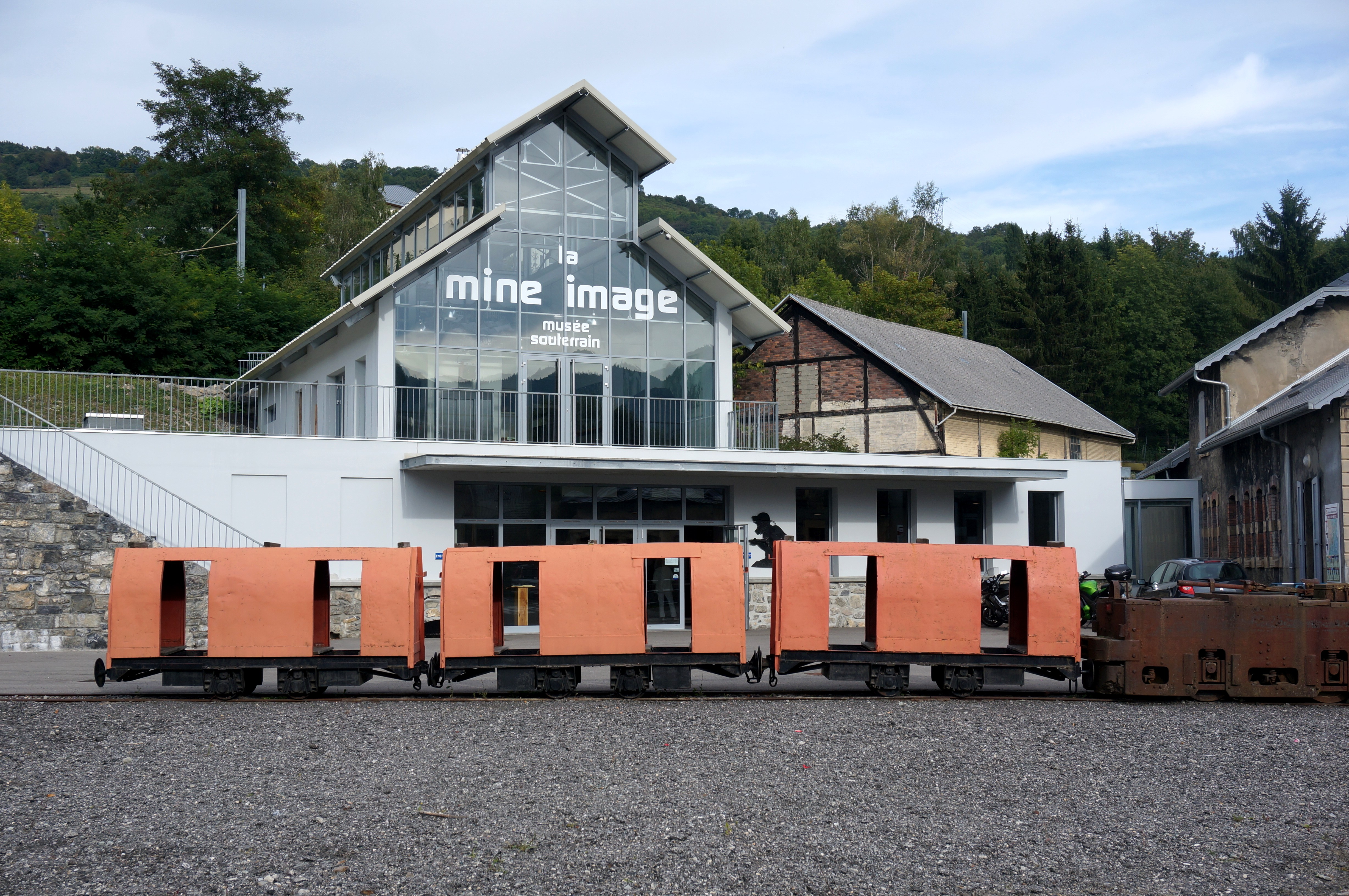
La Mine image.
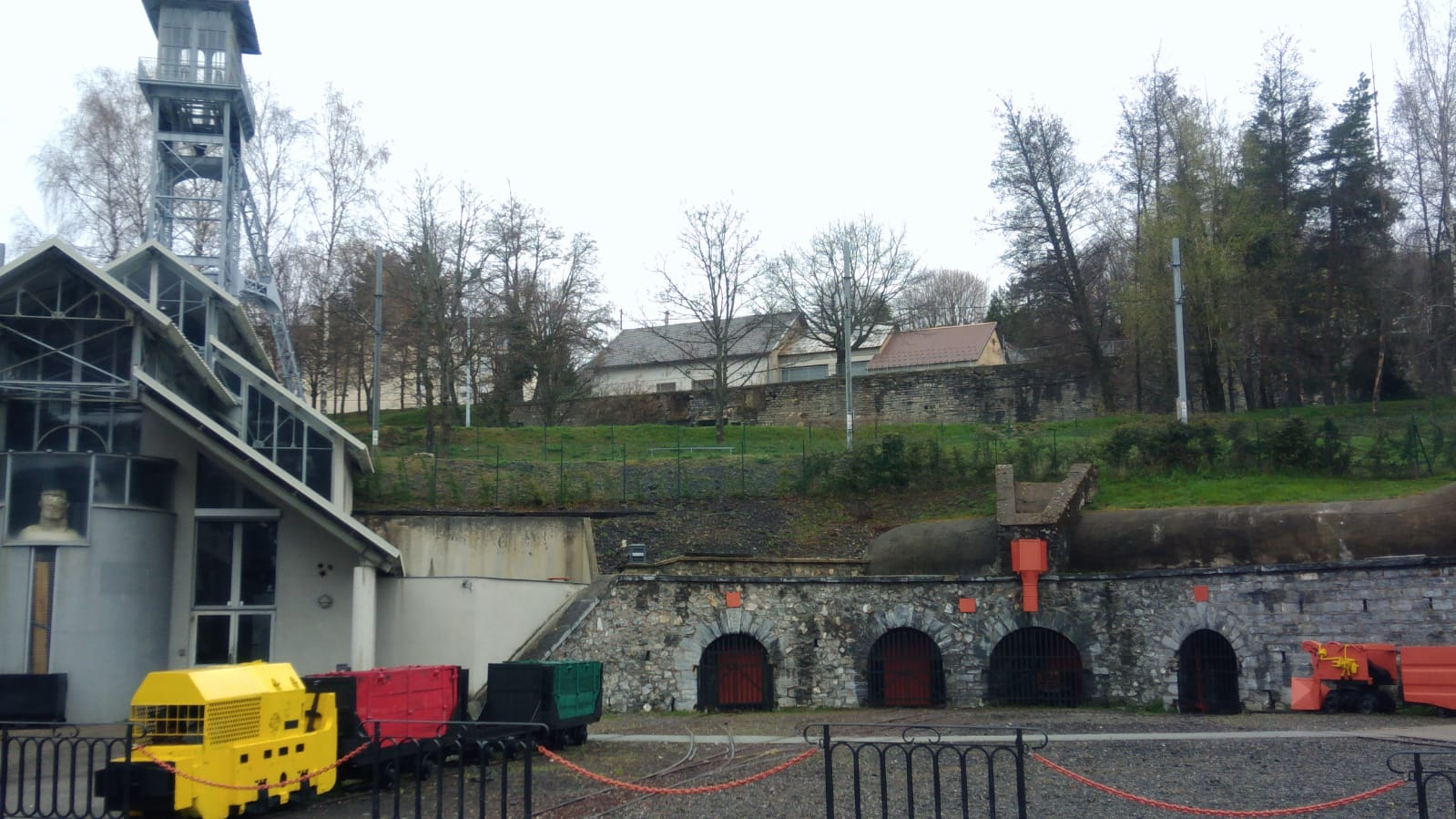
Les galeries et son premier musée.
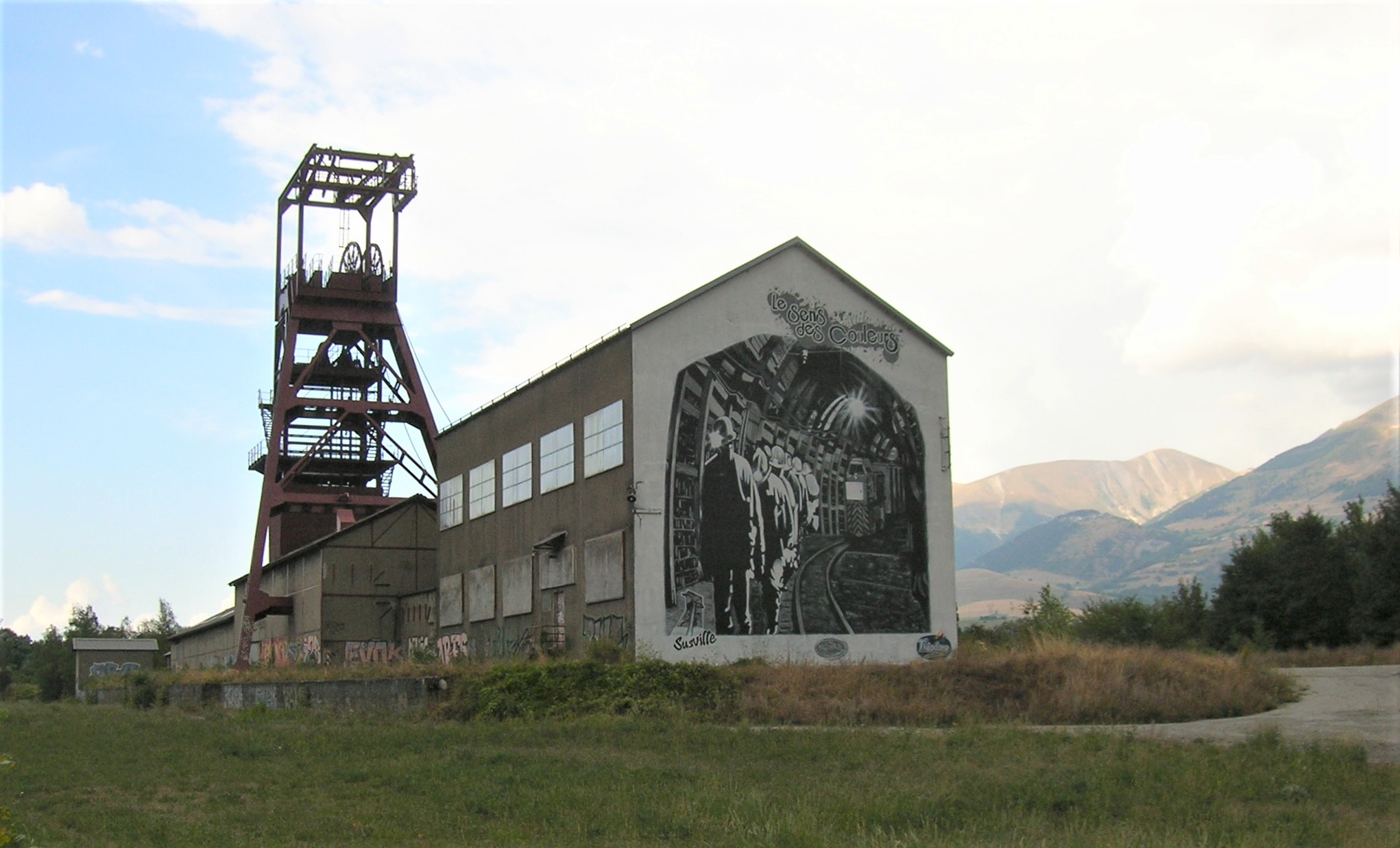
Le puits du Villaret.
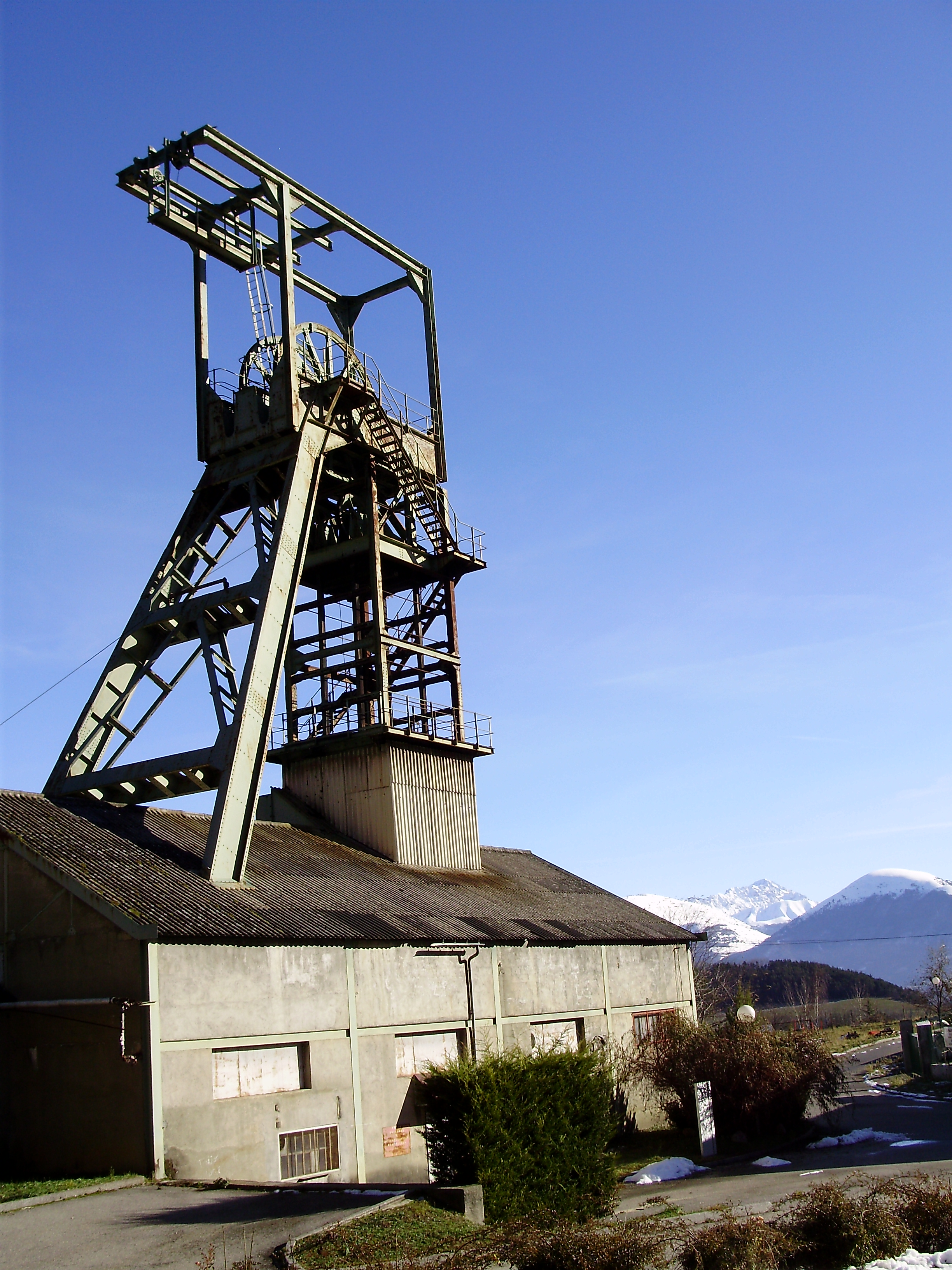
Puits des Rioux.

### Le Bassin de Provence

Bassin minier de Provence.
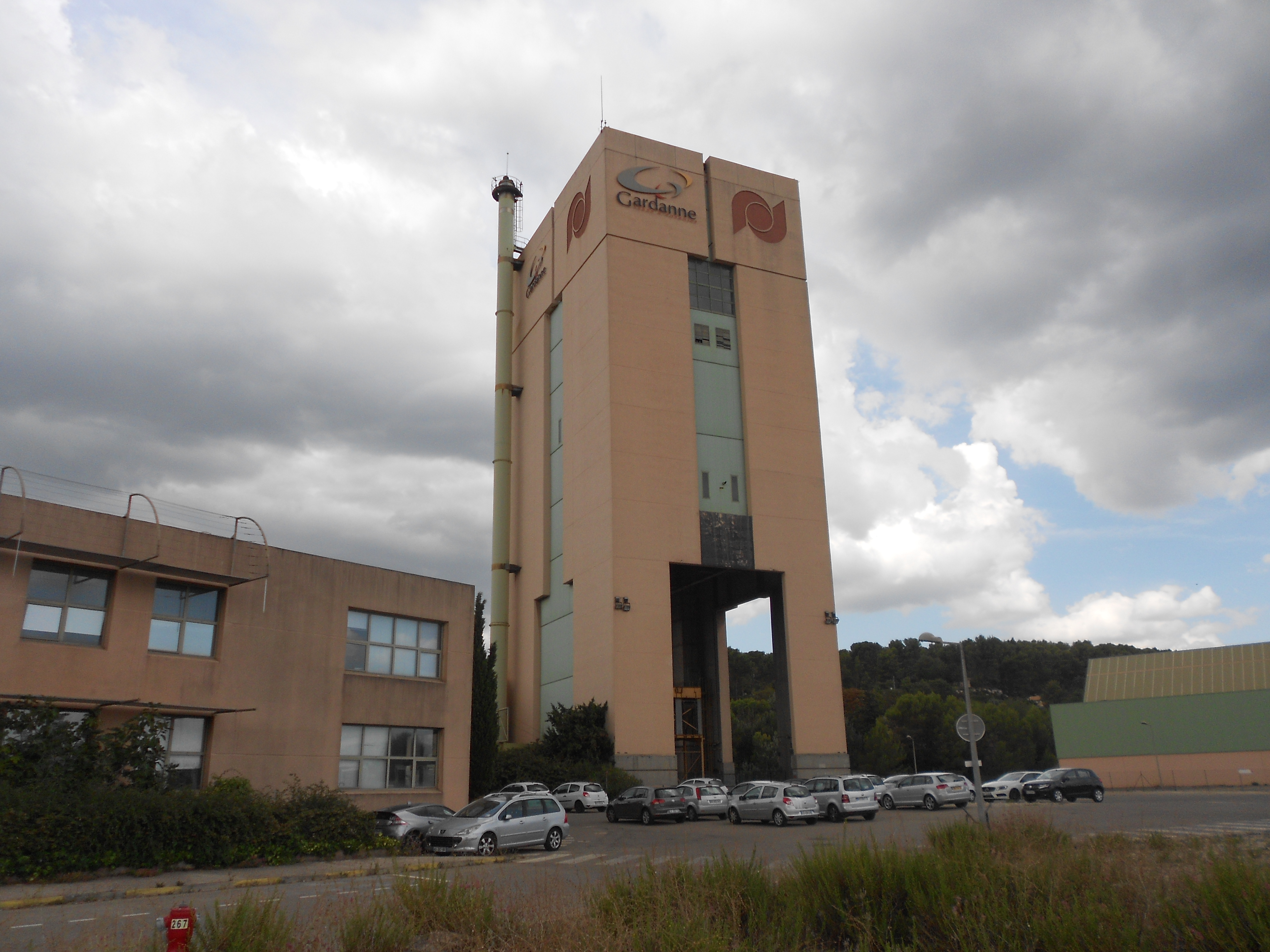
La tour d'extraction du puits Yvon Morandat.
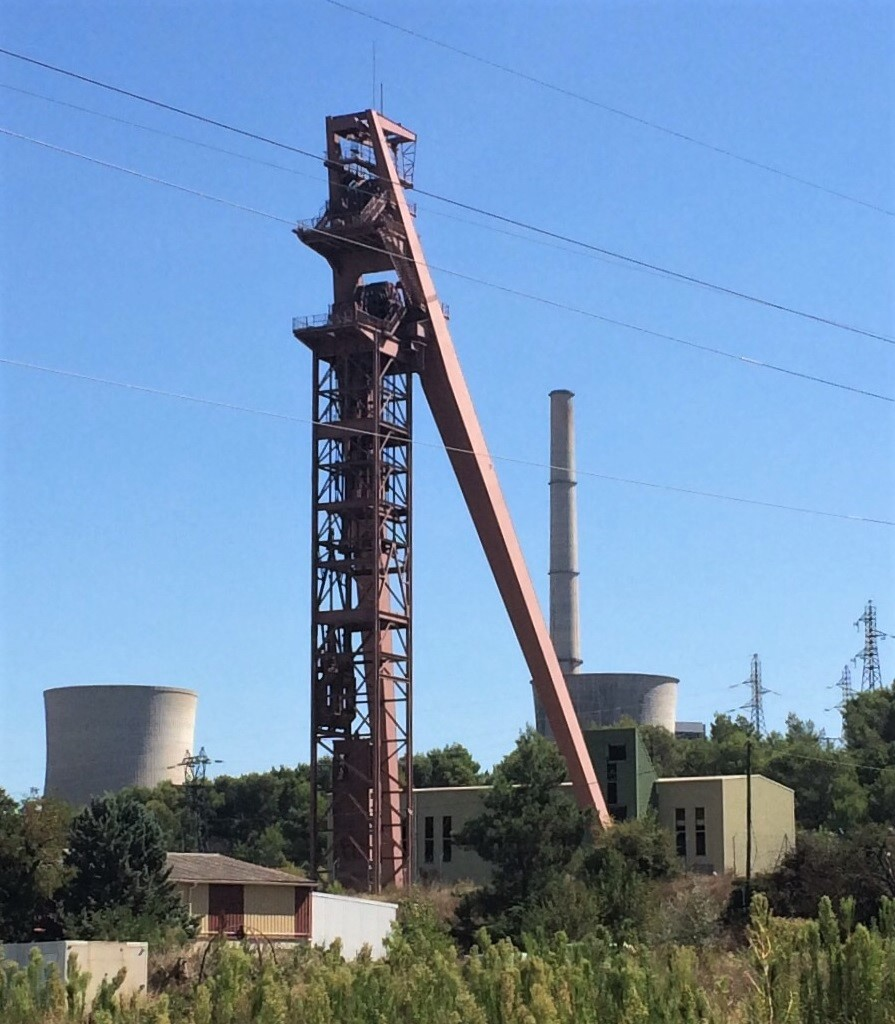
Le chevalement du puits Z.
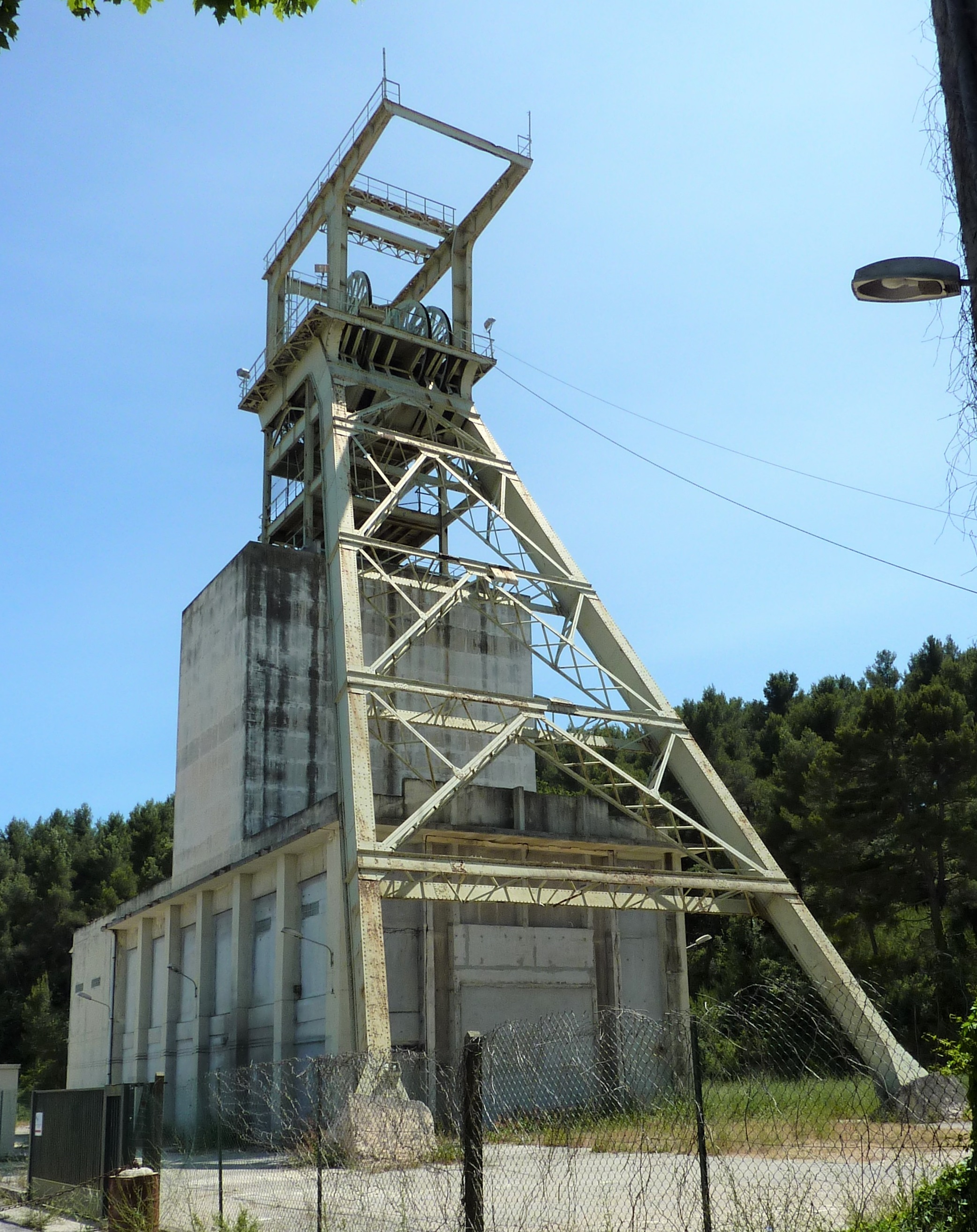
Le chevalement du puits Gérard.
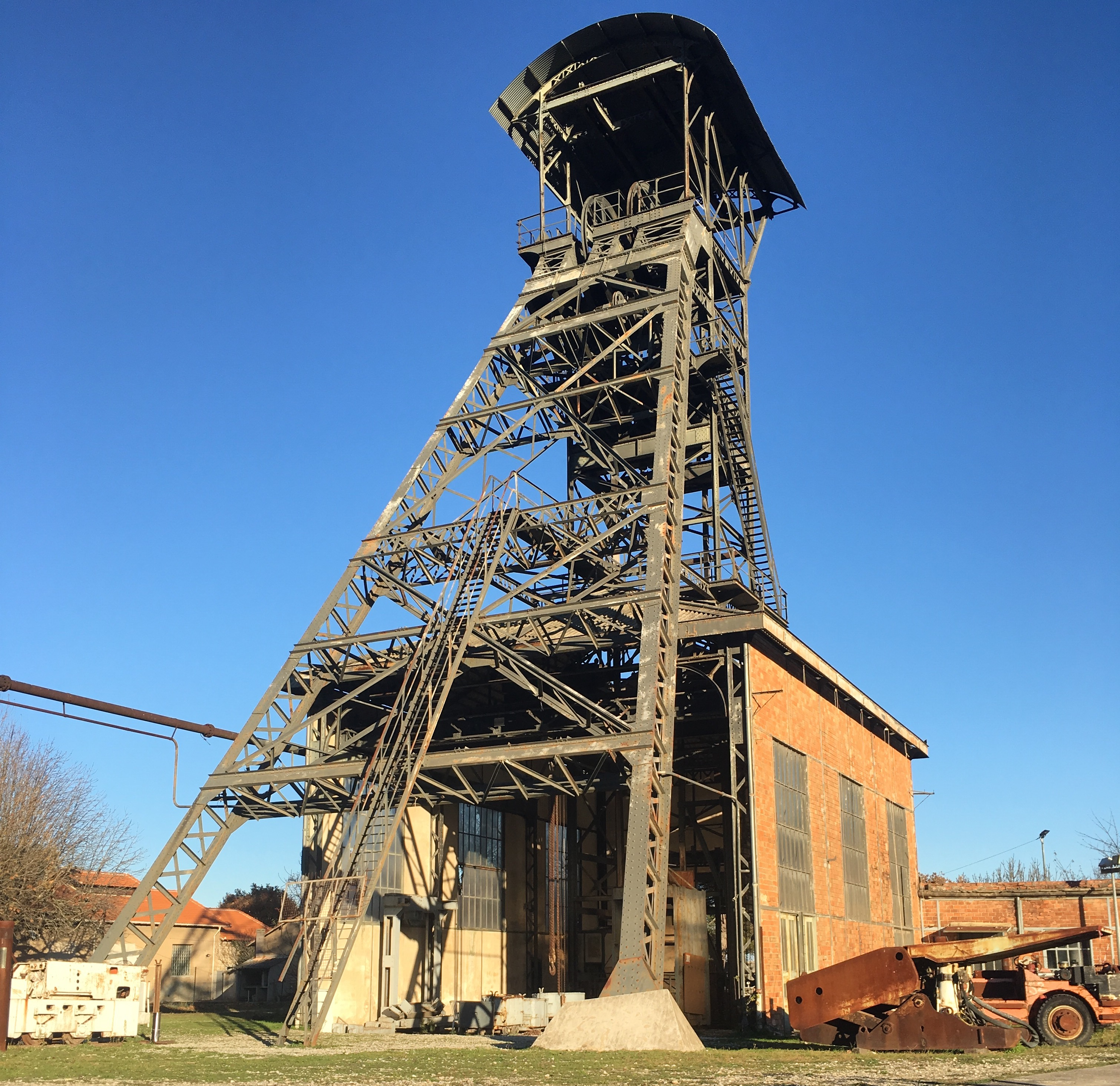
Le chevalement du puits Hély d'Oissel.
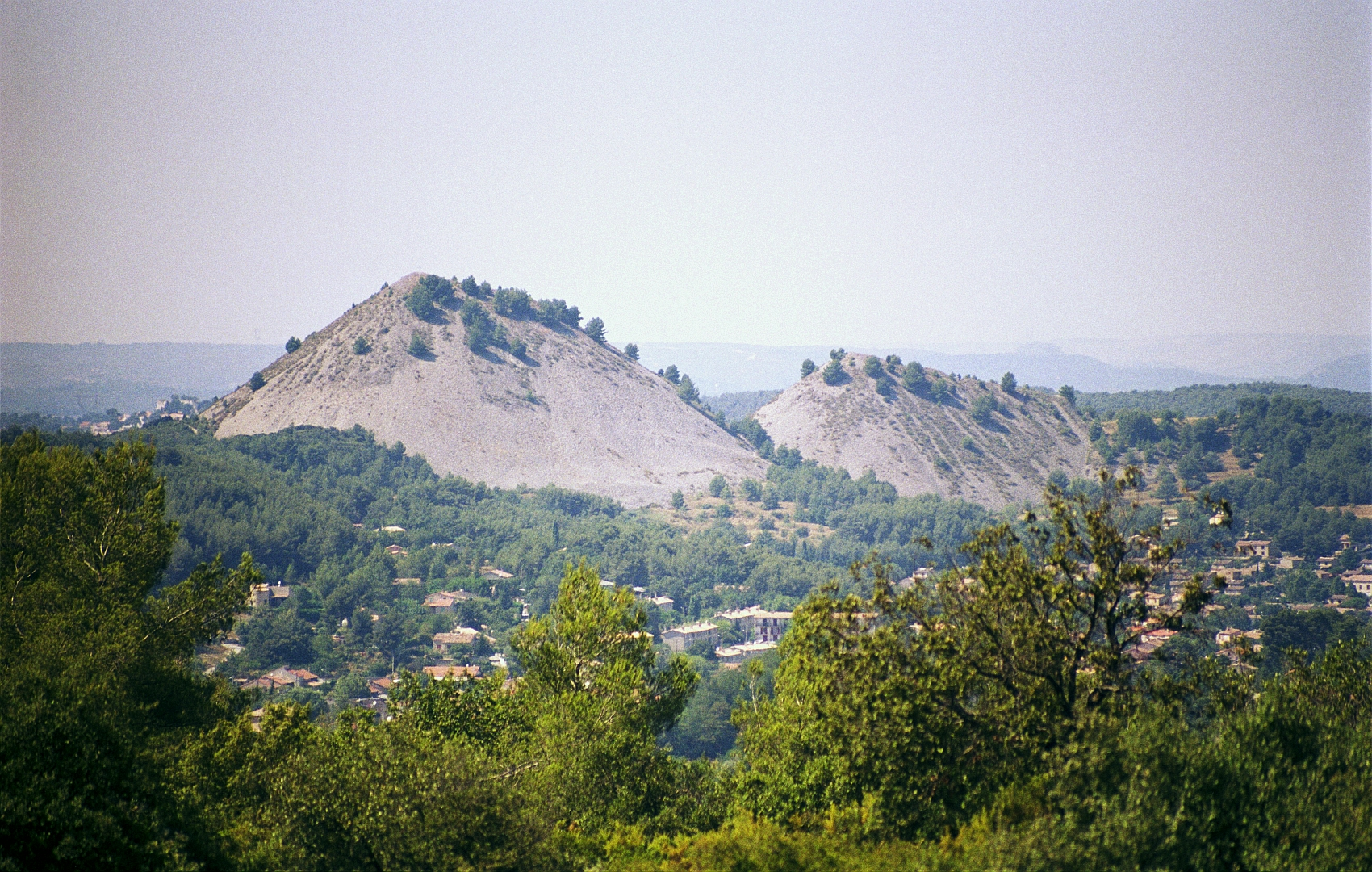
Les deux terrils du hameau de Biver.

### Les bassins de Midi-Pyrénées

Bassin minier de Carmaux et Decazeville.
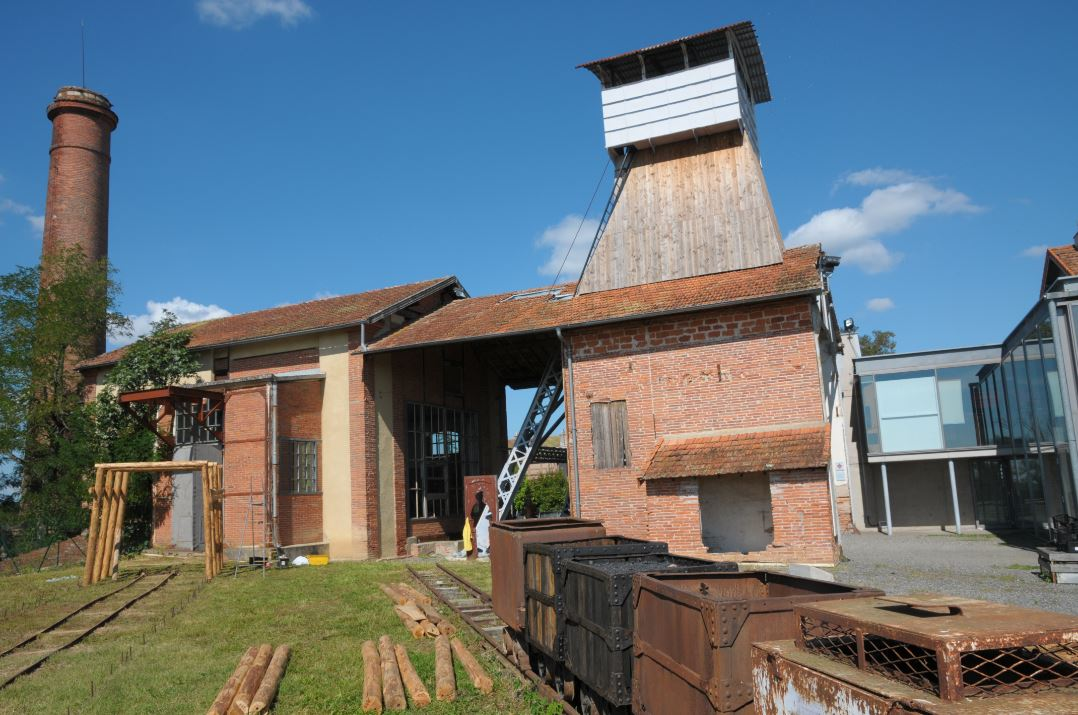
Musée de la mine de Cagnac-les-Mines.
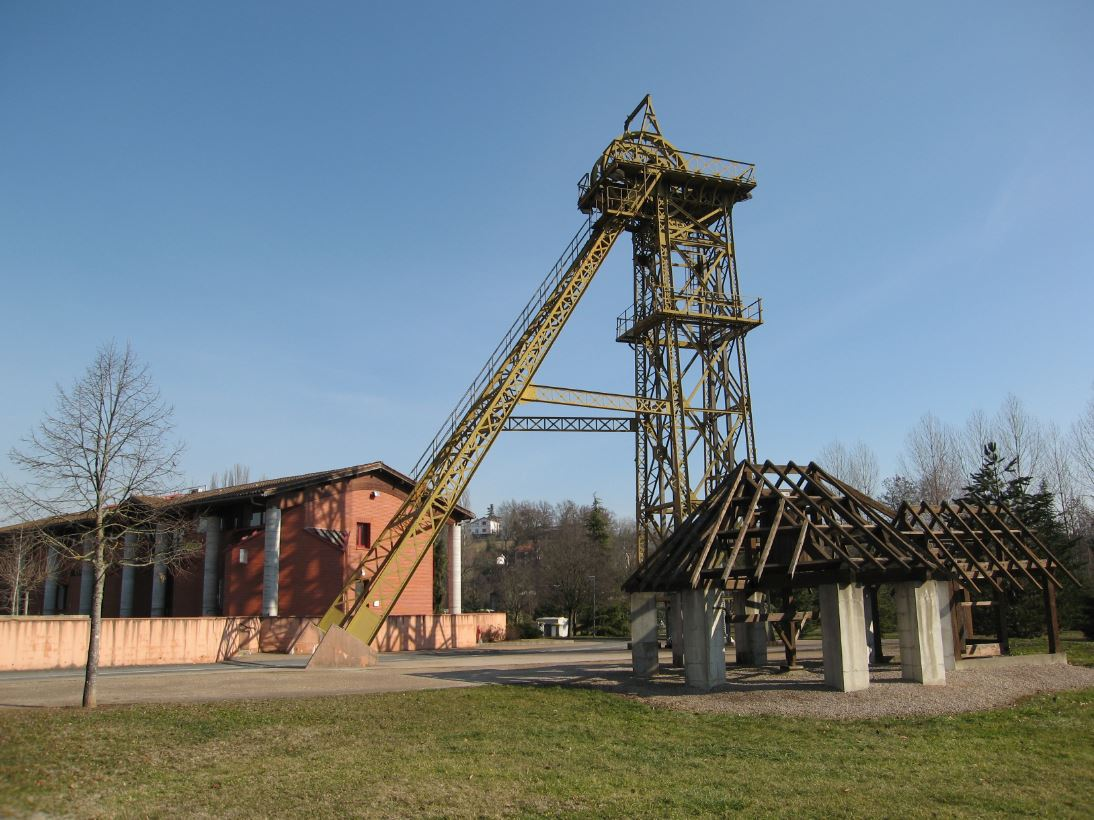
Le chevalement du puits de Sainte-Marie et un baritel.
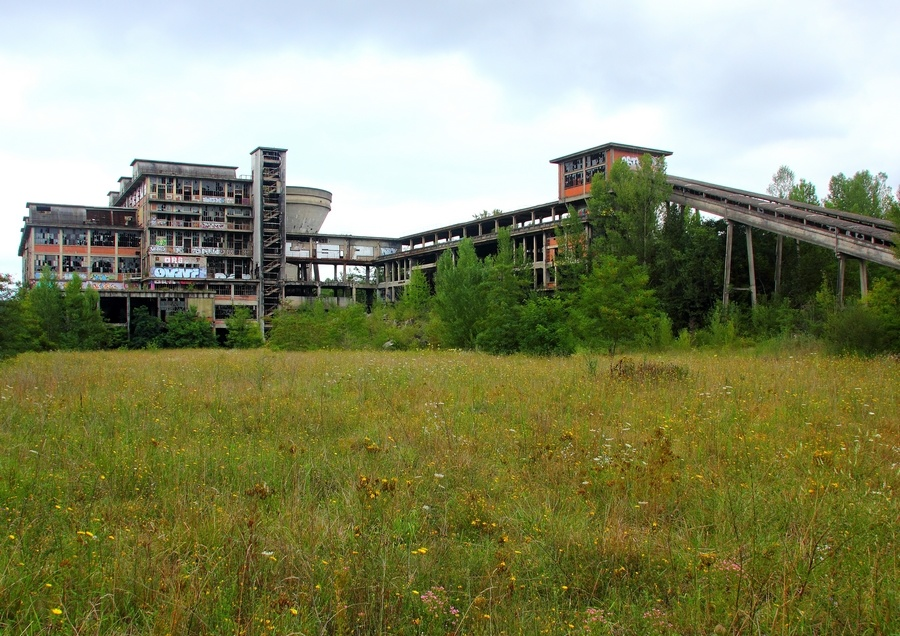
Le lavoir de la Tronquié.
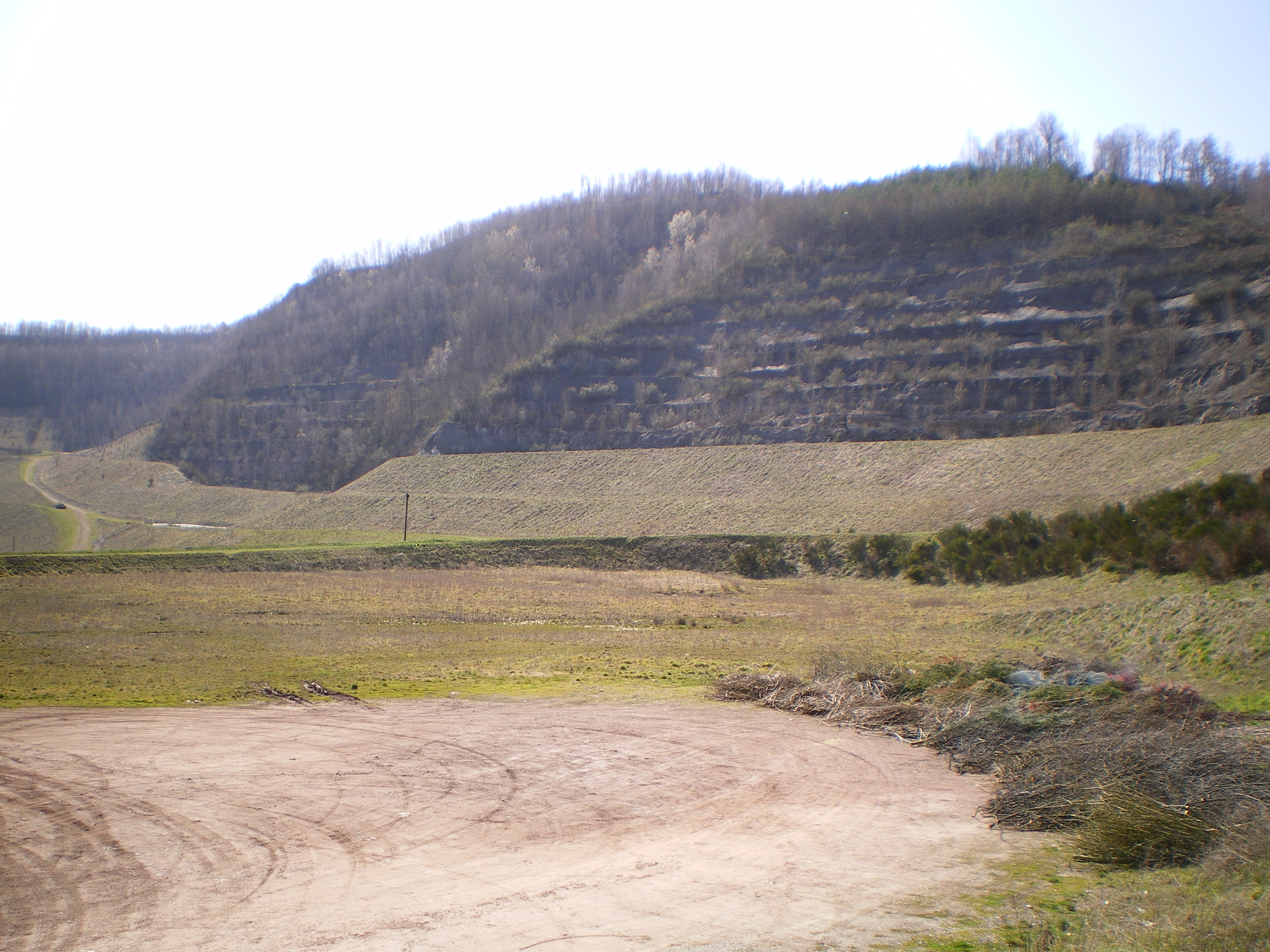
La découverte.
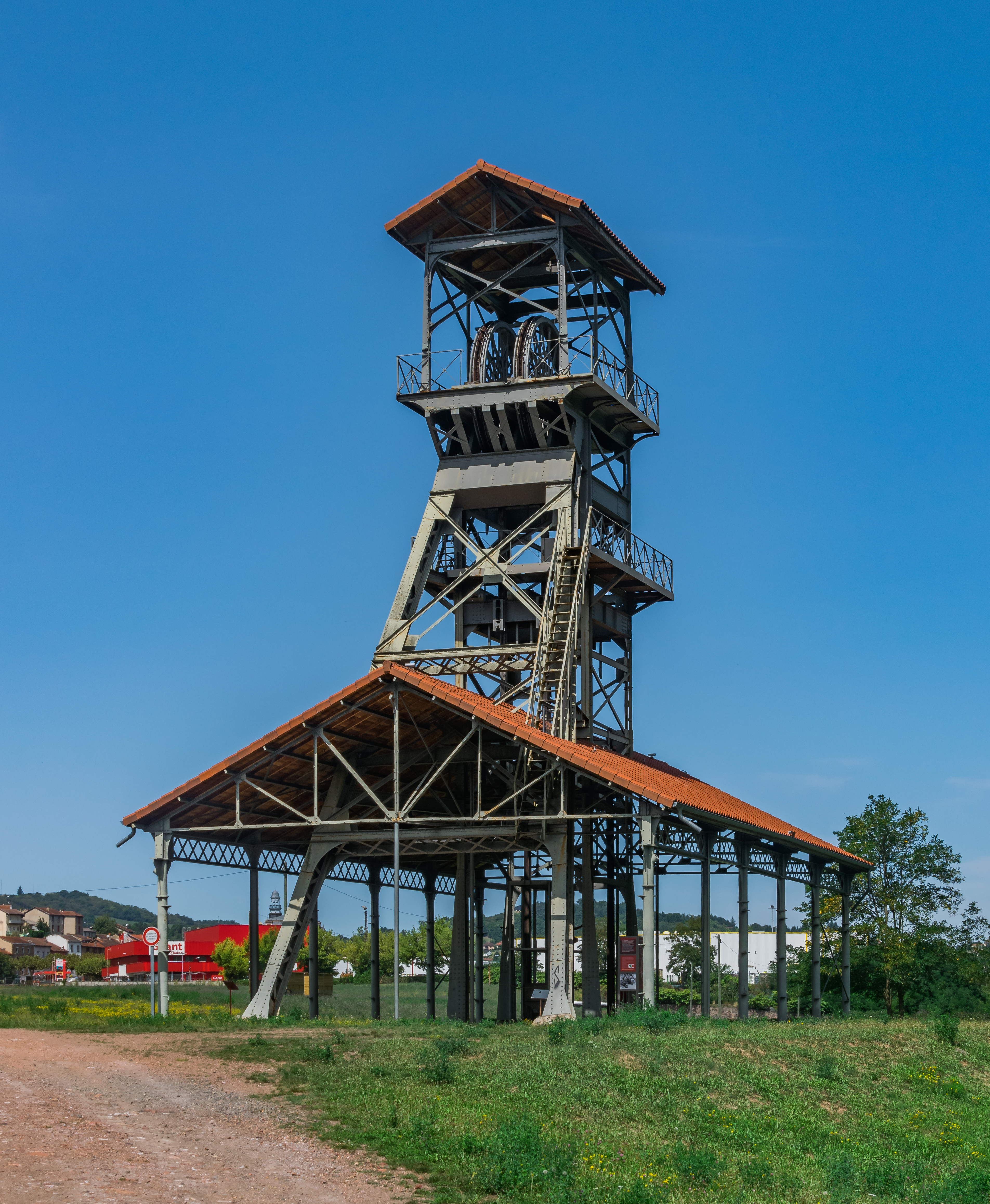
Chevalement à Decazeville.

### Mines de houille et lignite non nationalisées
Trois vastes basins houillers français s'étendent dans la région des Pays de la Loire et n'ont jamais connu la nationalisation : celui de Vendée (notamment exploité à Faymoreau de 1775 à 1958), celui de Basse Loire (notamment exploité à Montrelais et dont la dernière mine, le site des Malécots, a fermé en 1964 en conservant un statut privé) et celui de Laval.

Les bassins houillers des Pays de la Loire.
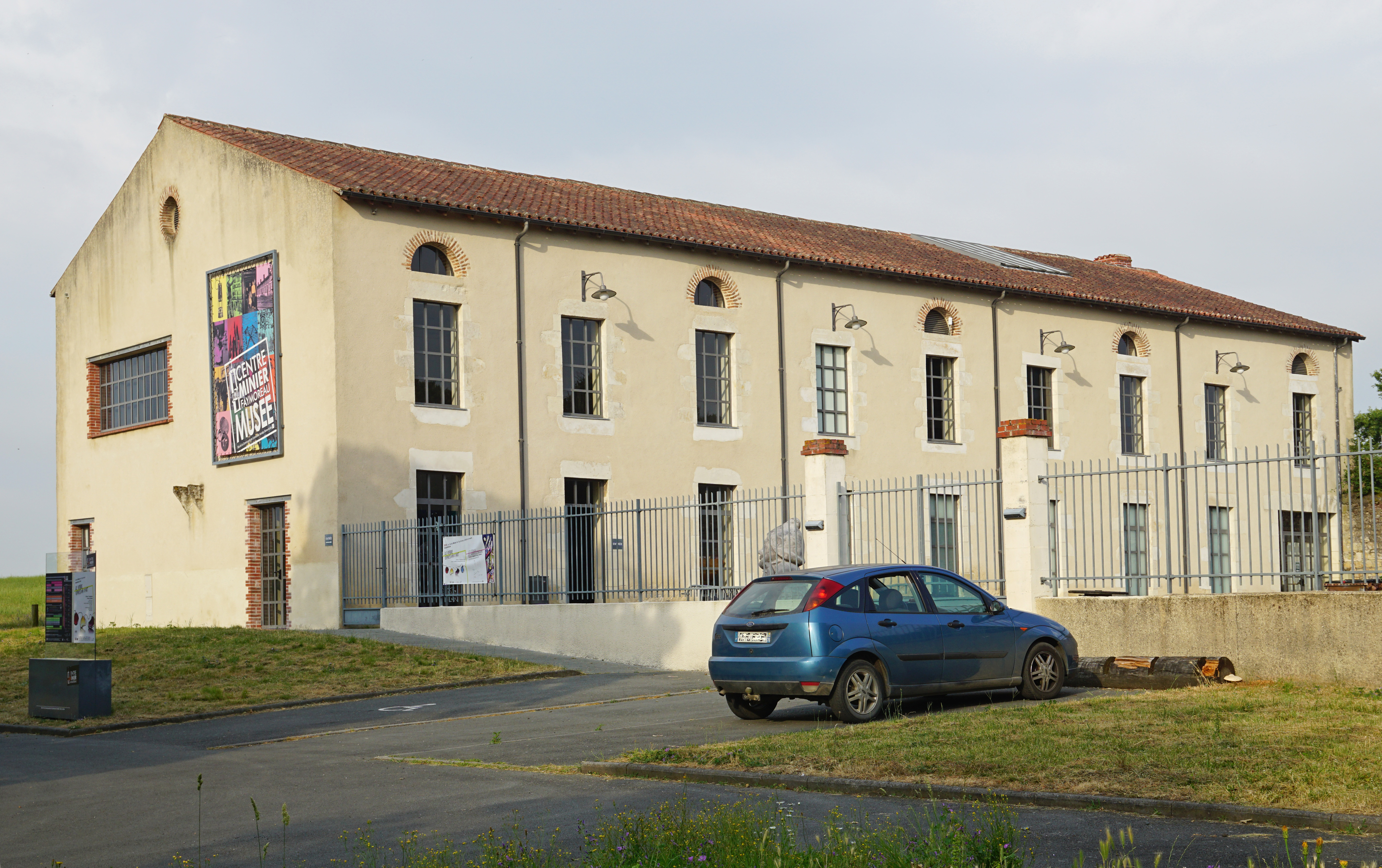
Le centre minier de Faymoreau (Vendée).
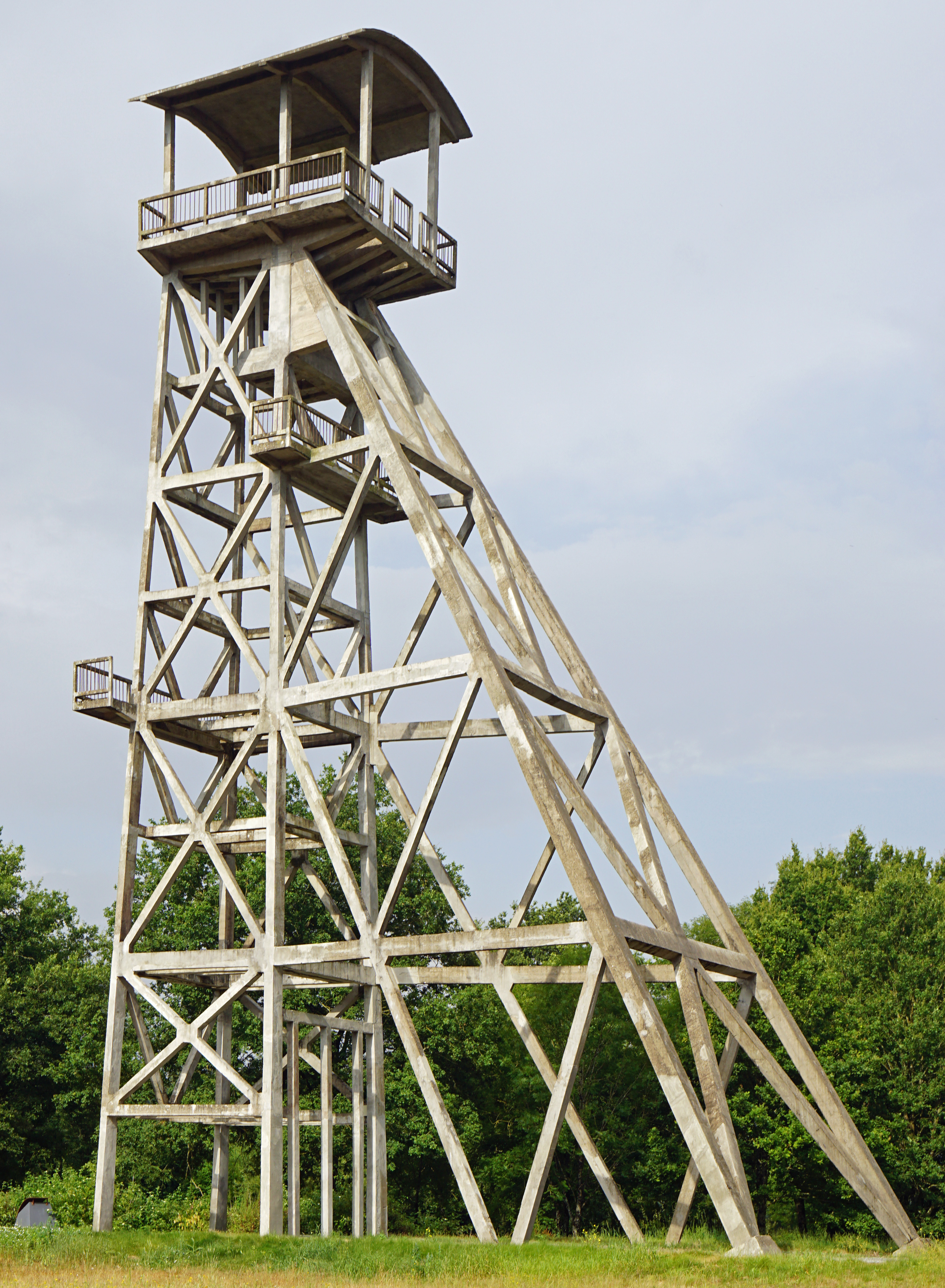
Chevalement d'Epagne (Vendée).
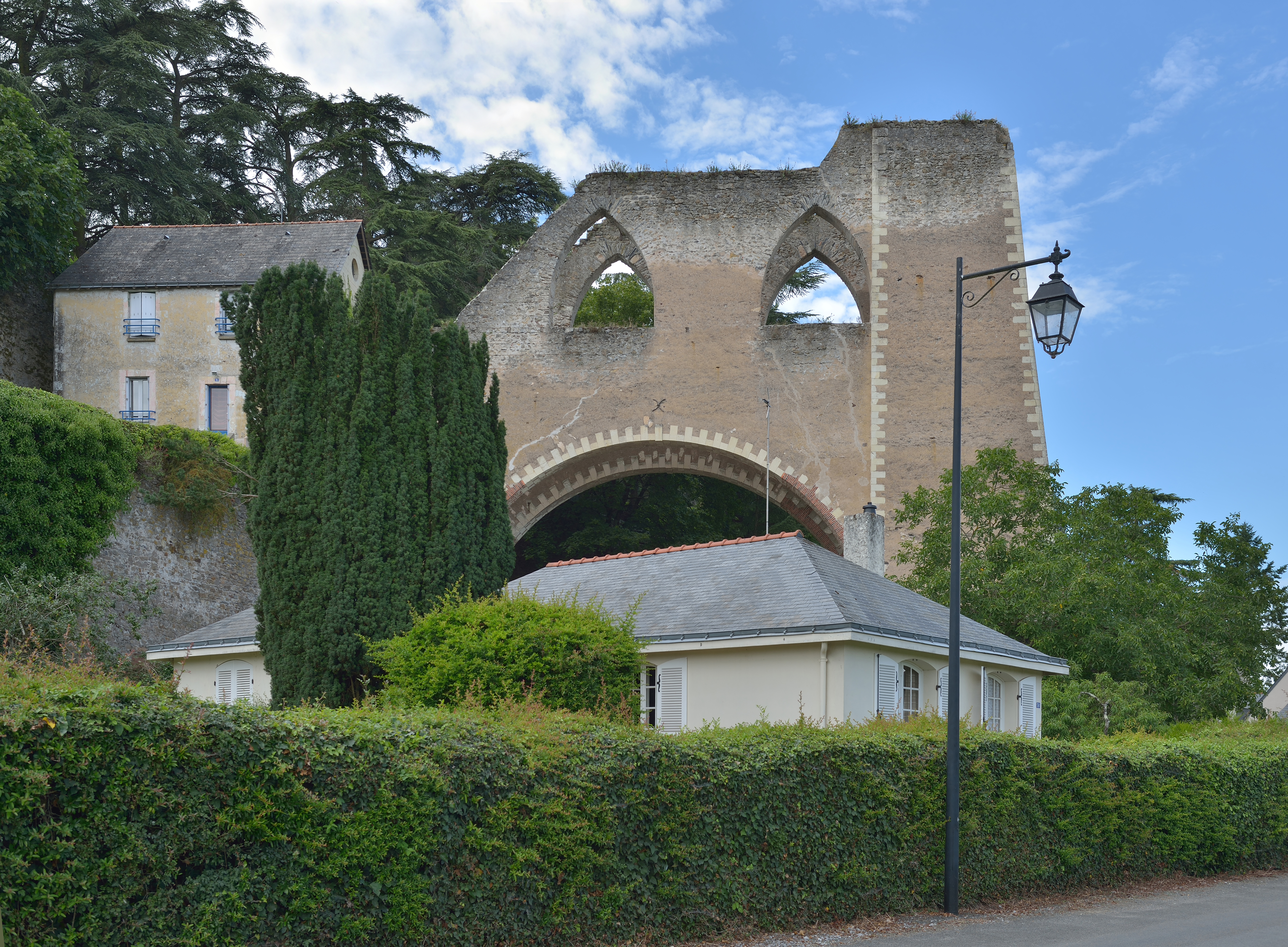
Mine de charbon de la Tranchée.
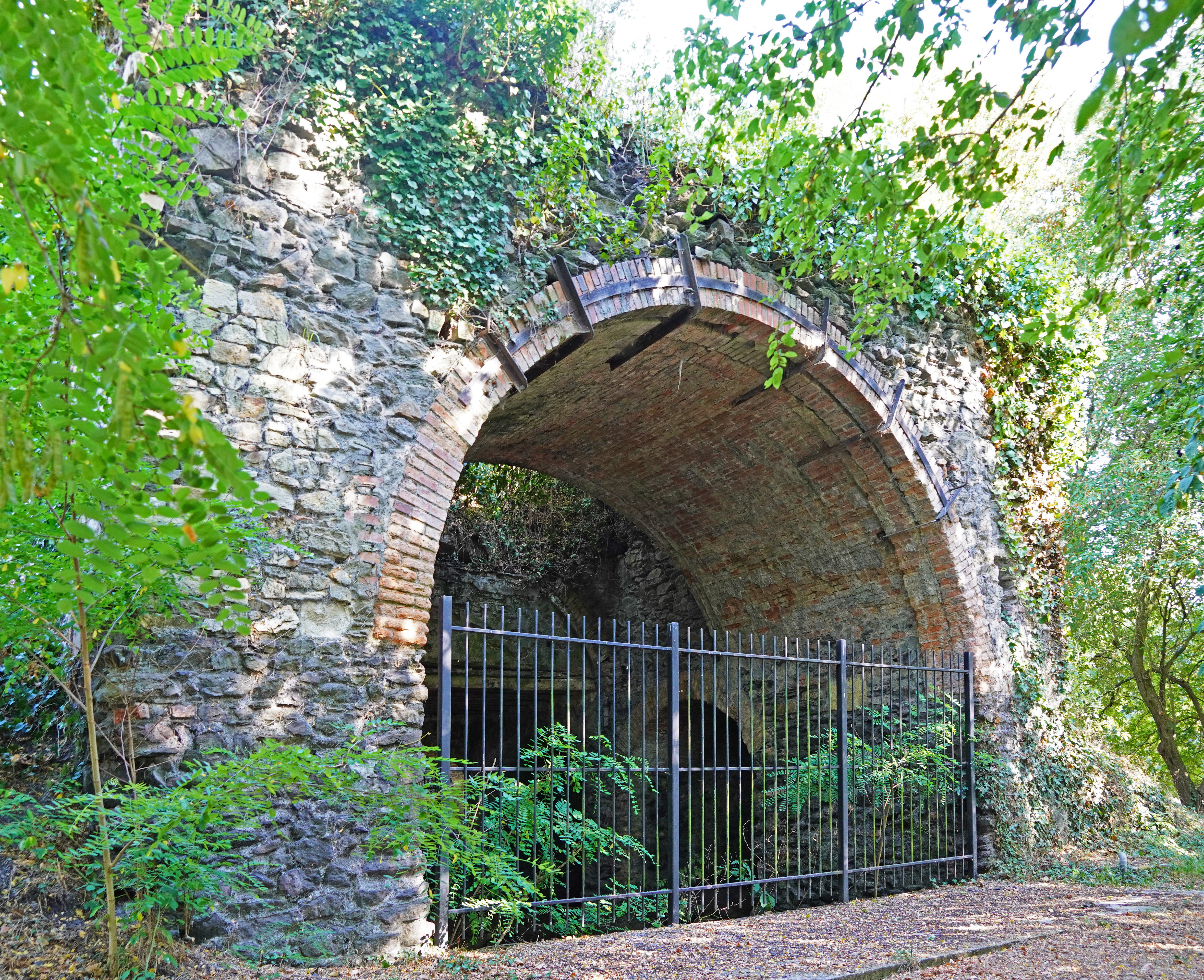
Bâtiment de recette à La Rouxière.

Creuse : Le bassin de Lavaveix-Ahun était à l'est de Guéret et il a eu son apogée vers 1875 quand il employait 2 000 personnes et produisait 350 000 t de charbon par an. Il s'agissait de mines de fond (puits de 300 m) qui ont cessé leur activité  vers 1960 après avoir produit 10 millions de tonnes de charbon. Le bassin de Bosmoreau, près de Bourganeuf, a d'abord été exploité par puits (260 m) puis à ciel ouvert. En 1951, 359 ouvriers ont extrait 264 000 t. La mine a fermé en 1958. Les houillères de Cublac avaient fermé avant la Première Guerre mondiale.

Les bassins houillers du Limousin
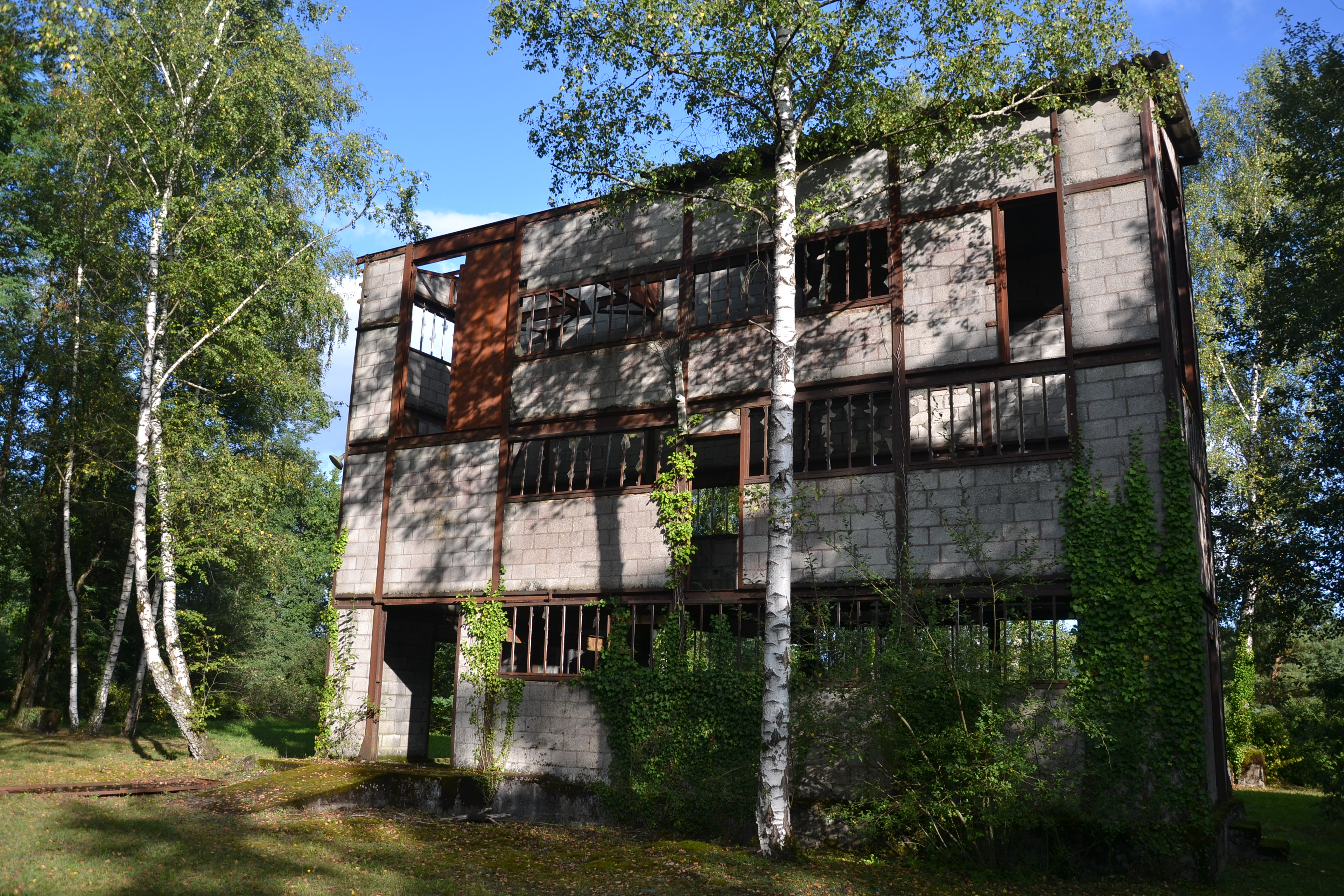
Lavoir à charbon du site de la Lande (Bosmoreau-les-Mines, Creuse).
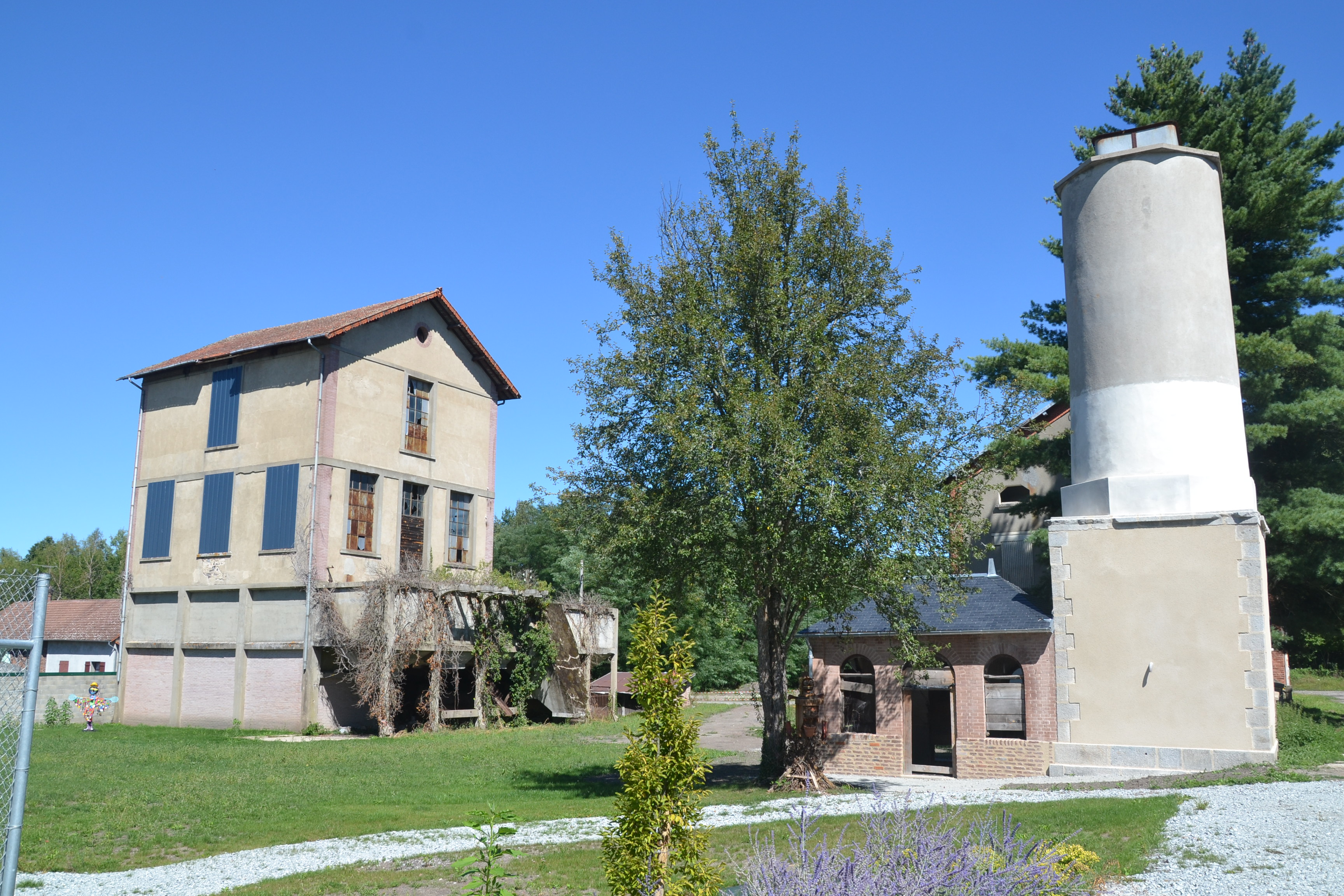
Laverie ou lavoir à charbon (Lavaveix-les-Mines, Creuse).
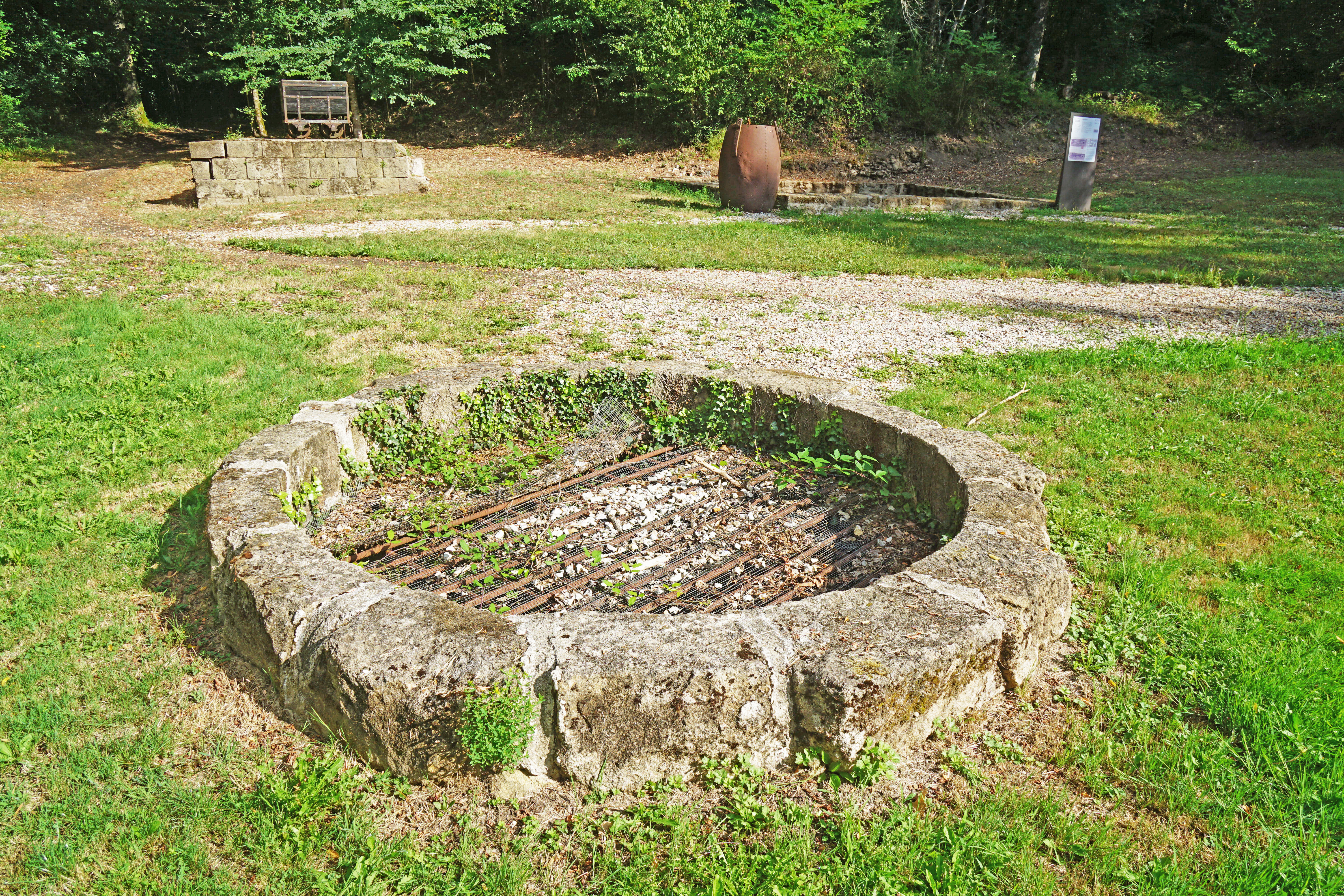
Le puits Festugière (Cublac, Corrèze).

De nombreuses mines sont exploitées entre le XVIe siècle et le XXe siècle dans ces deux régions bien que le gisement soit resté majoritairement inexploité. La principale exploitation est située en Haute-Saône, il s'agit des houillères de Ronchamp exploitées de 1744 à 1958. Elles ont eux deux fois de suite le puits le plus profond de France : le puits du Magny (694 mètres) en 1878 et le puits Arthur-de-Buyer (1 010 mètres) en 1900. À la nationalisation les puits en activité et la centrale sont confiés à EDF.

Mines de Haute-Saône.
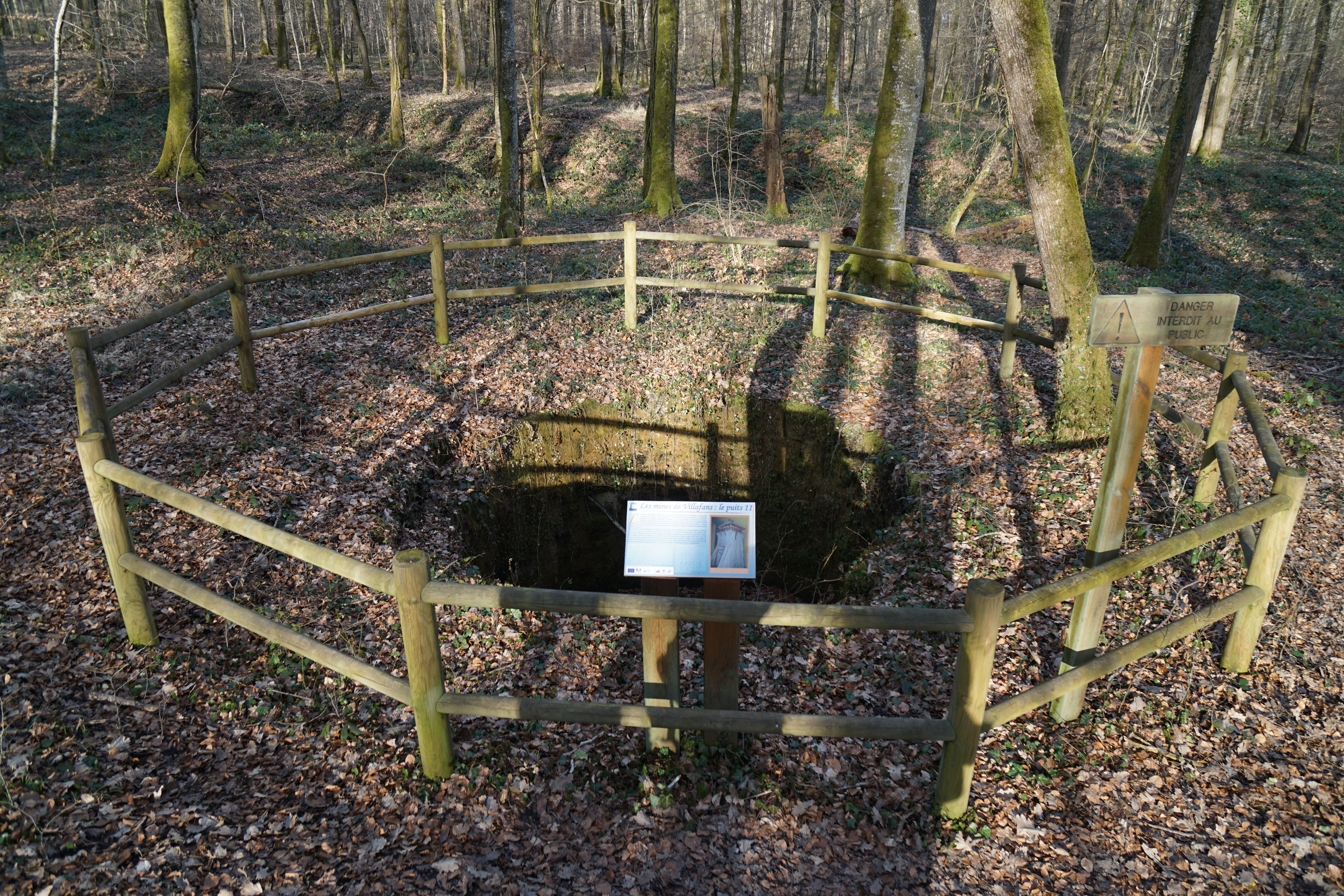
L'ancien puits no 15 des mines de Gouhenans.
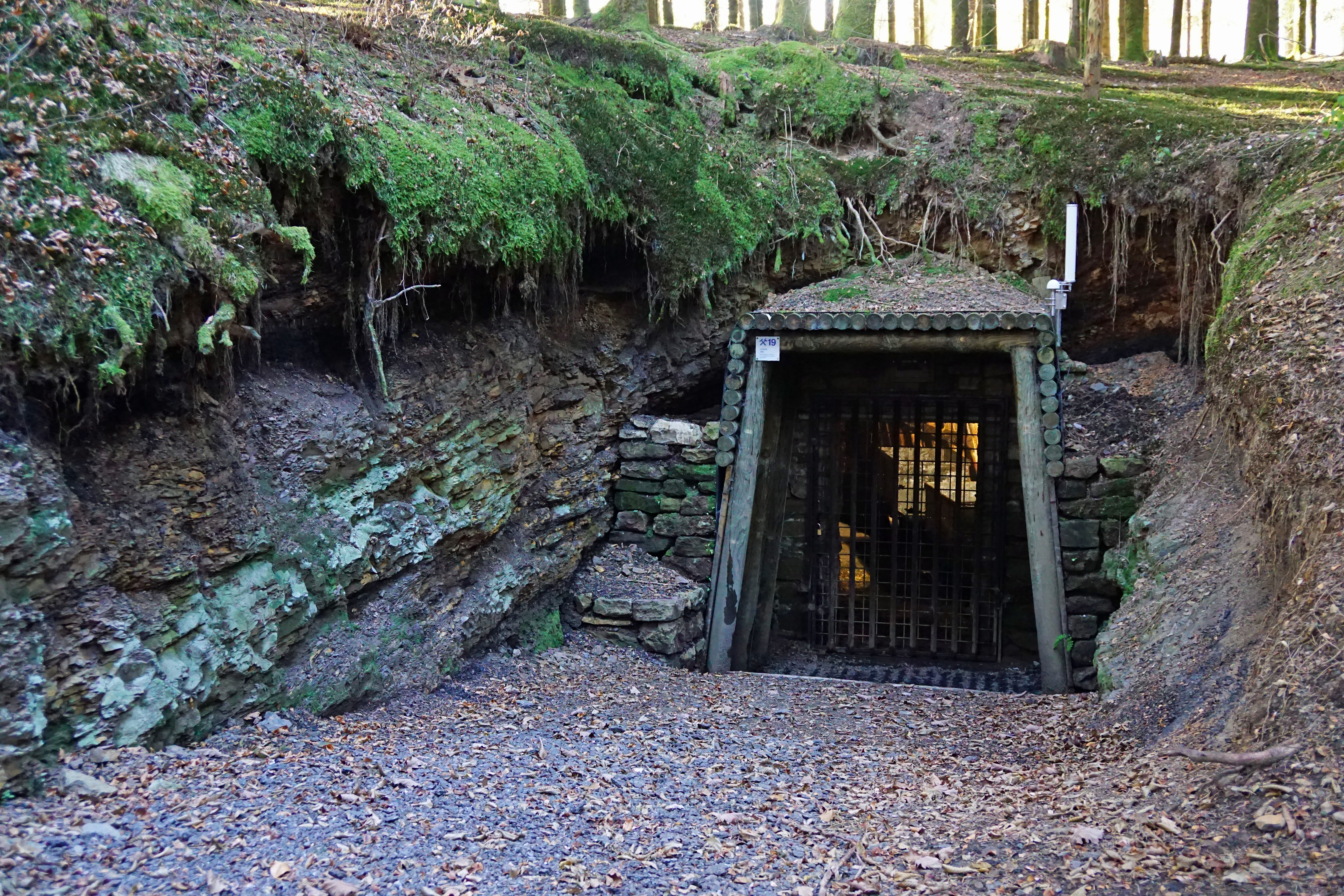
Galerie de mine à Ronchamp..
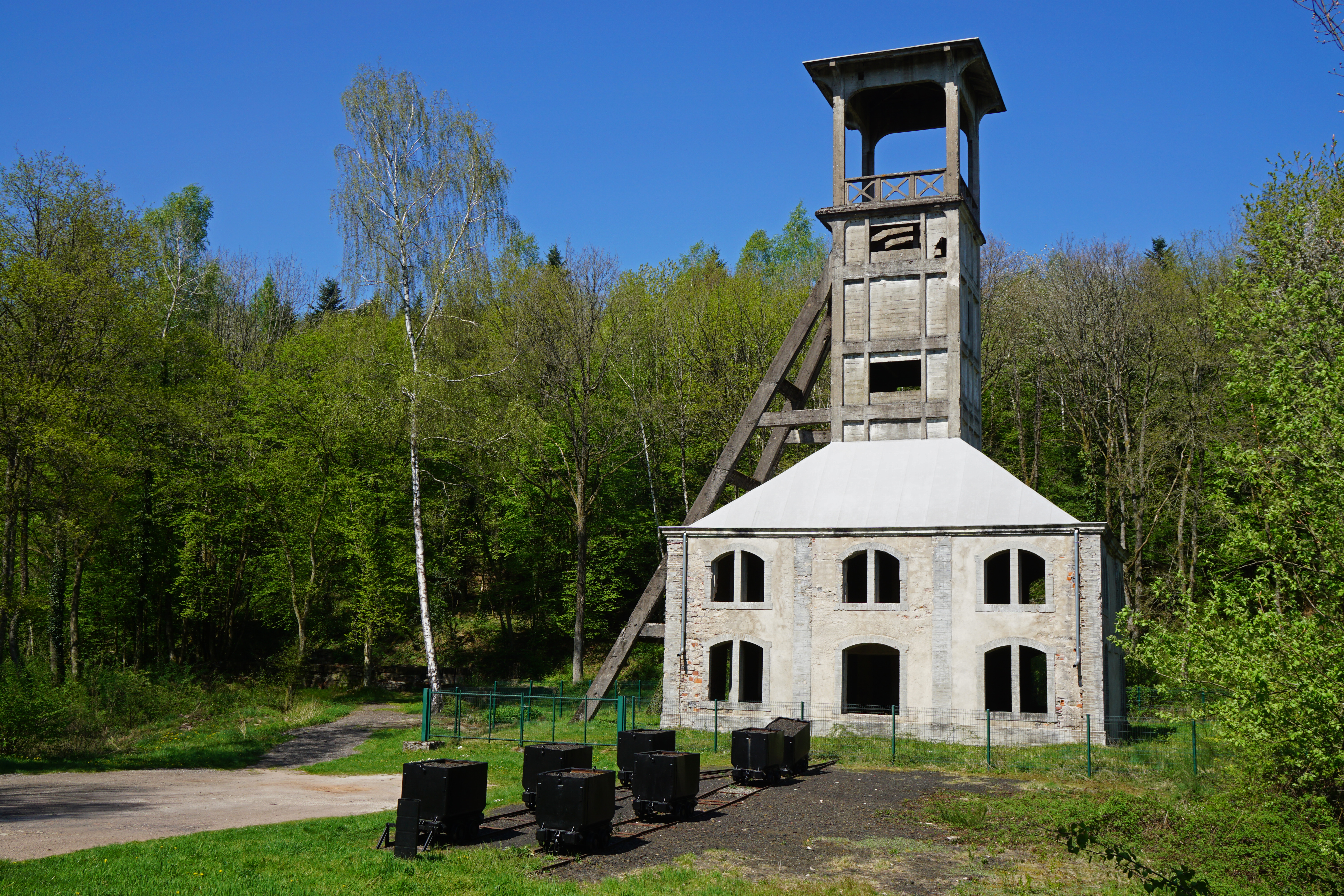
Le chevalement du puits Sainte-Marie (Ronchamp).
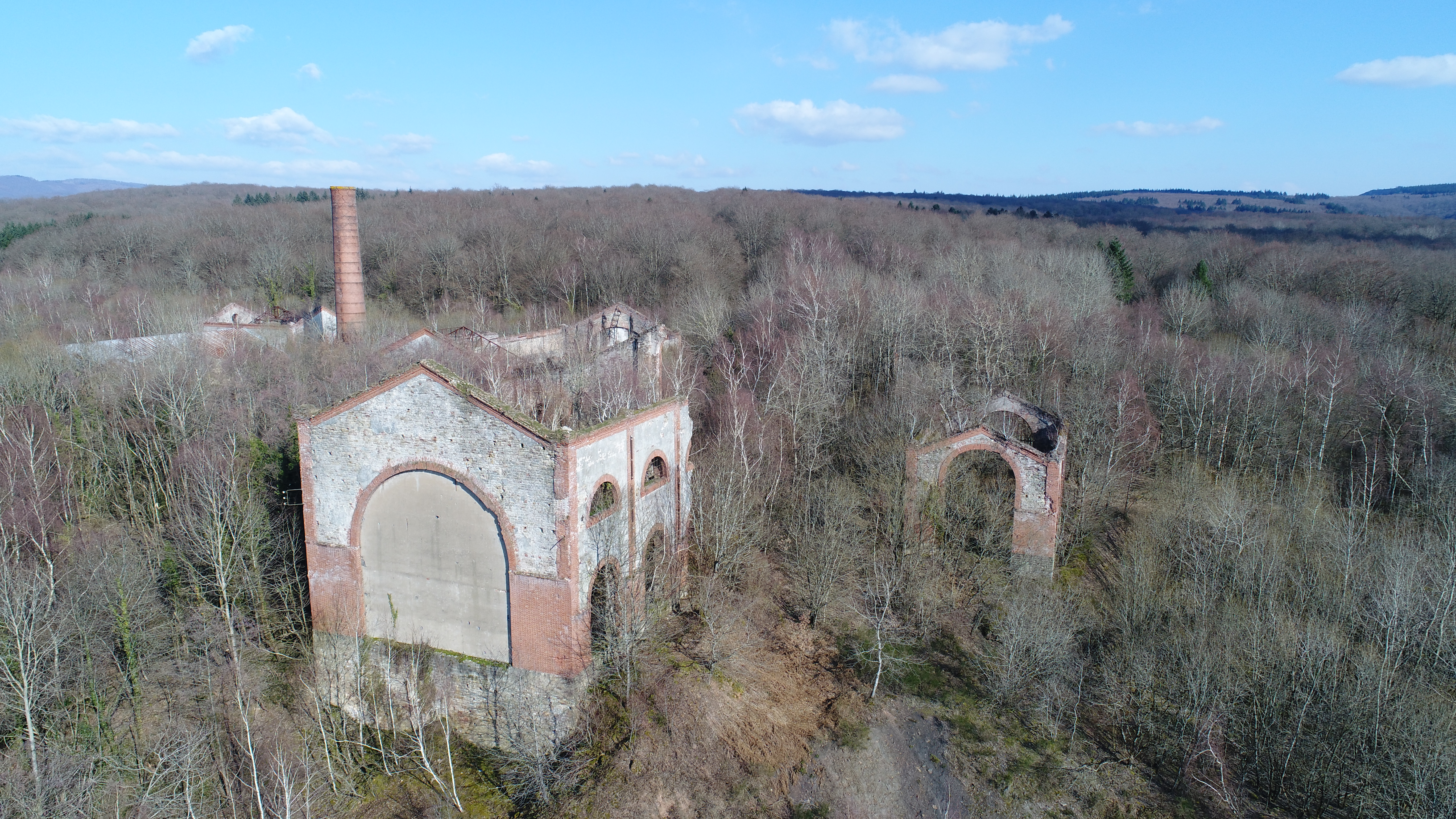
Les ruines du puits Arthur-de-Buyer des houillères de Ronchamp

Le site du puits du Méglin est la dernière mine de charbon privée d'Auvergne (et l’avant-dernière du Massif Central) à fermer ses portes, le 1er juin 1963.

Les houillères de Buxières-les-Mines.
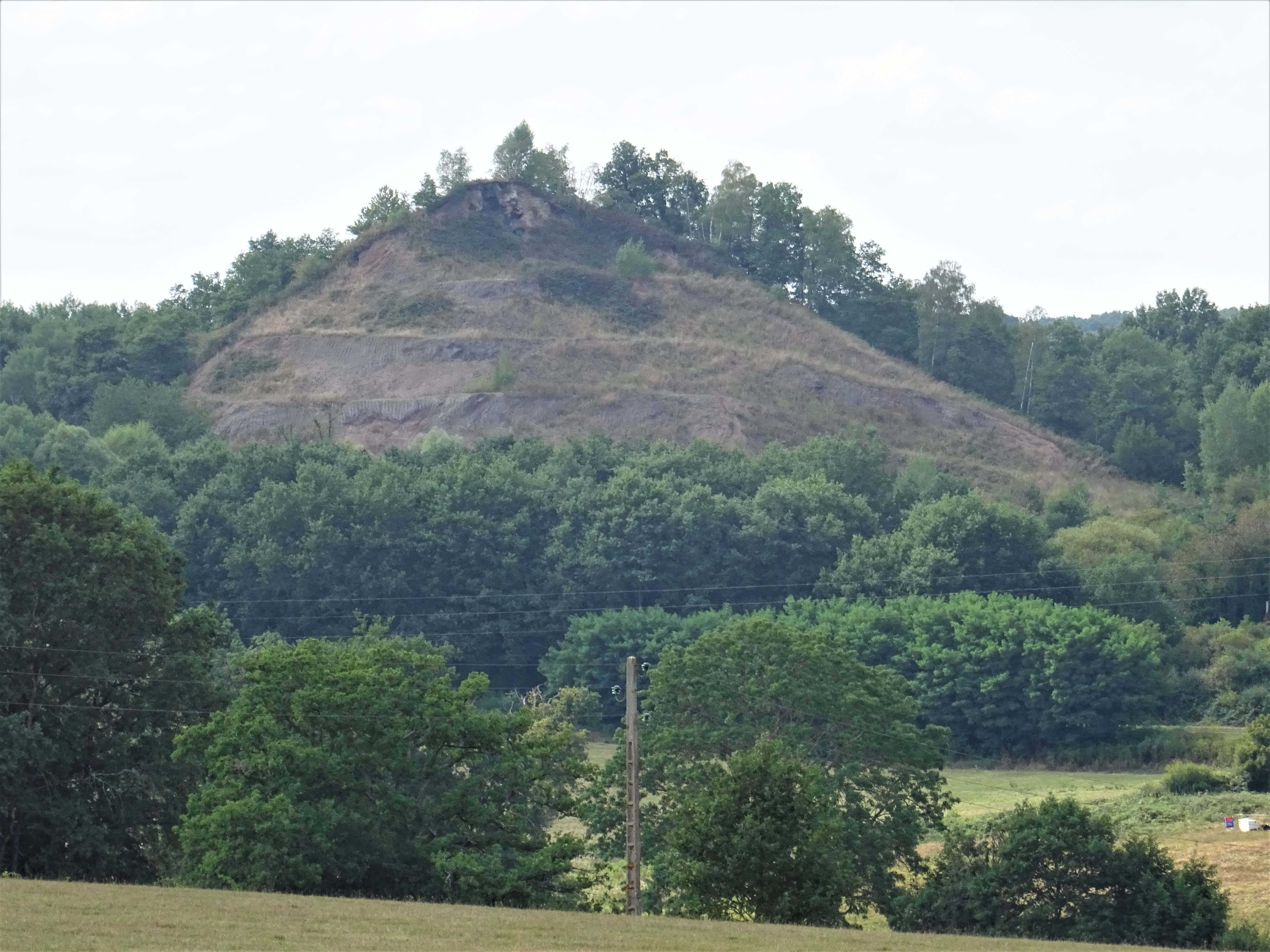
Terril conique de Buxières-les-Mines.
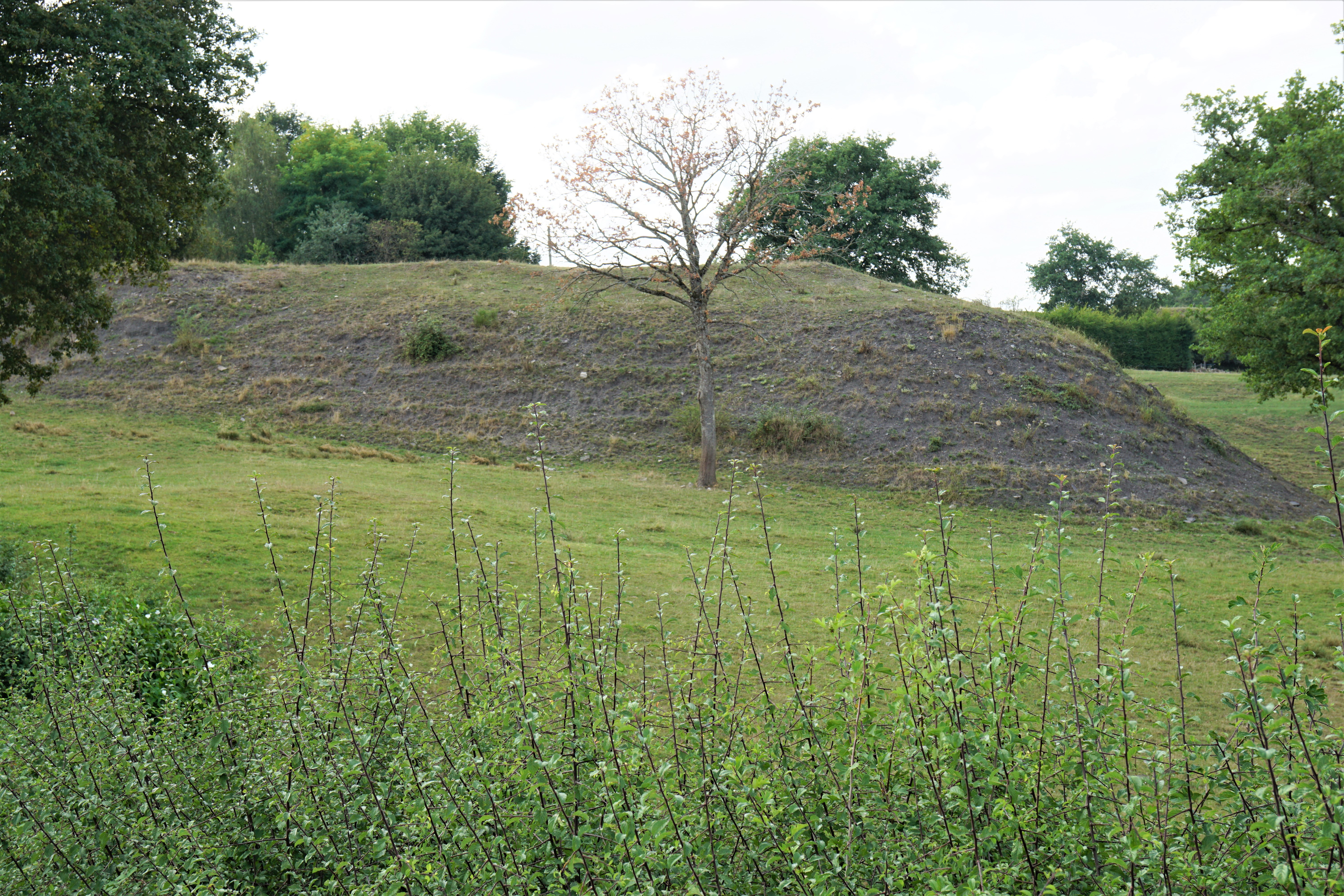
Terril du puits Saint-Charles.
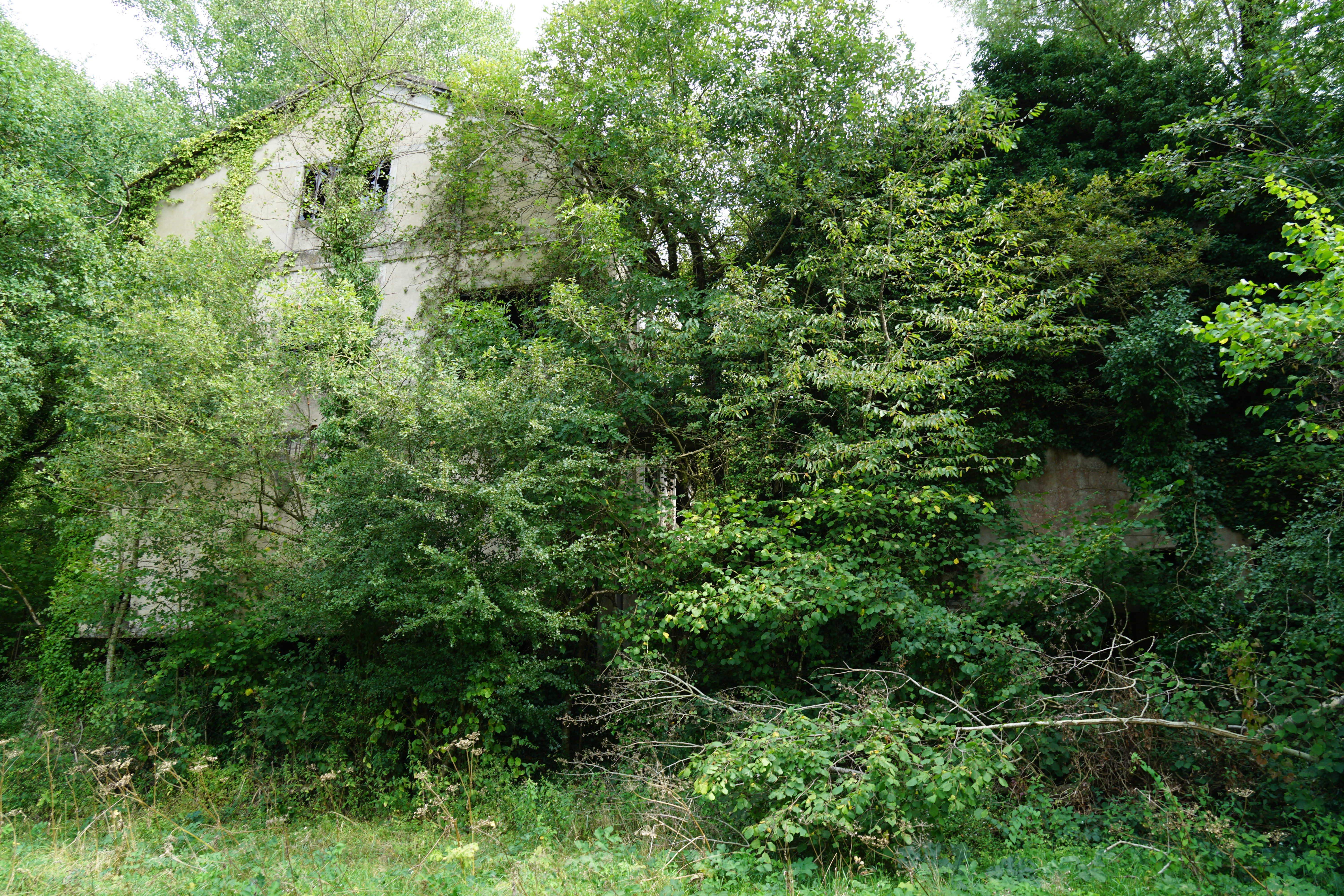
Lavoir du puits du Méglin (Buxières-les-Mines).
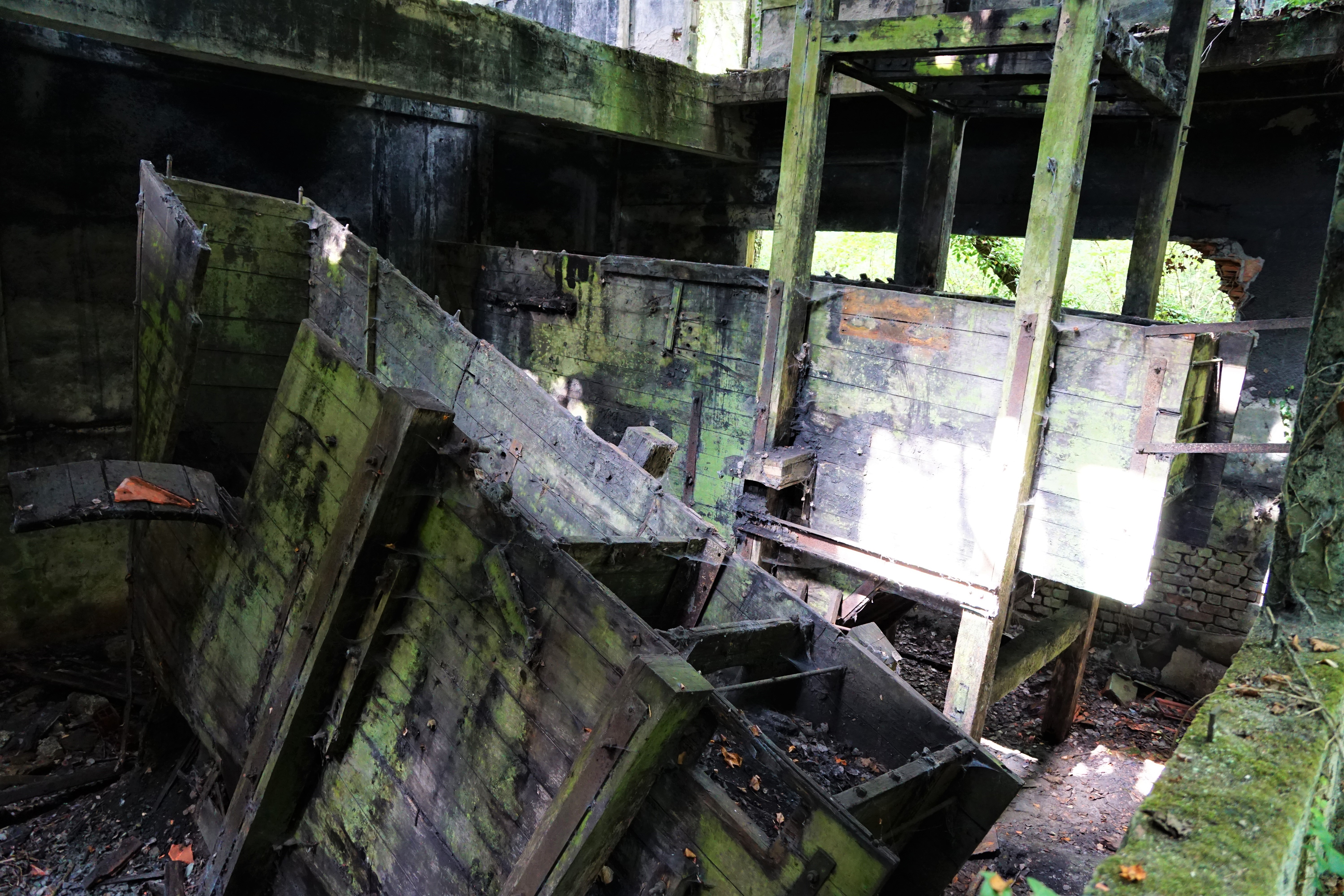
L'intérieur.
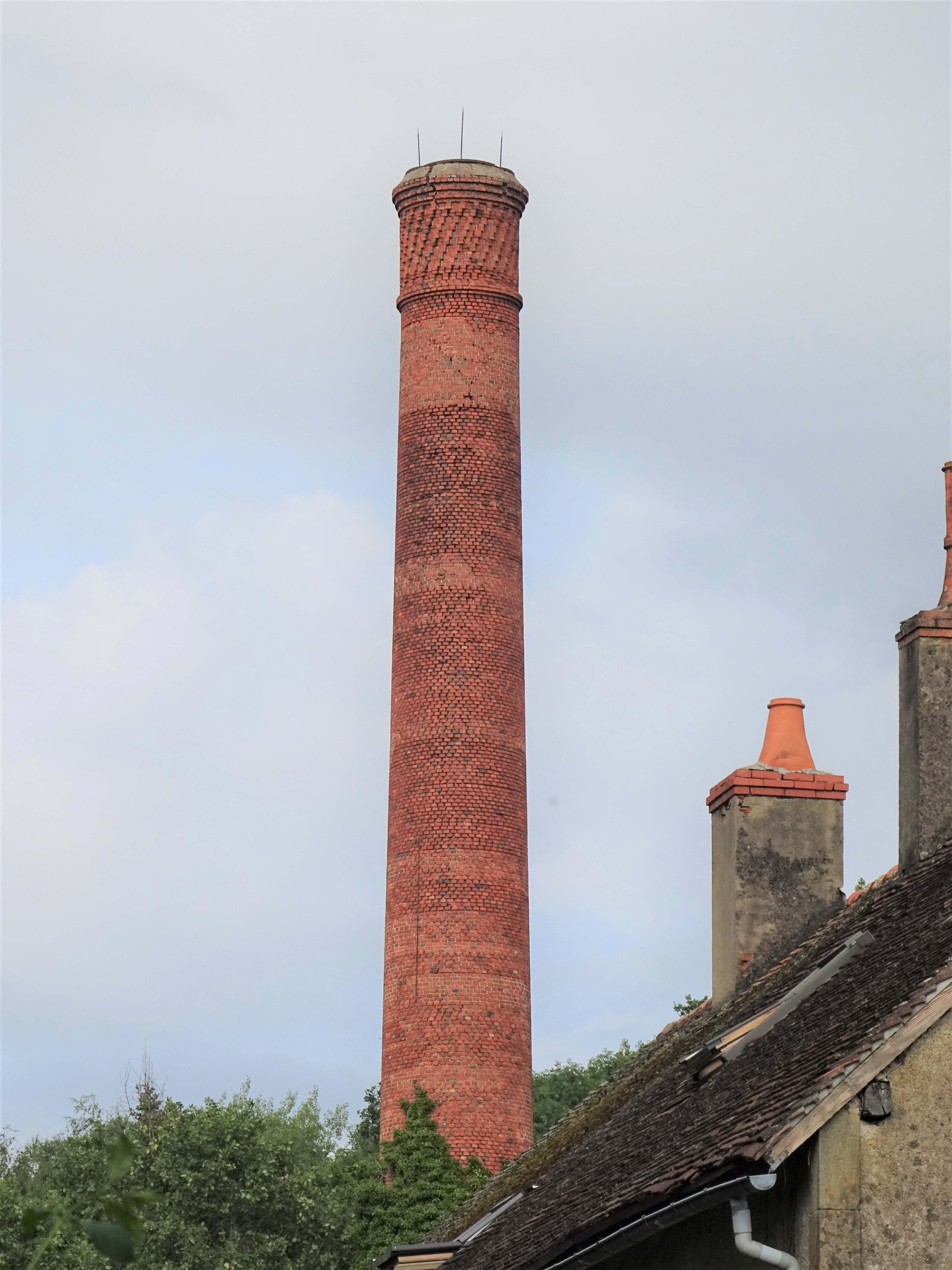
Cheminée du Méglin.

D'autres petites mines sont également exploitées dans les années 1940 et 1950 sans être nationalisées comme les houillères d'Aubigny-la-Ronce et de La Chapelle-sous-Dun en Bourgogne ou encore les houillères de Littry en Normandie.

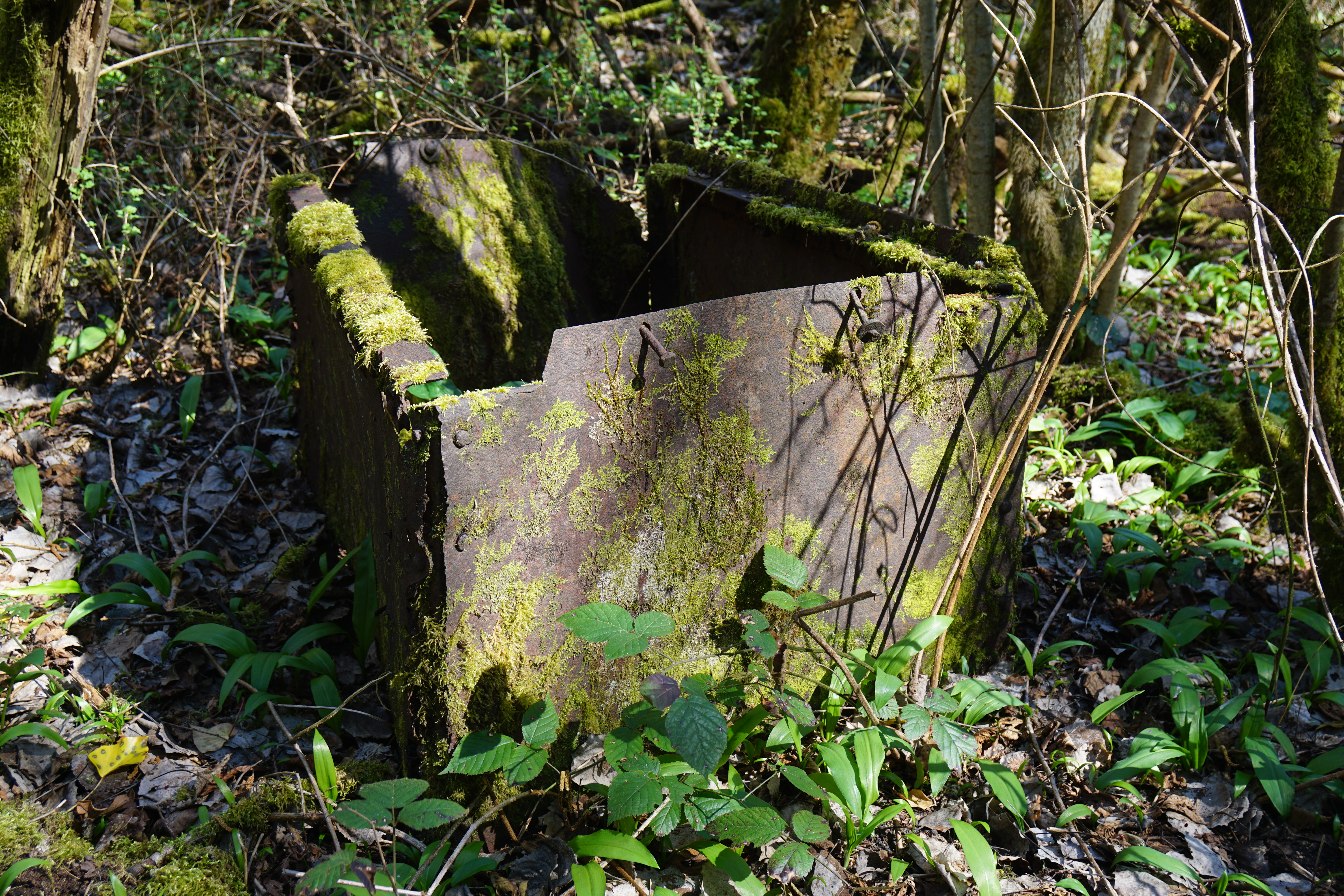
Berlines abandonnées (Aubigny-la-Ronce).
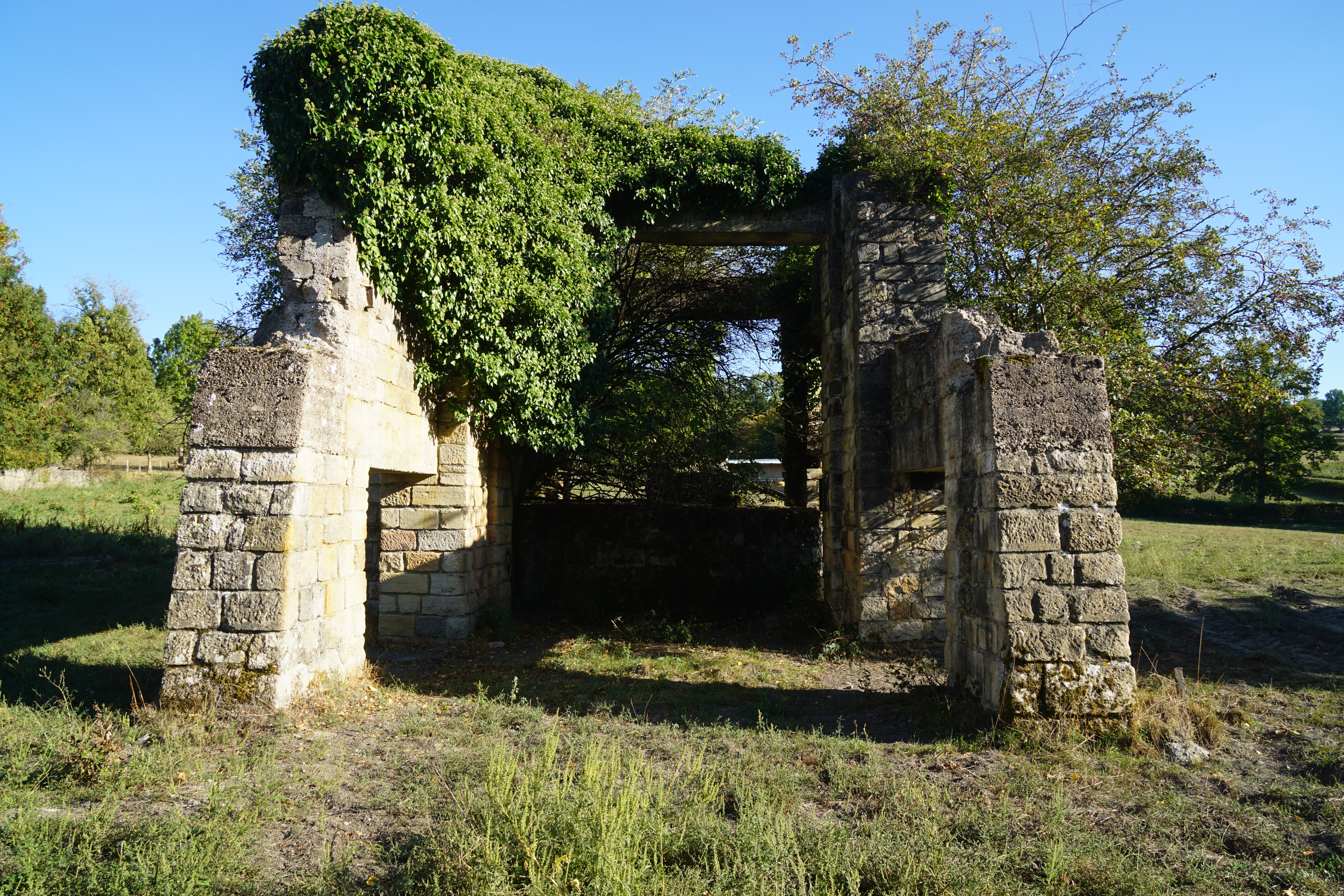
Base du chevalement du puits Saint-Laurent (La Chapelle-sous-Dun).
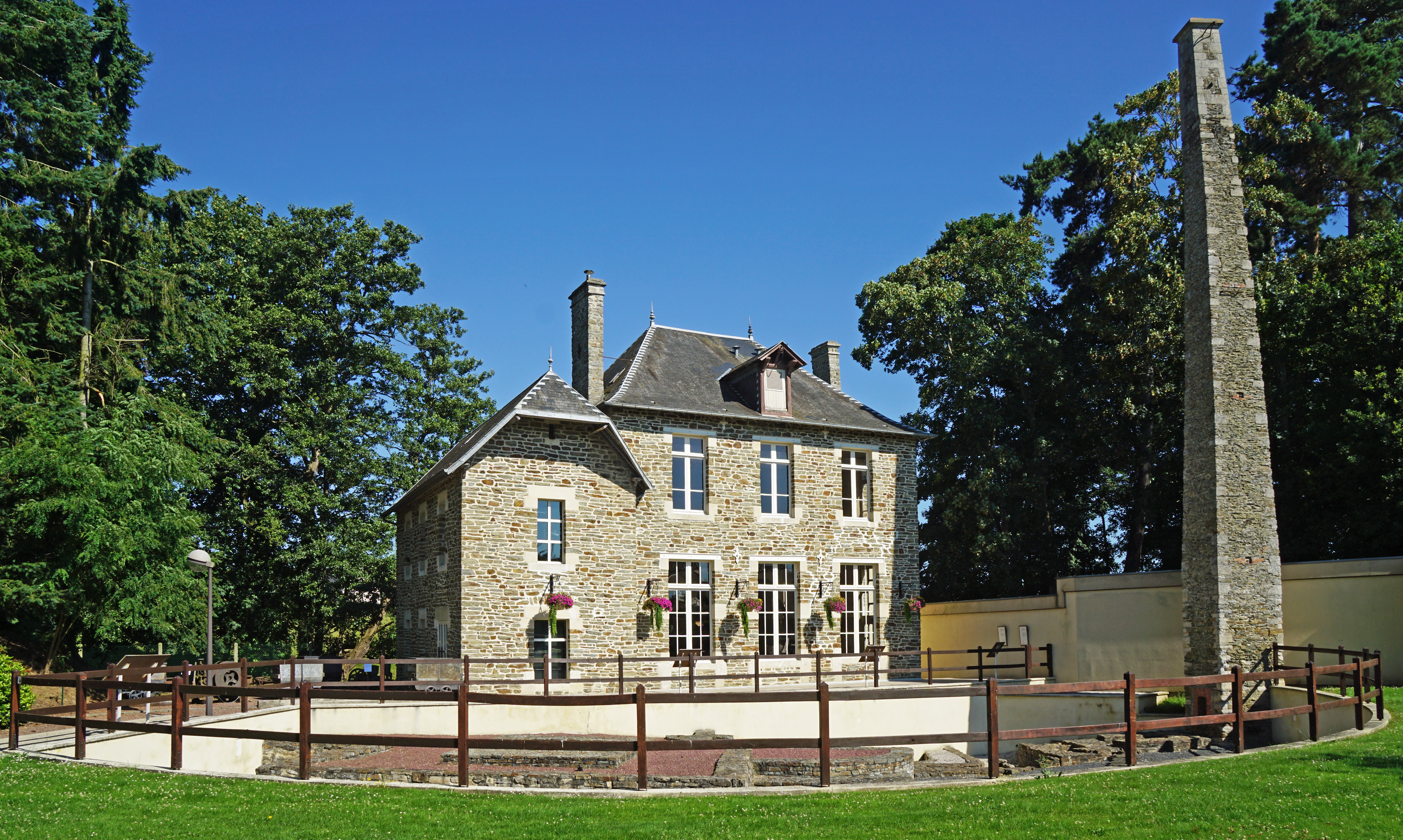
Musée de la mine du Molay-Littry.

## Histoire

### Développement de l'industrie houillère
La ressource minière de charbon est exploitée dès 1230 par les moines de l'abbaye de Cendras dans les mines de charbon des Cévennes.
En France, Henri IV crée en 1601 la « Grande maîtrise des mines et minières de France » qui est dorénavant seule habilitée à accorder l'autorisation d'ouvertures de mines dans le royaume. Les galeries elles, ont été établies au XVIIe siècle. Mais c'est au XVIIIe siècle que l'utilisation du charbon se développe réellement.
La Compagnie des mines d'Anzin est l'une des premières grandes sociétés européennes, puis la Compagnie des Mines de la Loire extrait en 1844 près de 85 % du charbon de l’ensemble du Bassin houiller de la Loire (soit 1/4 de la production nationale) et emploie 4 000 mineurs, essentiellement à Rive-de-Gier, tandis que la production monte dans le Pas-de-Calais et vers Firminy à partir du milieu du siècle.
La stratégie malthusienne des compagnies débouche sur une pénurie de charbon dans l'hexagone, aggravée lorsque les allemands détruisent les puits pendant la première guerre mondiale. Pour trouver d'autres sources d'énergie et ne pas trop importer de charbon, l'État et la Bourse favorisent la multiplication par huit de la production hydroélectrique dans les années 1920, puis l'émergence du nucléaire dans les années 1960.
La révolution industrielle est permise par le charbon et elle conduit à l'augmentation exponentielle de l'exploitation minière, qui façonnera alors le paysage de 880 communes françaises situées dans 18 départements, sur le territoire desquelles s’étendaient 261 concessions d'exploitations minières, la plus importante étant le Nord-Pas-de-Calais.
Durant la Première Guerre mondiale, dans les départements de la zone rouge, les communes ont souvent été rasées et les installations des houillères totalement détruites (sabotées par les Allemands quand elles avaient été épargnées par les obus et bombes). Le bassin minier du nord s'en relève en quelques années, malgré des coûts d'exploitations plus importants qu'en Belgique et en Grande-Bretagne.

### La fermeture des charbonnages
Néanmoins, tous les gisements « faciles » ayant été totalement exploités, il a fallu descendre de plus en plus profondément, ce qui a fait fortement croître les coûts d'exploitation ; par exemple, le soutènement renforcé de la mine de Gardanne en fin d'exploitation a nécessité d'utiliser environ une tonne d’acier par mètre de galerie creusé et celle de Merlebach en Lorraine demandait des conditions techniques de plus en plus complexes.
Un dernier et coûteux essai de relance du charbonnage français de 1981 à 1983 se solde finalement par un pacte charbonnier, signé en 1994 entre l’État et les organisations syndicales, prévoyant la fermeture des puits pour 2005. L'exploitation, bien que non rentable, s'est poursuivie pour des raisons sociales.
L’année 1990 marque l’arrêt des dernières machines des houillères du Nord-Pas-de-Calais et un plan social évalué par la Cour des comptes à neuf milliards de francs de l’époque soit environ 1,88 Md€ (valeur 2007 pour l'euro). La dernière mine française de charbon a fermé en avril 2004 à La Houve en Lorraine.
De 1999 à 2004, le charbon français est vendu à un prix inférieur à son coût d'extraction. Par exemple, selon la Cour des comptes, en 2002, alors que la production était encore importante (1,6 million de t/an), le prix de vente était de 49,8 €/t alors que le coût de revient a atteint 222,8 €/t (4,5 fois plus) !
En Provence, la HBCM vendait à perte le charbon extrait de son plus gros site depuis 1996. Pour la mine de la Mure, le prix de vente était en moyenne 4 fois inférieur au coût d'exploitation durant les 3 dernières années d'exploitation, avant fermeture définitive en mars 1997. Entre 1990 et 2007, l'État a selon la Cour des comptes apporté 20 Md€ de concours à  Charbonnages de France dit CdF (7,9 Md€ de dotations en capital et 12,1 Md€ de subventions) et a finalement dû payer avant la liquidation de CdF, une dette s’élevant à 2,4 Md€ en principal et 470 M€ en intérêts.

### Chronologie
La plupart des bassins français, à l'exception de la Lorraine, produisent dès le milieu du XVIIIe siècle, mais les questions patrimoniales et l'enclavement les pénalisent. L'Escaut belge et Rive-de-Gier, en multipropriété, dominent, grâce au Canal de Givors (1780) et à celui de l'Oise à l'Escaut (1815), assurant les livraisons. Sur fond de spéculation mondiale et de retard français, tant en matière d'extraction que de débouchés (fonte au coke, verreries), la Compagnie d'Anzin s'élève en 1789, devançant Le Creusot et Rive de Gier, pénalisés par leurs canaux trop chers ou en retard. Les bassins de la Loire et du Nord ne prennent leur dimension vers l'ouest qu'à partir des années 1840, avec les chemins de fer, qui permettent les livraisons et dopent la demande mondiale. Dans les années 1860, les mines du Nord passent devant celles de la Loire puis augmentent de 50 % leur extraction dans les années 1870, grâce aux technologies en grande profondeur venues d'Amérique, avec le Puits Hottinguer du Creusot, qui atteint pour la 1re fois 623,2 mètres en 1878. Le XXe siècle voit l'extraction se professionnaliser dans le nord, avec des investissements plus généreux, mais le bassin restera hors service entre 1918 et 1924 à cause des destructions allemandes, et les autres doivent y suppléer.
| Année                                                | 1871 | 1880 | 1890 | 1900 | 1913 | 1929 | 1938 | 1941 | 1944 | 1945 | 1949 | 1952 |
| Production française de charbon (millions de tonnes) | 13,2 | 19,3 | 26   | 33   | 40   | 49   | 46   | 41   | 26,5 | 33   | 51,2 | 55,4 |

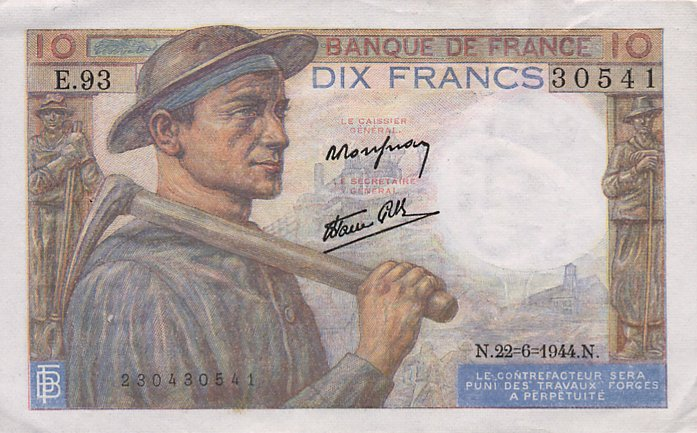
Le billet 10 francs Mineur de 1941.

- 1230 : exploitation par les moines de l'abbaye de Cendras dans les mines de charbon des Cévennes.
- 1267 : premier acte attestant la vente d'un droit de quart dans une mine du bassin houiller de la Loire.

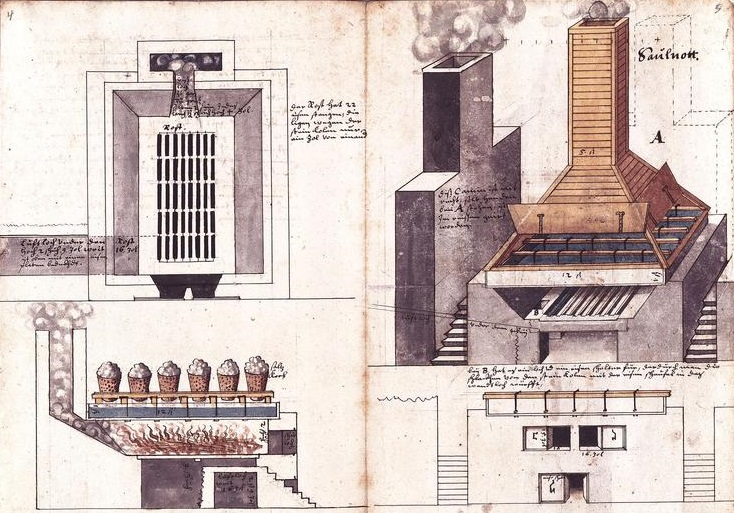
Un four à charbon de la saline de Saulnot (Heinrich Schickhardt, 1593).

- 1589 : la houille keupérienne de Corcelles est utilisée pour la première fois afin d'évaporer de la saumure, à la saline de Saulnot en Haute-Saône[7].
- 1660 : des affleurements de houille sont découverts dans le Boulonnais.

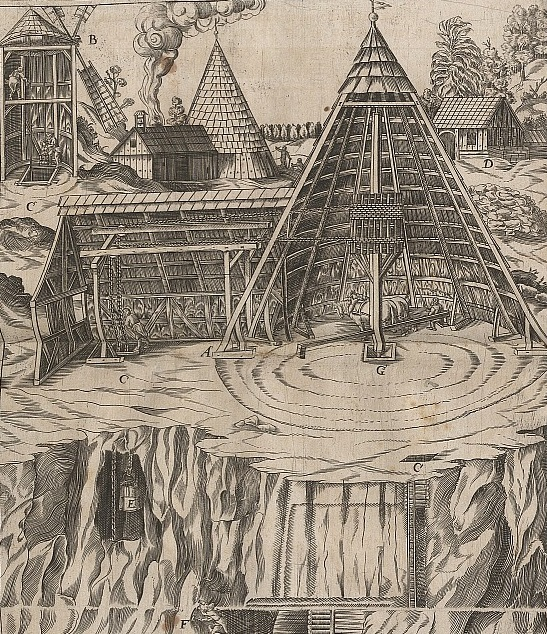
Représentation d'un baritel en 1650.

- 1689 : construction de l'un des premiers baritels pour l'extraction de la houille à La Machine (Nièvre).
- 1720 : la première veine de houille du bassin minier du Nord-Pas-de-Calais est découverte à la fosse Jeanne Colard, à l'issue d'une campagne de recherche.
- 1749 : création de la Verrerie de Michel Robichon à Givors, 200 salariés.
- 1756 : les mines d'Anzin emploient 1 000 personnes[8]. La production est de 102 000 tonnes, depuis 1716, 22 fosses ouvertes sur le territoire de Fresnes-sur-Escaut.
- années 1760 : 300 mineurs à la Compagnie des mines de Montrelais, puis 600 à 700 dans les années 1780[9].
- 1763 : le lyonnais, François Zaccharie lance les travaux du Canal de Givors.
- 1764 : Pierre-François Tubeuf chargé de l'exploitation de la mine de charbon Cransac dans le Rouergue.
- 1767 : concession des mines de charbon accordée à François de la Chaise au Creusot[10].
- 1768 : le baron de Venterol fait creuser des galeries à La Mure, qui deviendront les Houillères du Dauphiné.
- 1769 : une demande d'exclusivité sur l'exploitation du charbon de Blanzy est accordée à François de la Chaise.
- 1773 : Pierre-François Tubeuf obtient la concession pour 30 ans des mines du Gard dans la région d'Alès[3].
- 1773 : Juvénal d'Harville fonde la future Compagnie des mines d'Aniche.
- 1770 : l'arrêté du Conseil d'État autorise une concession sur la rive droite de l'Escaut près de Valenciennes.
- 1780 : achèvement du Canal de Givors.
- 1782 : manufacture de canons royale au Creusot. Le négociant stéphanois Christophe Guillaud trouve Saint-Étienne mieux situé, à plus faible coût[11].
- 1787 : la Compagnie de Carmaux emploie 200 personnes, creuse à 120 mètres.
- 1789 : hausse de 20 % des cours en dix ans, la compagnie des mines d'Anzin, avec 27 puits, 12 machines à vapeur, 600 chevaux et 4 000 ouvriers assure le tiers de la production française[12].
- 1800 à 1815 : production de 200 000 à 220 000 tonnes pour Anzin, entre 15 000 et 25 000 tonnes pour Aniche.
- 1810 : le canal de Saint-Quentin, entre l’Oise et l’Escaut, facilite l’arrivée de houille du Nord et d’outre-quiévrain à Paris.
- 1812 : travaux cartographiques de Louis-Antoine Beaunier, sous-sol du bassin de la Loire découpé en 64 concessions. Les mines emploient alors entre 300 et 400 hommes autour de Saint-Étienne, un peu plus du double sur l'ensemble du bassin.
- 1815 : la production de charbon décolle en Loire, elle sera multipliée par 4 en 25 ans.
- 1820 : l'activité dopée par la perte des départements belges et la Roer.
- 1822 : projet fragile du canal latéral à la Loire entre Briare et Digoin, qui ignore Saint-Étienne et Roanne.
- 1827 : ouverture de la Compagnie du chemin de fer de Saint-Étienne à Lyon.
- 1831 : Rive de Gier compte une trentaine de verreries, dont 12 consacrées à la fabrication de verre à vitres, qui emploie 1 200 personnes[13].
- 1831-1836 : hausse du prix du charbon, forte demande sur les concessions.
- 1830 : Anzin à 392 800 tonnes, puis en 1835 à 505 700 tonnes, en 1838 à 590 000 tonnes et en 1840 à 648 100 tonnes (+70% en 10 ans).
- 1830 : Aniche à 39 000 tonnes puis 19 000 en 1840 (-55 %).
- 1836 : la production de charbon en Loire dépasse le million de tonnes.
- 1838 : Douchy fournit 101 150 tonnes après 77 137 tonnes en 1836.
- 1840 : le bassin forézien est le 1er de France: 2 400 mineurs, 86 puits, appartenant à 17 compagnies[14].
- 17 février 1840 : 1re grève des mineurs.
- 1844 : coalition des mineurs de Rive-de-Gier.
- Septembre 1845 : formation d'un trust : la Compagnie des Mines de la Loire née de la fusion de la Compagnie Générale des Mines de la Loire et la nouvelle Compagnie des Houillères de Saint-Étienne.
- 1851 : 33 % du charbon produit en France vient du bassin de la Loire contre 22 % dans le Nord[15].
- 1859 : les 2 bassins, Nord et Loire, sont à égalité avec 2 millions de tonnes[15].
- 1865 : François-Félix Verdié lance à Firminy la production du procédé des frères Martin pour le rail.
- 1873 : la production de charbon en Loire atteint 3,3 millions de tonnes[16],[17], le Nord est 2,4 pour les 3 premières compagnies
- 1871 : le puits Hottinguer des houillères d'Épinac atteint 618 mètres, nouveau record français.
- 1880 : Déclin général de la production de charbon et de verre en Loire.
- 1880 : Anzin, plus grand établissement de mines au monde, passe de 1 760 000 tonnes en 1870, à 2 380 000 tonnes soit 66 % de la production totale du Bassin du nord, avec 15 000 ouvriers, logés dans 2 500 maisons.
- 1880 : Aniche, 3 500 ouvriers dans 750 maisons, passe de 447 000 tonnes en 1870, à 624 000 tonnes en 1874, mais par manque de débouchés revient à 606 000 tonnes.
- 1880 : grâce à Noeux, Vicoigne est passée de 236 000 tonnes en 1870 à 580 000 tonnes.
- 1880 : l'Escarpelle est passée de 143 000 tonnes en 1870 à 285 000 tonnes.
- 1900 : Le puits Arthur-de-Buyer des houillères de Ronchamp premier à dépasser les 1 000 mètres de profondeur en France.

- 1906 : Catastrophe de Courrières.

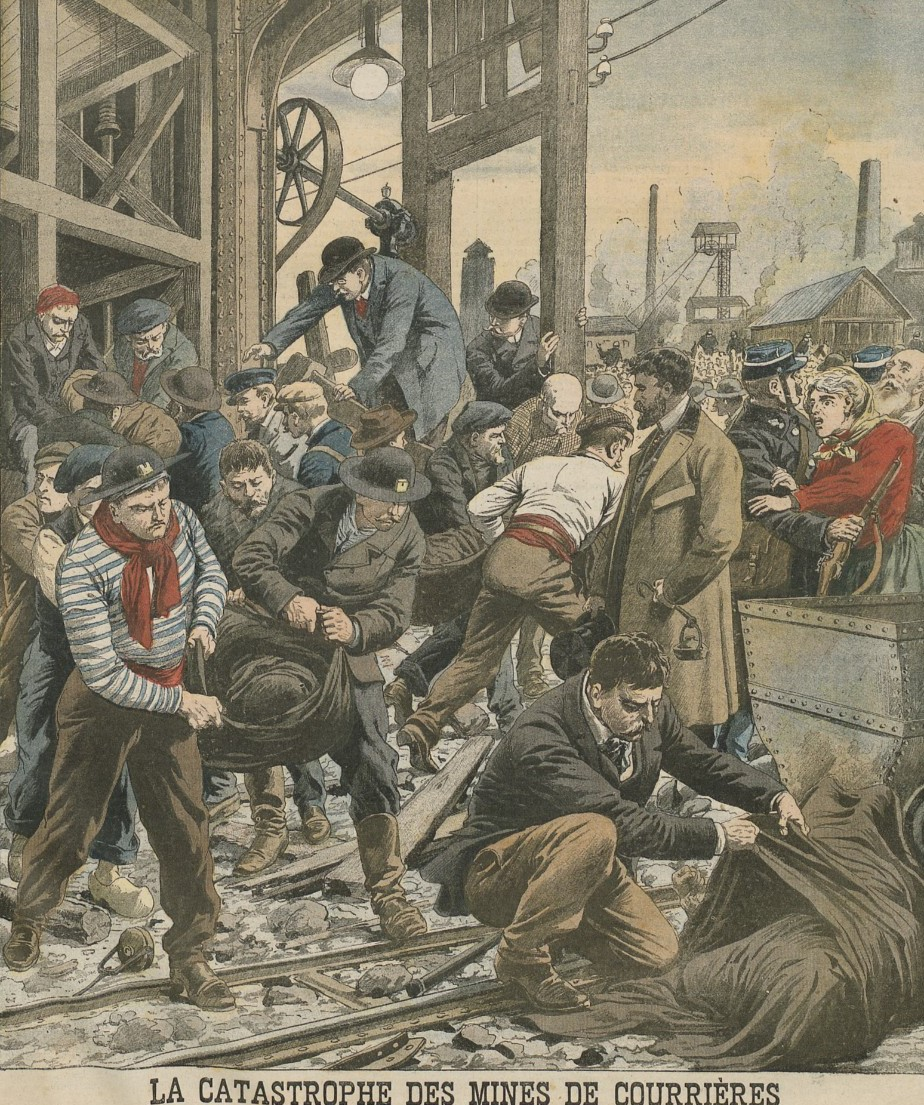
La catastrophe de Courrières illustrée par Le Petit Journal le 10 mars 1906.

- 1910 : 7 000 mineurs à Decazeville (Aveyron) puis 5 000 en 1945.
- 1910 : le bassin minier du Nord-Pas-de-Calais produit les deux tiers du charbon français.
- 1917 : Bruay passe de 2,7 millions tonnes en 1913 à 3,15 millions en 1915 puis 4,6 millions en 1917.
- 1917 : 1,13 million de tonnes extraites à Decazeville (Aveyron).

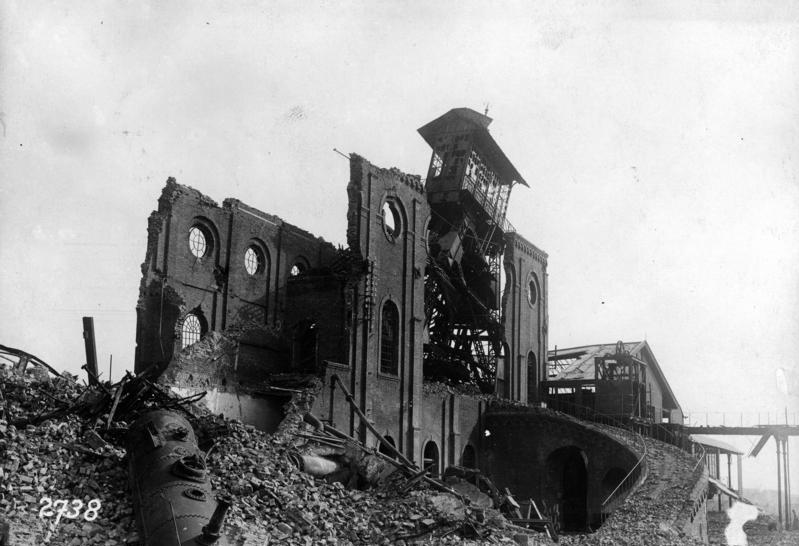
La fosse no 4 des mines de Lens à Lens détruite à la fin de la Première Guerre mondiale.

- 1918 : les allemands détruisent 18 des 19 puits du Nord-Pas-de-Calais, 800 km de voies et 103 ouvrages d'arts ne sont plus utilisables.
- 1925 : la reconstruction s'achève, le bassin minier du Nord-Pas-de-Calais reprend sa première place de producteur de houille.
- Entre-deux-guerres : la production en Loire atteint son apogée avec plus de 4 millions de tonnes[16],[17].
- 1929 : la production culmine à 49 millions de tonnes puis s'effondre. Ce niveau n'est retrouvé qu'après-guerre.
- Occupation : les grands bassins miniers industriels fournissent leur charbon en priorité à l'Allemagne, pour maintenir une économie locale et faire face aux pénuries plusieurs petits gisements de nature plus artisanales sont remis en exploitation, le plus souvent à l’initiative du BRGG (ancêtre du BRGM), car ils échappent au contingentement de l'occupant (ex : houillères de Littry, du Boulonnais, de Vy-lès-Lure, de Gémonval, de Grozon...) des recherches importantes sont également menées dans le Briançonnais[18].
- 1941 : grève de cent mille des cent-quarante-trois mille mineurs du Nord.
- 1946 : Nationalisation des Houillères françaises en Charbonnages de France.
- 1948 : grève des mineurs de 1948.
- 1958 : 3,3 millions de tonnes produites avec 20 000 ouvriers sur l'ensemble du bassin houiller d'Alès.
- 1975 : dans le nord, production de 7,7 millions de tonnes, soit 1,3 million de tonnes en moins que l'année précédente.
- 1990 : Fin de l'épopée minière du Nord-Pas-de-Calais à la fosse no 9 de Oignies.
- 2004 : Fin de l'extraction houillère en France au siège de La Houve en Moselle.
- 2007 : Liquidation de Charbonnages de France.
- 2012 : le bassin minier du Nord-Pas-de-Calais est inscrit au patrimoine mondial de l'Unesco.

### Fusion des bassins de Lorraine et de Centre Midi
Une loi de 2004 complète l’article 46 du code minier, relatif à la loi du 17 mai 1946. Elle fond les deux houillères des bassins de Lorraine (HBL) et de Centre Midi (HBCM) avec Charbonnages de France en un établissement unique, qui devra gérer les "sorties de concession" (avant le 31 décembre 2007) et la résolution des séquelles des activités houillères.
Ainsi, CdF a cédé un important patrimoine industriel incluant des filiales (30 en 1999 dans les comptes consolidés de CdF) liées à l’exploitation dont cokeries, extraction de gaz de mine, filiales de production d'électricité (dont la Société nationale d'électricité et de thermique ou SNET ; société dans laquelle CdF a conservé une participation de 16,5 % dans le capital de cette société, encore effective en 2008), ingénierie minière, filiales consacrées à la reconversion économique des bassins miniers (ex : SOFIREM). CdF cède aussi à cette époque un important patrimoine immobilier (terrains et parc important de logements de mineurs dont les fameux « corons » devenus logements sociaux).
Le 1er janvier 2008, la société, CdF a été mise en liquidation et une cellule a été créée pour suivre les travaux de fermeture et réhabilitation des anciens sites, sachant que leur mise en sécurité (cf. fermeture et obstruction des puits, risques d'affaissements, remontées de nappes, émanations gazeuses, dépollution…) reste de la responsabilité de l'ancien exploitant qui en surface doit assurer la stabilité et sécurité du terrain, ce qui implique par exemple de gérer ou restaurer les écoulements et ruissellements d’eau, limiter les envols de poussières éventuellement polluées, etc. par exemple en végétalisant certains sites.

## Le traitement des séquelles
Le démantèlement ou la valorisation culturelle des installations de surface n'étant pas achevé (machines d’extraction, carreaux de fosses, chevalements, etc. ni la dépollution des sols des usines annexes (carbochimie en particulier), et certaines séquelles pouvant perdurer dans le temps, ou ne s'exprimer qu'après quelques décennies ou siècles, aucun bilan définitif ne peut être fait. En 2004, une mission conjointe a réuni le BRGM et CdF pour une étude technique de la gestion de l’après -mine, à la suite de quoi le BRGM a intégré une nouvelle compétence et a créé pour cela un « département prévention et sécurité minière » (DPSM) en son sein.
- Les séquelles sociales et sanitaires (silicose, durée de vie inférieure à la moyenne, records pour certains taux de cancers aérodigestifs) n'ont pas encore fait dans les bassins houillers l'objet d'évaluations quantitatives précises.
- Séquelles géophysiques : Les mines souterraines nécessitent des évaluations et travaux plus délicats en raison des risques d'affaissements miniers prolongés dans le temps, de drainage acide ou de remontée de nappes, voire d'inondations graves en surface qui peuvent être différés dans l'espace et dans le temps. Localement, les eaux qui ennoyent peu à peu les puits après l'arrêt des pompages peuvent se charger de métaux ou substances si acides qu'il devient dangereux de les relarguer dans la nature. Localement, d'ici 2100, des stations de traitements des eaux de mines pourraient être nécessaires. Diverses études doivent continuer à affiner ces évaluations.
- Pollution de l'air : les sources directes (fumées, poussières.. n'existent plus), reste les pollutions indirectes, dont une possible expulsion en surface de quantités significative de méthane (grisou explosif et puissant gaz à effet de serre), poussé par la remontée des nappes. Ce grisou peut être récupéré et réinjecté dans le réseau de Gaz de France, mais ceci n'est fait en France qu'à Méthamine pour les gaz récupérés dans la partie centrale du bassin (les zones ouest et est ne sont pas traitées) et sur un point en Lorraine. Il pourrait aussi y avoir localement émission de gaz acides ou de radon dangereux. Il faut aussi prévoir le suivi et le futur démantèlement de ces installations qui seront désuètes quand tout le gaz aura été récupéré.
- Séquelles financières : En France, la Cour des comptes a estimé en 2009[20],[21] que de 1990 (fin de l’exploitation dans le Nord-Pas-de-Calais) à 2008, plus de 1 milliard d’euros a déjà été dépensé pour la réhabilitation des anciens sites miniers, qui doit se poursuivre, au moins jusqu'en 2011. Les travaux entamés en 2007 ont déjà coûté 9,5 millions d'euros, non compris les coûts annexes pris en charge par les collectivités locales. La Cour des comptes estime que 13,2 millions d'euros seront encore nécessaires d’ici 2013. Après quoi il faudra encore financer une veille, l'entretien de la mémoire et de la gestion du risque et une prévention continue (prises en charge par le département Prévention et sécurité minière du BRGM, soit 10 millions d'euros/an. Certains économistes du développement durable estiment qu'en prenant aussi en compte le coût des gaz à effet de serre et des autres polluants générés par le charbon, les coûts de réhabilitation et réparation dépasseront bientôt les bénéfices apportés par l'exploitation.

### La réhabilitation des sites miniers
Elle est entamée depuis la fin des années 1980, s'est fortement développée dans les années 1990, et a fait l'objet d'investissements très lourds de l'État (Via CdF essentiellement), de l'Europe et des collectivités régionales et locales, facilités par la création d'outils fonciers et financiers spécialisés que sont les EPF (établissement public foncier).
Les séquelles les plus lourdes concernent le bassin minier du Nord-Pas-de-Calais. Son sous-sol, ainsi que le fonctionnement hydraulique de surface, ont été bouleversés par cent mille kilomètres de galeries, auxquels il faut ajouter de nombreuses canalisations d'aération et de pompage et des centaines de sites plus ou moins pollués, autour et sous 852 puits de mines. Le bassin du Centre-Midi compte moins de galeries, mais plus de 4 000 orifices débouchant au jour et plus de mille puits (certaines découvertes du bassin du Centre-Midi sont aujourd'hui transformées en lacs d’agrément à la suite de la remontée des eaux, ce qui peut aussi exposer la nappe à des pollutions de surface si elles advenaient sur de tels sites. Dans le Nord, des milliers de maisons, routes, champs et jardins seraient noyés si l'on laissait l'eau ainsi remonter, mais quelques sites d'affaissements ont également constitué des lacs, le plus connu étant la Mare à Goriot en Forêt de Raismes-Saint-Amand-Wallers)
Localement le travail est rendu encore plus difficile pour diverses raisons :
- perte de la mémoire industrielle et perte de certaines archives (à l'occasion des deux guerres mondiales notamment). Par exemple, sur le site d'un des premiers puits du département du Nord à Valenciennes, 11 usines au moins se sont succédé, et les archives des 9 premières ont été perdues. Sur ce site, l'un des anciens puits, ouvert au XVIIIe siècle, probablement mal comblé, a été retrouvé presque par hasard. D'autres n'ont pas été retrouvés tant le sol a été retravaillé ou bouleversé par les guerres mondiales (Tous les sites du nord ont été rasés ou sabotés à l'explosif par l'occupant allemand avant sa retraite lors de la Première Guerre mondiale, et la reconstruction - en raison des besoins vitaux en charbon - s'est faite dans l'urgence, sans précautions pour l'environnement, et avec peu d'archives.
- Les premiers puits fermés ont été mal comblés, faute de techniques adéquates à l'époque.
- Le foudroyage des galeries a entraîné des affaissements qui ont disloqué le réseau d'égout du bassin minier du Nord-Pas-de-Calais.
- La stabilisation des terrains peut encore demander un certain temps, et il faudra éternellement gérer le risque d'inondation des zones affaissées sous le niveau normal de la nappe phréatique. CdF n'assure plus les pompages nécessaires, dont les coûts et la responsabilité ont été transférés aux collectivités, alors que ces pompages peuvent contribuer à disperser des polluants non biodégradables et non dégradables (métaux lourds) ou d'autres polluants issus de la carbochimie, très lentement dégradables (PCB, dioxines, benzène, HAP, etc), ce qui laisse entrevoir qu'il faudra peut-être aussi dépolluer les eaux d'exhaure.
- manque de connaissances géotechniques et toxicologiques ou écotoxicologiques sur le devenir de tels sites face par exemple aux secousses sismiques ou à la remontée de nappe. (Il n'existe pas d'exemples ou de modèles naturels de ce type d'évolution.)
- difficulté à appliquer le principe « pollueur-payeur » dans ce contexte. Par exemple la cokerie de Carling, en Lorraine et la carbochimie dans le Nord ont gravement pollué les nappes phréatiques (par du benzène, notamment à Carling). La cokerie de Carling a été vendue par CdF à un groupe allemand (1 € symbolique) avec garantie sur la pollution des sols antérieure à la cession, mais le benzène proviendrait aussi d'une autre usine proche. L'établissement des parts de responsabilité des deux pollueurs est délicate et freine les travaux de réhabilitation qu'une première étude a chiffré entre 20  et   90 M€ selon le niveau de dépollution qui sera exigé par l'État.

Ces réhabilitations sont en France cadrées par le code minier, et il est arrivé que des mises en sécurité se soient faites au détriment de l'environnement, voire contre les lois de protection de la nature (exemple : espèces menacées et rares de chiroptères ou d'amphibiens respectivement emmurées ou enfouies sous des mètres d'épaisseur de remblai pour sécuriser des crevasses d'érosion de terrils ou d'anciennes fosses.
Le code minier impose au concessionnaire, en fin de concession, certaines exigences formalisées dans un cahier des charges dont l’exécution est vérifiée par les autorités de tutelle (DRIRE devenue DREAL). Selon CdF et la Cour des comptes, au 31 décembre 2007, CdF avait « quasiment achevé ces travaux, respectant ainsi les échéances et les budgets prévus »

### Coûts de réhabilitation
Aucun bilan exhaustif n'existe, ni n'est à ce jour possible puisque ces réhabilitations se poursuivront longtemps. Des contentieux entre l'état et de nombreuses collectivités territoriales, non satisfaites par les travaux de réhabilitation, ou devant gérer durablement les séquelles des houillères, peuvent aussi alourdir le bilan financier du charbonnage en France. La Cour des comptes estime que de 1990 à 2008, les coûts de remise en état ont été pour la France et pour CdF uniquement de 1 033,6 M€ (il faudrait ajouter les aides et dépenses des collectivités (Conseil régional en particulier), également considérables).
Rien que pour le bassin du Nord/Pas-de-calais, d'après la comptabilité détaillée de CdF (incluant les dépenses de personnels, mais uniquement pour les sites récemment arrêtés et pour les seuls travaux réalisés ces 18 ans), ce sont 291,9 M€ qui ont été dépensés, soit moins qu'en Lorraine (335,3 M€) et que dans le Midi (406,4 M€).
La cellule liquidation de CdF devrait encore dépenser 9,5 M€ en Lorraine et Centre-Midi pour finir des travaux engagés. D’autres travaux déjà évalués à 13,2 M€ pour 2008-2013) ne seront réalisés qu'après la liquidation de l’entreprise, dont ceux imposés par la montée des eaux dans les puits après arrêt des pompages en Lorraine, Centre-Midi et Nord Pas-de-Calais. Ces travaux devraient être payés par l’État, de même que les frais de surveillance et opérations de maintenance pour les siècles à venir, déjà évalués à 10 M€/an par le BRGM.
Les évaluations ci-dessus sont faites pour le niveau de réglementation sur les pollutions de la période 2000-2008, mais on peut supposer qu'ils évolueront en particulier pour respecter la directive cadre sur l'eau ou une future directive sur les sols. Il faut aussi noter que les terrils, anciennes voies ferrées et certains bacs à schlamms peuvent présenter un réel intérêt écologique, car n'ayant jamais reçu d'engrais ni de pesticides, contenant un substrat particulier, et étant très favorables à certaines communautés pionnières ou espèces rares (hyménoptères fouisseurs, espèces adaptés aux milieux secs et chauds, espèces vulnérables aux pesticides, etc).

### Les souvenirs
Malgré la disparition totale de l’exploitation charbonnière nationale, les houillères marquent encore le souvenir et les terres des pays industriels. Dans de nombreux villages d'ailleurs, les corons des houillères sont devenues des parcs immobiliers et certains carreaux de fosse tel celui du 11-19 de Loos sont devenus des éléments patrimoniaux et culturels essentiels. Il y a encore des centaines de terrils et le sol s'est localement affaissé, parfois d'une vingtaine de mètres[réf. nécessaire] .